# Bamberg
Bamberg (mittelalterlich: Babenberg, bambergisch: Bambärch) ist eine kreisfreie Stadt im bayerischen Regierungsbezirk Oberfranken und Standort des Landratsamtes Bamberg. Sie ist die größte Mittelstadt Bayerns, Universitäts-, Schul- und Verwaltungsstadt, Sitz des Oberlandesgerichtes und der Generalstaatsanwaltschaft Bamberg, wichtiges Wirtschaftszentrum Oberfrankens sowie Sitz des gleichnamigen römisch-katholischen Erzbistums und dessen Kirchenprovinz.
Die Stadt ist mit rund 80.000 Einwohnern die fünftgrößte Stadt Frankens, nach Nürnberg, Fürth, Würzburg und Erlangen sowie die größte Stadt Oberfrankens, die Agglomeration hat rund 117.000 Einwohner. Bamberg ist in der Landesplanung als Oberzentrum des westlichen Oberfrankens ausgewiesen und zählt zur Metropolregion Nürnberg.
Bamberg mit seinen etwa 1400 Bau- und Bodendenkmälern hat mit seiner Altstadt einen der größten weitgehend unversehrt erhaltenen historischen Stadtkerne in Deutschland und ist seit 1993 offiziell als UNESCO-Weltkultur- und Naturerbe anerkannt. Bekannte Sehenswürdigkeiten sind das Alte Rathaus, „Klein-Venedig“ sowie der Domberg mit Alter Hofhaltung, Neuer Residenz und dem viertürmigen Bamberger Dom, einem der früheren Kaiserdome. Darüber hinaus ist Bamberg überregional bekannt für seine vielfältige Biertradition ebenso wie für die traditionellen Gärtnereibetriebe mit großen Anbauflächen inmitten der Stadt.

## Geographie

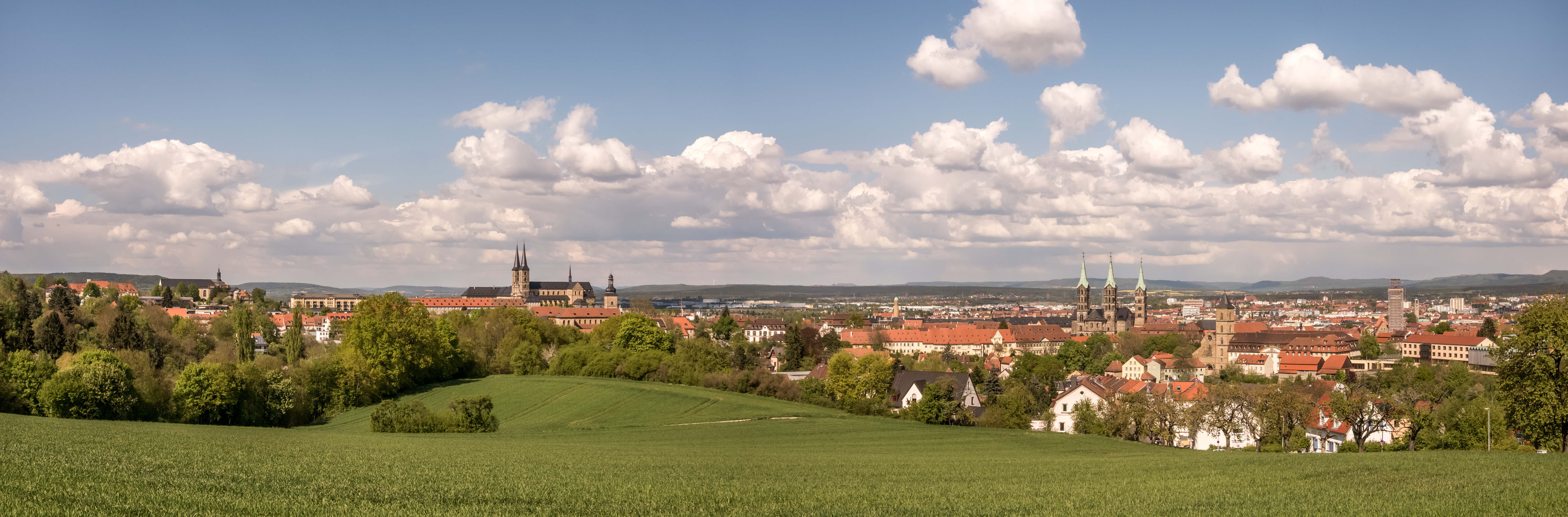
Blick auf Bamberg vom Altenburgberg

Stratigraphisches Profil Bamberg – Bayreuth – Fichtelgebirge

### Geographische Lage
Der Ortskern erstreckt sich über die Talsenke der Regnitz. Zwischen ihrem rechten und linken Arm – der rechte wurde zum Main-Donau-Kanal ausgebaut – liegt die sogenannte Inselstadt. Weitere zentrale Stadtteile sind das sogenannte Berggebiet im Südwesten sowie die Gärtnerstadt im Nordosten und die Wunderburg im Südosten, wobei diese beiden in der genannten Senke liegen. Die Lage an den zwei Flussarmen prägt den Charakter der Altstadt.
Die Regnitz verlässt die Stadt in nordwestlicher Richtung und mündet an deren westlichster Grenze, fünf Kilometer vom Zentrum entfernt, bei Bischberg in den Main. Nach Süden erstreckt sich das Regnitztal bis nach Fürth, im Westen liegt der Steigerwald, im Nordwesten und Norden das Maintal und jenseits davon der Naturpark Haßberge. Östlich von Bamberg befindet sich das Hügelland des Naturparks Fränkische Schweiz mit dem Geisberg (585 m) und dem Katzenberg (558,5 m). Der höchste Punkt im Stadtgebiet ist der Altenburgberg mit 386 m.
Das Stadtgebiet Bambergs grenzt an neun Gemeinden:
| Oberhaid   | Hallstadt & Gundelsheim                     | Memmelsdorf  |
| Bischberg  | Kompassrose, die auf Nachbargemeinden zeigt | Litzendorf   |
| Stegaurach | Pettstadt                                   | Strullendorf |

### Ausdehnung des Stadtgebiets
Das Stadtgebiet hat eine Fläche von 54,62 Quadratkilometern. Die Nord-Süd-Ausdehnung beträgt 9,6 Kilometer, die Ost-West-Ausdehnung 9,7 Kilometer. Die Altstadt liegt auf der Insel zwischen den beiden Regnitzarmen sowie westlich des linken Regnitzarmes (Domberg). Später dehnte sich die Stadt vor allem nach Osten aus.

### Stadtgliederung

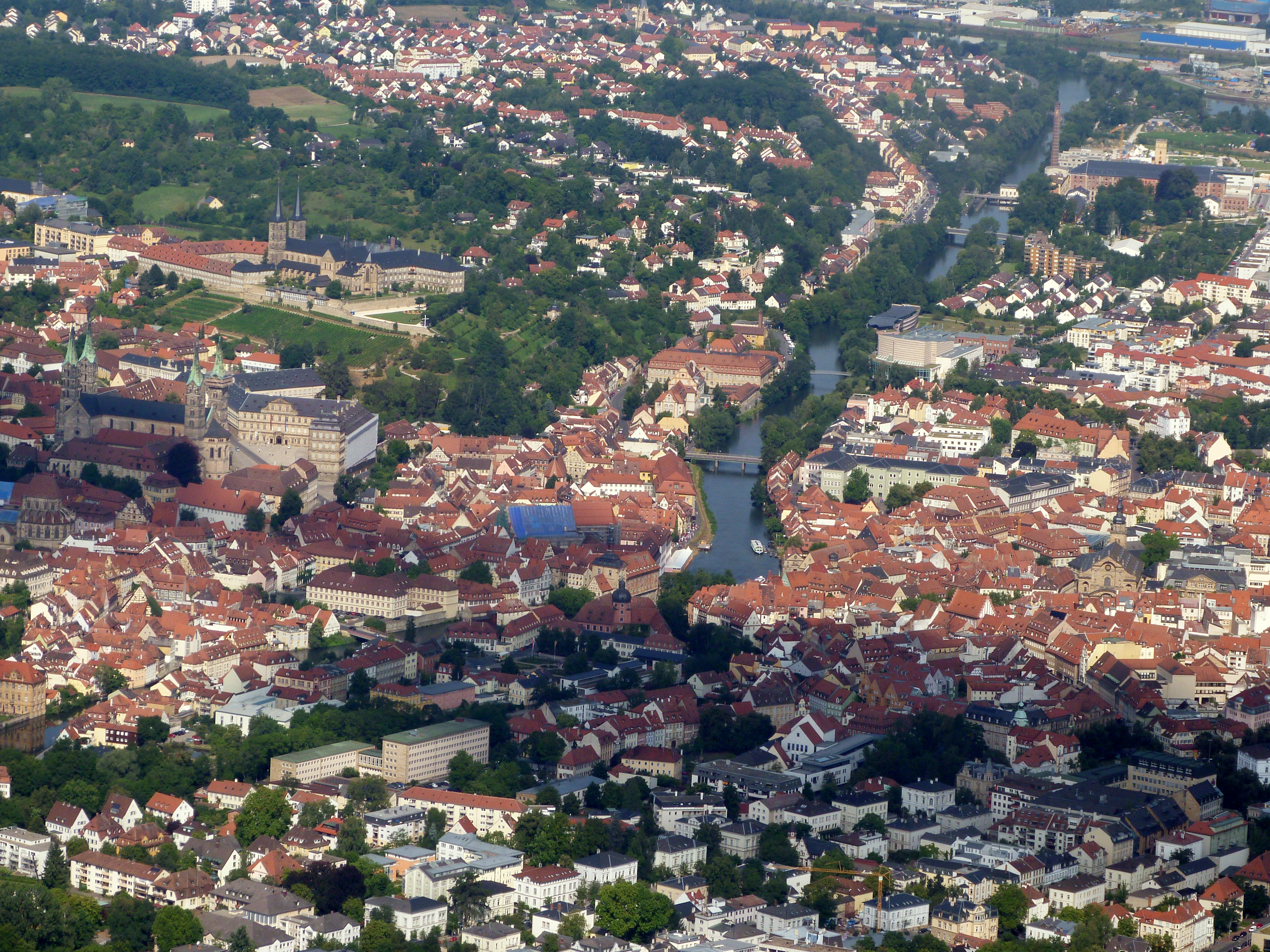
Bamberg aus der Vogelperspektive

Bamberg gliedert sich in die Stadtteile Berggebiet, Mitte (Inselstadt), Theuerstadt (Gärtnerstadt, St. Gangolf), Wunderburg, Gereuth, Nord (St. Otto), Ost (St. Heinrich), Gartenstadt (St. Kunigunda), Bruckertshof, Bug, Bughof, Gaustadt, Hirschknock, Kramersfeld und Wildensorg.
Zwischen 1750 und 1753 teilte die Verwaltung Bamberg in vier Viertel ein, die nach den Stadtheiligen benannt wurden: das Henriziviertel im Nordwesten, das Georgenviertel im Nordosten, das Kunigundenviertel im Südosten und das Ottonisviertel im Südwesten. Die Häuser wurden innerhalb jedes Viertels durchnummeriert. Eine neue Einteilung in vier Distrikte, die den Pfarreien St. Martin, St. Gangolf, Unserer Lieben Frau und Dom entsprachen, erfolgte 1804. Zugleich wurden alle Häuser der Stadt fortlaufend durchnummeriert, beginnend mit dem Alten Rathaus. 1876 ging man zur straßenweisen Vergabe von Hausnummern über. Zu den bestehenden Distrikten kamen mit zunehmendem Stadtwachstum weitere, so 1909 der 5. Distrikt um die Pfarrei Maria Hilf in der Wunderburg und 1916 der 6. Distrikt um die Pfarrei St. Otto. Diese bis heute nicht offiziell abgeschaffte Einteilung dient nur noch als Grundlage für die Tätigkeit der 16 Bürgervereine, wobei es teilweise zwei Bürgervereine in einem Distrikt gibt. Die Bürgervereine Gaustadt und Kramersfeld-Bruckertshof-Hirschknock wurden gegründet, als Gaustadt noch selbständige Gemeinde war und Kramersfeld noch zu Hallstadt gehörte. Aktuell ist die Stadt in statistische Zählbezirke gegliedert, die sich an historischen und städtebaulichen Leitlinien orientieren.
| Distrikt       | Bürgerverein                                      | Gründungsjahr des BV |
| -------------- | ------------------------------------------------- | -------------------- |
| I. Distrikt    | Bürgerverein Bamberg-Mitte                        | 1905                 |
| II. Distrikt   | Bürgerverein Gangolf                              | 1908                 |
| III. Distrikt  | Bürgerverein Kaulberg                             | 1899                 |
| III. Distrikt  | Bürgerverein Stephansberg                         | 1953                 |
| IV. Distrikt   | Bürgerverein Sand                                 | 1891                 |
| V. Distrikt    | Bürgerverein Wunderburg, Bamberg Süd              | 1906                 |
| V. Distrikt    | Bürgerverein Bamberg-Süd, Gereuth                 | 1974                 |
| VI. Distrikt   | Bürgerverein Bamberg-Nord, St. Otto               | 1923                 |
| VII. Distrikt  | Bürgerverein Bamberg-Ost                          | 1951                 |
| VIII. Distrikt | Bürgerverein Gartenstadt                          | 1951                 |
| IX. Distrikt   | Bürgerverein Kramersfeld-Bruckertshof-Hirschknock | 1956                 |
| X. Distrikt    | Bürgerverein Bug                                  | 1972                 |
| XI. Distrikt   | Bürgerverein Gaustadt                             | 1904                 |
| XII. Distrikt  | Bürgerverein Wildensorg                           | 1979                 |
| XIII. Distrikt | Bürgerverein Süd-West                             | 1977                 |
| XIV. Distrikt  | Bürgerverein Am Bruderwald                        | 1993                 |

Bamberg hat ca. 750 Straßen, Plätze und Gassen.

### Klima
Die Temperaturmittel betragen im kältesten Monat Januar −1,1 °C, im Sommermonat Juli +17,8 °C. Der Jahrestemperaturdurchschnitt liegt bei +8,5 °C.
- Höchste je gemessene Temperatur: +38,2 °C (25. Juli 2019)[9]
- Tiefste je gemessene Temperatur: −30,1 °C (10. Februar 1956)[10]

|                        | Jan  | Feb  | Mär  | Apr  | Mai  | Jun  | Jul  | Aug  | Sep  | Okt  | Nov | Dez |   |      |
| Mittl. Temperatur (°C) | 1,6  | 3,2  | 5,8  | 9,0  | 13,7 | 18,4 | 19,5 | 19,6 | 15,2 | 10,7 | 5,5 | 3,0 | ⌀ | 10,5 |
| Mittl. Tagesmax. (°C)  | 4,2  | 7,1  | 11,4 | 15,6 | 20,1 | 25,1 | 26,4 | 26,5 | 21,6 | 15,6 | 8,8 | 5,4 | ⌀ | 15,7 |
| Mittl. Tagesmin. (°C)  | −0,9 | −0,7 | 0,3  | 2,5  | 7,3  | 11,7 | 12,5 | 12,7 | 8,8  | 5,8  | 2,3 | 0,6 | ⌀ | 5,3  |
|                        |      |      |      |      |      |      |      |      |      |      |     |     |   |      |
| Niederschlag (mm)      | 46   | 40   | 35   | 29   | 56   | 62   | 54   | 47   | 44   | 44   | 48  | 43  | Σ | 548  |
|                        |      |      |      |      |      |      |      |      |      |      |     |     |   |      |
| Sonnenstunden (h/d)    | 1,2  | 2,7  | 4,4  | 6,3  | 6,6  | 8,0  | 7,9  | 7,4  | 5,8  | 3,0  | 1,6 | 1,0 | ⌀ | 4,7  |
|                        |      |      |      |      |      |      |      |      |      |      |     |     |   |      |
| Regentage (d)          | 18   | 13   | 12   | 11   | 13   | 11   | 13   | 11   | 11   | 15   | 16  | 17  | Σ | 161  |
|                        |      |      |      |      |      |      |      |      |      |      |     |     |   |      |
| Luftfeuchtigkeit (%)   | 85   | 81   | 77   | 72   | 70   | 71   | 71   | 75   | 79   | 83   | 85  | 86  | ⌀ | 77,9 |

| −0,9 |

| −0,7 |

| 0,3 |

| 2,5 |

| 7,3 |

| 11,7 |

| 12,5 |

| 12,7 |

| 8,8 |

| 5,8 |

| 2,3 |

| 0,6 |

| −0,9 |

| −0,7 |

| 0,3 |

| 2,5 |

| 7,3 |

| 11,7 |

| 12,5 |

| 12,7 |

| 8,8 |

| 5,8 |

| 2,3 |

| 0,6 |

### Schutzgebiete
In Bamberg gibt es zwei Naturschutzgebiete, vier Landschaftsschutzgebiete, vier FFH-Gebiete und zwei Geotope, drei Naturwälder (Wolfsruhe, Wasserwand und Brand)

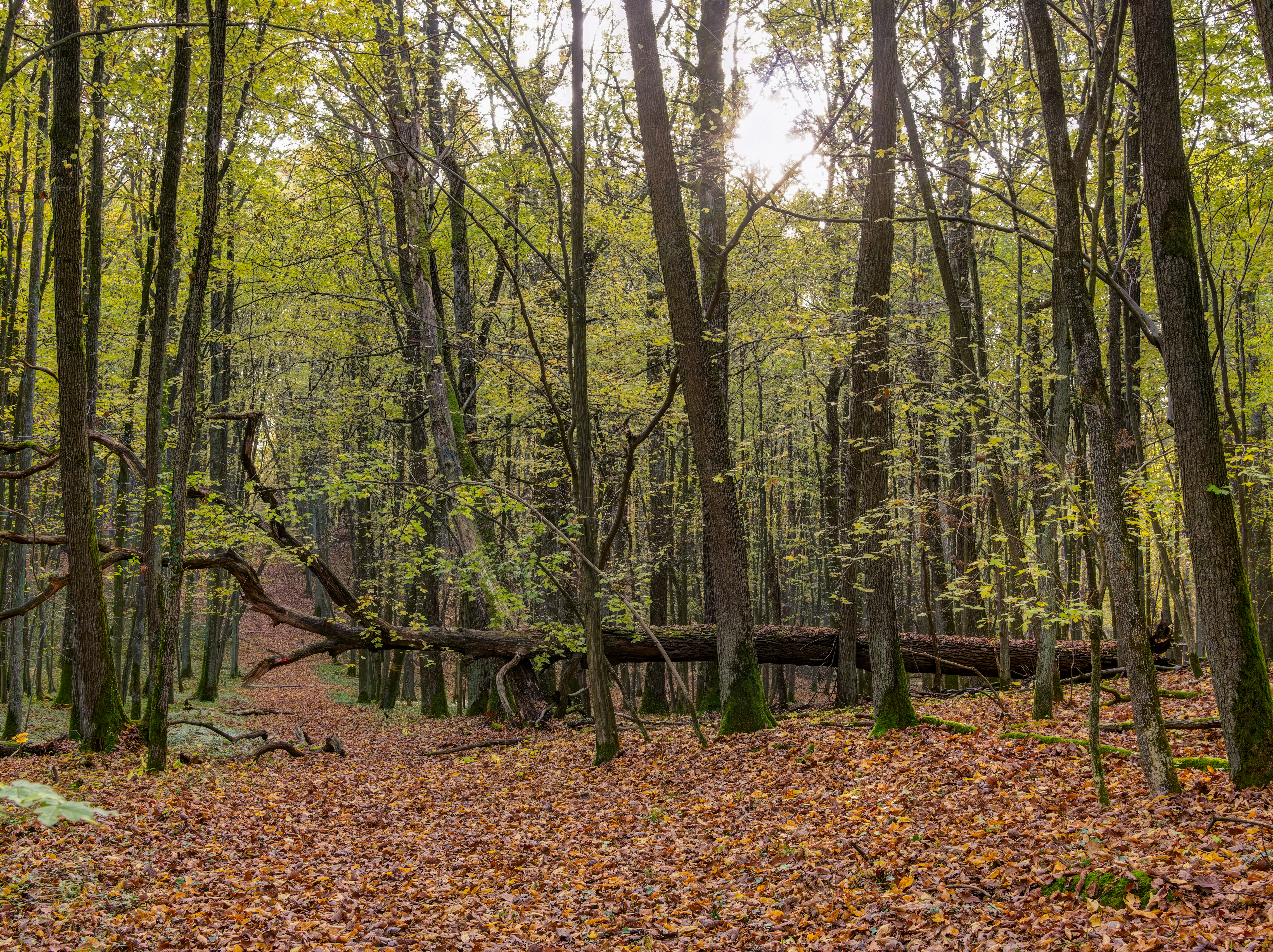
Naturwaldreservat Wolfsruhe

Das Naturwaldreservat Wolfsruhe ist aufgrund seines vielfältigen Laubmischwaldes seit 1986 offiziell Naturschutzgebiet. Die 34 Hektar des Schutzgebietes befinden sich im südlich gelegenen Bruderwald zwischen dem Bamberger Stadtteil Bug und den Gemeinden Stegaurach und Pettstadt. Im Jahr 2001 wurde das Muna-Gelände im Osten der Stadt ebenfalls zum Naturschutzgebiet erklärt. Der Schutzzweck umfasst dort unter anderem „die Silbergrasfluren und Sandmagerrasen in Verbindung mit einem charakteristischen nährstoffarmen Stillgewässer auf Sand“. Auf offenen Sandrohböden der Muna leben über 370 Pflanzenarten sowie mehrere bedrohte Insektenarten, wie die Blauflügelige Sandschrecke.

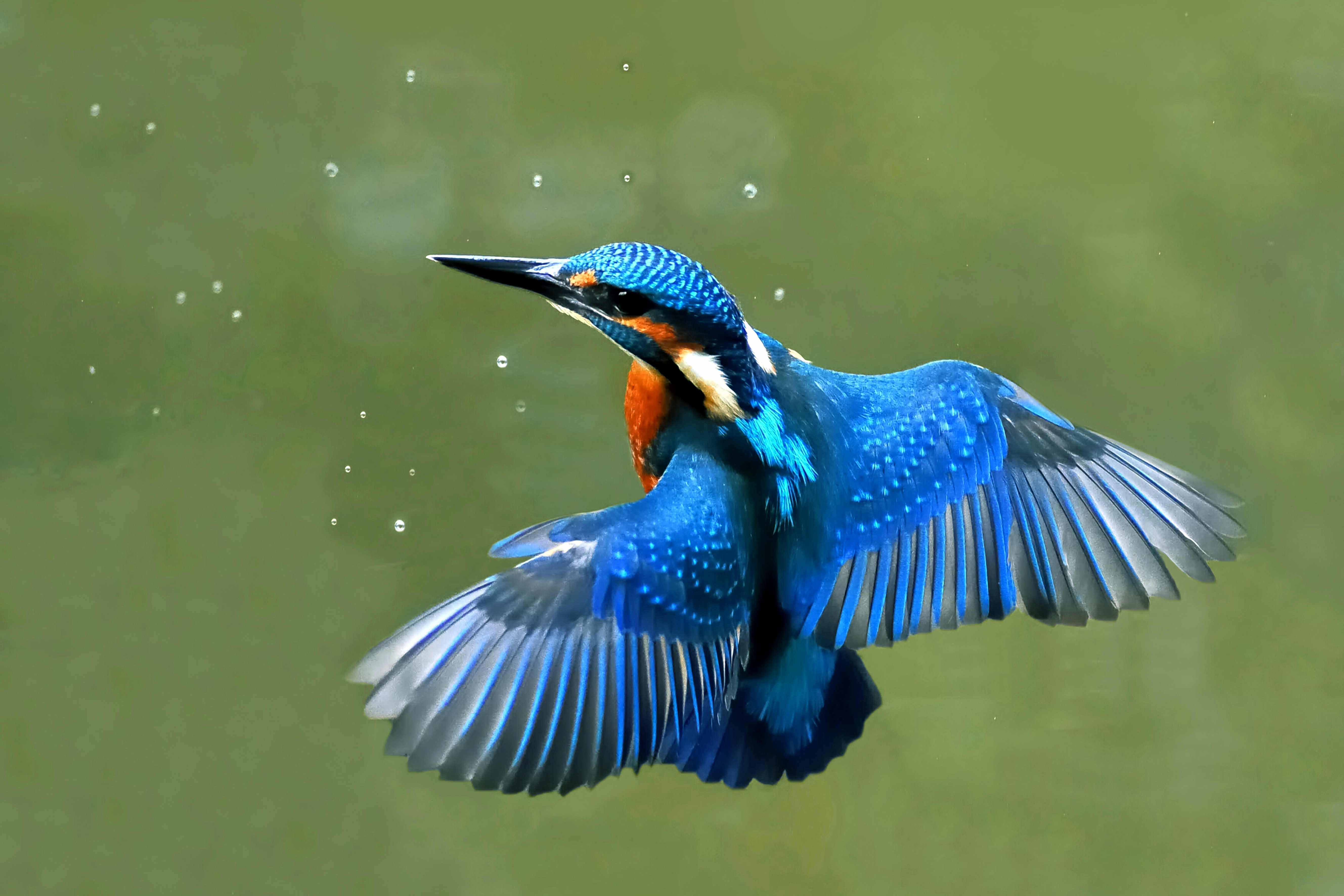
Der Eisvogel kommt insbesondere im Röthelbachtal vor

Über 15 % des Stadtgebiets sind Landschaftsschutzgebiete: Dazu gehören der Hauptsmoorwald im Osten, das Haingebiet, das Röthelbachtal bei Gaustadt und der alte Rothof rund um die Altenburg. Der Röthelbach im Nordwesten der Stadt entspringt im Michelsberger Wald und fließt durch den Stadtteil Gaustadt, ehe er bei Bischberg in die Regnitz mündet. An den Kühseeteichen wurden bei der letzten Kartierung 21 der 75 in Bayern auftretenden Libellenarten gefunden. In dem Gebiet leben viele Vogelarten, beispielsweise der Eisvogel und die Dorngrasmücke. Seit 1994 sind die 14 Hektar des Röthelbachtals Landschaftsschutzgebiet zur Bewahrung seines „strukturreichen, landschaftsprägenden Biotopkomplex von Feuchtflächen“.

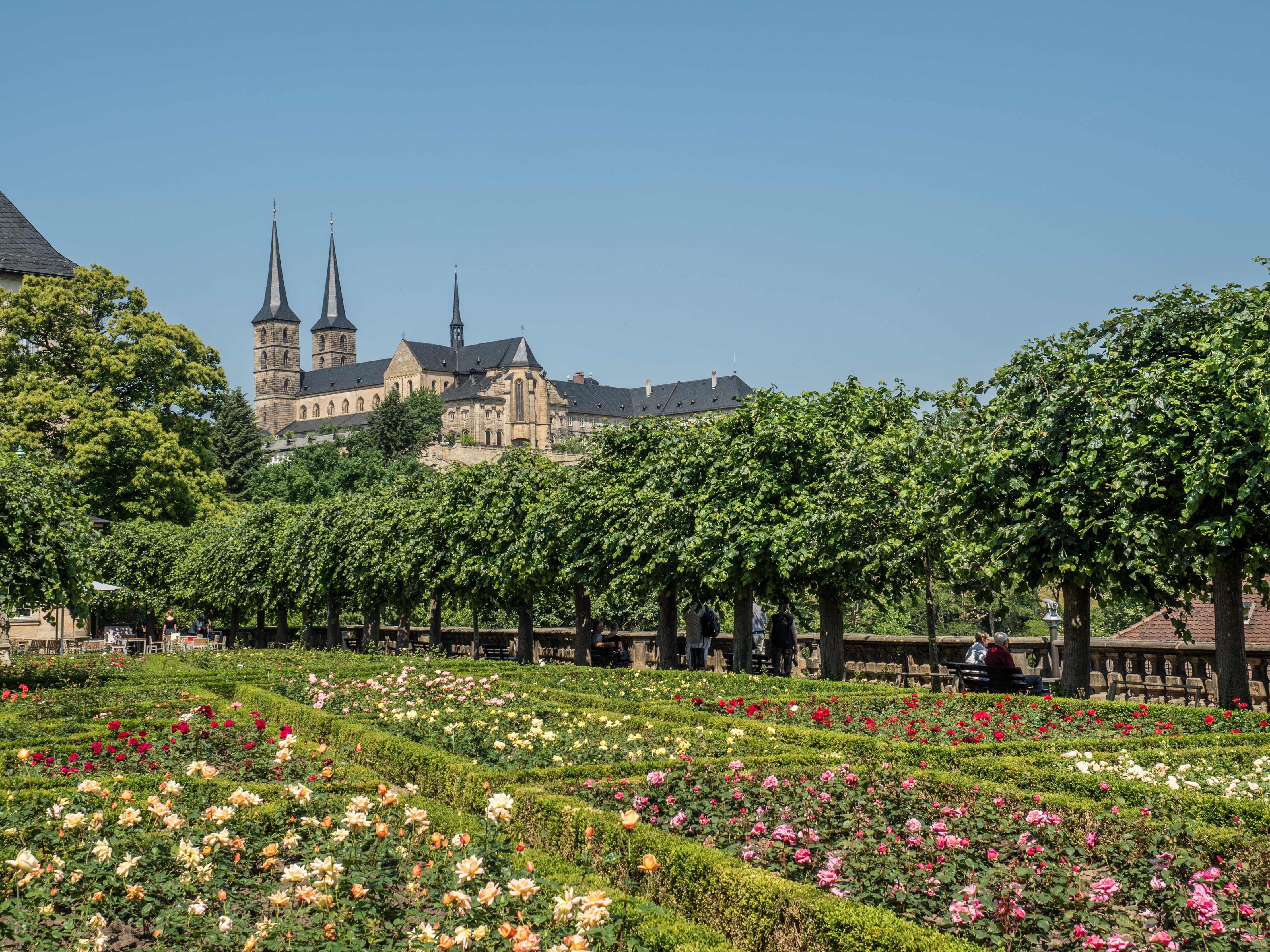
St. Michael (ehem. Kloster) vom Rosengarten der Neuen Residenz

Mit über 3000 Hektar ist der Hauptsmoorwald das größte Schutzgebiet in Bamberg. Es liegt zu etwa einem Fünftel im Stadtgebiet, der Rest im Landkreis. Bei der letzten Kartierung durch die Naturforschende Gesellschaft im Jahr 2012 wurden 965 Pflanzenarten dokumentiert. In der Sendelaue leben allein acht Fledermausarten. 2015 wurde ein Teil des Hauptsmoorwaldes in das Nationale Naturerbe überführt.
Das Gebiet rund um die Altenburg und den ehemaligen Rothof ist bereits seit 1976 Landschaftsschutzgebiet und beheimatet unter anderem über 50 verschiedene Arten von Tagfaltern.
Siehe auch:
- Liste der Naturschutzgebiete in der Stadt Bamberg
- Liste der Landschaftsschutzgebiete in Bamberg
- Liste der FFH-Gebiete in der Stadt Bamberg
- Liste der Geotope in Bamberg

## Geschichte
Die ältesten Relikte der Bamberger Vorgeschichte sind vermutlich die im 19. Jahrhundert gefundenen Bamberger Götzen, drei Skulpturen aus Keupersandstein mit einer Größe zwischen 1 und 1,70 m, die heute im Historischen Museum Bamberg ausgestellt sind. Das genaue Alter ist umstritten und liegt wohl zwischen Jungsteinzeit und dem ersten Jahrtausend unserer Zeitrechnung. Die archäologische Sammlung des Historischen Vereins Bamberg, die über 7000 Objekte umfasst, beinhaltet auch einen 4500 Jahre alten Dolch aus der Bronzezeit, welcher „Handelsbeziehungen bis nach Kleinasien bereits in vorgeschichtlicher Zeit“ beweist.

### Frühmittelalter
Laut archäologischen Untersuchungen war der Bamberger Domberg bereits im 6. Jahrhundert besiedelt. In der Vita der heiligen Bilihild wurde Bamberg „um 718“ als Babenberg erwähnt. Diese Vita ist jedoch nur in einem Druck aus dem 18. Jahrhundert überliefert und die Überlieferungsgeschichte ist ungeklärt, sodass es fraglich ist, ob man diese Notiz als „Ersterwähnung“ werten kann. Im Jahre 902 wurde zum ersten Mal ein „Castrum Babenberch“ auf dem heutigen Domberg genannt. Es gehörte dem ostfränkischen Geschlecht der älteren Babenberger, die das Lehen 903 in einer blutigen Fehde mit den rheinfränkischen Konradinern verloren. Bei der sogenannten Babenberger Fehde starben drei babenbergische Brüder. Die Besitzungen fielen an den König und blieben bis 973 Königsgut. Kaiser Otto II. schenkte das Castrum seinem Vetter, dem Herzog von Bayern, Heinrich dem Zänker.

### Hochmittelalter
Im Mai 1007 erfolgte die Gründung des Bistums
durch König Heinrich II., den Sohn Heinrichs des Zänkers. Hierzu übertrug Heinrich II. der ansässigen Kirche die Lehensrechte über weitreichende Güter, darunter auch Besitzungen in Bayern, Schwaben und Kärnten. Im gleichen Jahr ließ er den ersten Dom errichten, der in der Folge zweimal abbrannte und durch den heutigen, aus dem 13. Jahrhundert stammenden Bau ersetzt wurde.
Heinrich III. ernannte 1040 Suidger, Graf von Morsleben und Hornburg, zum Bischof von Bamberg. Sechs Jahre später wurde dieser als Clemens II. Papst, blieb jedoch gleichzeitig Bischof von Bamberg, was in der damaligen Zeit als unüblich galt. Zur Verteidigung seines doppelten Amts von Papst und Bischof von Bamberg schrieb Clemens II. in einem Diktat auf seinem Sterbebett:

„Dieses großen Gottes Wink hat Dich, seine geliebteste Tochter Bamberg, Uns als rechtmäßige Braut angetraut und Uns in seinem Erbarmen gewährt, Dich mit Weisheit zu leiten, so gut wir es vermochten. Kein Gatte hegte für seine Gattin reinere Treue und glühendere Liebe als Wir für Dich. Niemals ist es uns in den Sinn gekommen, Dich zu verlassen und einer anderen anzuhangen.“

Nach seinem Tod wurde Clemens II. im Bamberger Dom beerdigt. Sein Grab gilt als das einzige erhaltene Papstgrab nördlich der Alpen und kann im Dom besichtigt werden.
Mitte des 11. Jahrhunderts waren die Besitztümer des Bistums noch bruchstückhaft aus verschiedenen umliegenden Grafschaften zusammengesetzt. Eine erste Konsolidierung der Besitzung erfolgte unter der Regentschaft Heinrichs IV. (reg. 1056–1106), welcher der Bamberger Kirche neben den vollständigen Grafschaftsrechten über Radenz-, Saale-, Grabfeld- und Volkfeldgau auch Königsgüter im Nordgau übertrug.
Bischof Otto der Heilige konnte Anfang des 12. Jahrhunderts die Territorien weiter vergrößern und erwarb Pottenstein und Gößweinstein. 1208 wurde König Philipp von Schwaben in Bamberg durch Otto VIII. von Wittelsbach ermordet.

### Spätmittelalter
Mitte des 13. Jahrhunderts wurde das Bistum Bamberg zum Hochstift erhoben, wodurch der Bischof auch die weltliche Macht über das Territorium erhielt. Bischof Heinrich I. von Bilversheim erlangte die Hoheitsrechte von Kaiser Friedrich II. und wurde zum ersten Bamberger Fürstbischof.
Die Lage Bambergs an den beiden Regnitzarmen führte im Mittelalter immer wieder zu Überschwemmungen. So riss das Magdalenenhochwasser im Juli 1342 eine Brücke mit sich.

Im Januar 1430 rückten die Hussiten auf Bamberg vor (siehe auch Hussitenkriege). Das Domkapitel floh mit dem Domschatz (heute im Diözesanmuseum Bamberg) auf die Giechburg, der Bischof zog sich nach Kärnten zurück. Die wohlhabenden Bürger flüchteten nach Forchheim und Nürnberg. Die Hussiten nahmen Bamberg jedoch nicht ein. Als sie Scheßlitz erobert hatten, plünderten die in Bamberg verbliebenen Handwerker, Tagelöhner und Bauern erst die Weinkeller und dann die Bürgerhäuser und Klöster. Kurz darauf handelte Markgraf Friedrich von Brandenburg mit Andreas Prokop, Heerführer der Hussiten, auf Burg Zwernitz einen Waffenstillstand aus und Bamberg zahlte 12.000 Gulden Lösegeld, um der Brandschatzung zu entgehen.
Ein Aufstand der Bürger im 15. Jahrhundert gegen die fürstbischöfliche Macht, der sogenannte Immunitätenstreit, blieb erfolglos. Der Bauernkrieg 1524/1525 hinterließ auch im Hochstift Bamberg seine Spuren. Einerseits herrschte wegen der hohen Abgabenlast ein allgemeiner Unmut in der Bevölkerung gegenüber den regierenden Fürsten. Andererseits verbreiteten sich auch im katholischen Bistum Bamberg die Thesen Martin Luthers, insbesondere durch den Kustos von St. Gangolf Johannes Schwanhausen. Im Zuge der Unruhen in Südwestdeutschland und eines befürchteten Ausbreitens der Aufstände nach Bamberg wurden im April 1525 über 300 berittene Soldaten in der Stadt stationiert. Zudem wurde die Ritterschaft des Hochstifts durch Bischof Weigand von Redwitz zu den Waffen gerufen. Im weiteren Verlauf kam es zu gewaltsamen Aufständen, bei denen u. a. die Domburg angegriffen und Häuser der Domherren verwüstet und geplündert wurden. Die anschließenden Verhandlungen zwischen Bischof und Bürgerschaft resultierten in verschiedenen Gesetzesreformen, wie beispielsweise der Freigabe von Wäldern und Gewässern für die Jagd, der Abschaffung des kleinen Zehnts sowie der Bildung eines Ausschusses der städtischen Bürger zur Klärung von Beschwerden mit dem Bischof.

### Frühe Neuzeit

#### Hexenprozesse im Hochstift Bamberg
Das ehemalige Hochstift Bamberg war gemeinsam mit den Hochstiften Würzburg und Eichstätt sowie in Kurmainz, dem benachbarten protestantischen Fürstentum Bayreuth, der kleinen schwäbischen Herrschaft Wiesensteig und Ellwangen eines der Hauptzentren der frühneuzeitlichen Hexen- und Zaubererverfolgung in Süddeutschland. In Bamberg wurde 1507 die Constitutio Criminalis Bambergensis in Kraft gesetzt, die unter anderem die Strafe für Hexerei auf Tod durch Verbrennen festlegte:

„die straff der zauberey: Item so jemandt den leuten durch zauberey schaden oder nachtheyl zufuegt, soll man straffen vom leben zum todt, vnnd man soll solch straff mit dem fewer thun“

Infolge lang anhaltender, teils gewalttätiger Machtauseinandersetzungen zwischen Bürgern und dem jeweiligen regierenden Fürstbischof Bambergs, einer durch Missernten in der Kleinen Eiszeit und Kriegseinwirkungen ausgelösten Hungersnot und eines starken persönlichen Hexenglaubens des regierenden Bamberger Fürstbischofs Johann Georg II. Fuchs von Dornheim, genannt der „Hexenbrenner“ (1623–1633), erreichten die Verfolgung und Hinrichtung von Personen und ganzer Familien unter dem Vorwurf der Hexerei in Bamberg in den 1620er und frühen 1630er Jahren ihren Höhepunkt. Der Weihbischof Friedrich Förner war der wichtigste Prediger und der eigentliche Scharfmacher der Hexenverfolgung. Johann Georg II. Fuchs von Dornheim errichtete speziell für die Inhaftierung von der Hexerei Beschuldigter im Jahr 1627 das einst im Bereich der heutigen Promenade gelegene sogenannte Drudenhaus, auch Malefizhaus genannt.
Neben zahlreichen anderen Bamberger Bürgern (beispielsweise Dorothea Flock, Christina Morhaubt, sowie Georg Haan, Kanzler im Hochstift Bamberg und dessen Frau Katharina) und Mitgliedern des Domkapitels wurde im August 1628 unter dem Vorwand der Hexerei auch der Bürgermeister der Stadt Bamberg Johannes Junius im Drudenhaus festgesetzt. Dieser schrieb dort vor seiner Hinrichtung in seinem Abschiedsbrief an seine Tochter:

„Unschuldig bin ich in das gefengnus kommen, unschuldig bin ich gemarttert worden, unschuldig muß ich sterben …“

Aus überlieferten Prozessakten geht hervor, dass von 1612 bis 1631 in drei Wellen mindestens 884 Personen im Hochstift Bamberg der Hexerei oder Zauberei angeklagt und hingerichtet wurden. Allein für die letzte und größte Welle der Hexenprozesse ab 1626 sind im Hochstift 642 Opfer dokumentiert. Den Besitz der ermordeten Personen zog die Kirche ein. Während die Verfolgungen und Ermordungen sich zunächst auf Zeil am Main konzentrierten, begannen im Mai 1627 auch Hexenprozesse gegen Bamberger Bürger, die zunächst noch auf einem Karren nach Zeil gebracht wurden. Ab dem Jahresende 1627 wurde die Stadt Bamberg selbst Schauplatz von Hexenprozessen und Hinrichtungen. Von 1628 bis 1631 wurden zusätzlich zu den bereits 1627 verhafteten 37 Bambergern weitere 196 Bamberger Bürger wegen Hexerei gefangengesetzt, meist im Drudenhaus. Erst der Einmarsch schwedischer Truppen im Februar 1632 setzte dem Treiben des Bischofs und seiner Häscher ein Ende. Fürstbischof Johann Georg II. Fuchs von Dornheim floh nach Oberösterreich und starb dort 1633.
Die Hochzeit der Bamberger Hexenverfolgung ist durch die in großem Umfang, wenn auch sicherlich lückenhaft erhaltenen Prozessakten gut dokumentiert. Der wichtigste und bei weitem größte Quellenbestand befindet sich in der Staatsbibliothek Bamberg. Kleinere Konvolute sind erhalten im Stadtarchiv Bamberg (als Depositum des Historischen Vereins Bamberg), im Staatsarchiv Bamberg und in der Witchcraft Collection der Cornell University Library in Ithaca, New York (USA). Auch Kinder wie der 1629 der Hexerei verdächtigte 14-jährige Daniel Bittl wurden mittels Folter (Quetschen der Daumen und Beine) im Bamberger Hexengefängnis dazu gezwungen, zu „gestehen“, mit dem Teufel (etwa in Gestalt der eigenen Schwester) Sex gehabt und mit ihm getanzt zu haben und Namen anderer, angeblich sich mit dem Satan Verbündeter und Hostienschänder preiszugeben (Besagung), woraufhin der Fürstbischof 55 weitere Bamberger wegen Hexerei verhaften ließ. Aus dem der Hexerei beschuldigten Personenkreis und den Prozessumständen wird deutlich, dass es bei den Bamberger Hexenprozessen in erster Linie um machtpolitische Auseinandersetzungen ging. Fürstbischof Johann Georg II. Fuchs von Dornheim nutzte den Vorwand der Hexerei gezielt zur Ausschaltung machtpolitischer Gegner im Domkapitel sowie im städtischen Bürgertum Bambergs.

#### Ab dem Dreißigjährigen Krieg
Im Dreißigjährigen Krieg litt die Stadt sehr unter den schwedischen Truppen. Die Bevölkerung der Stadt schrumpfte von 12.000 auf ungefähr 9600 Einwohner. Eine Untersuchung des Stadtrates im Jahr 1643 ergab, dass über 660 Gebäude beschädigt waren, mehr als die Hälfte davon waren vollständig zerstört. Der Zerfall der Bausubstanz war nicht nur durch direkte Kriegseinwirkungen entstanden, sondern auch durch Leerstand und im Zuge des Bevölkerungsrückgangs.
Unter den Fürstbischöfen Lothar Franz (1693–1729) und Friedrich Carl von Schönborn (1729–1746) erlebte die Stadt in der Barockzeit eine kulturelle Blüte. Friedrich Carl von Schönborn förderte als Fürstbischof von Bamberg und Würzburg in besonderem Maße Kunst, Architektur und Wissenschaften. So wurde die Universität Bamberg während seiner Regentschaft faktisch zur Volluniversität ausgebaut. Die Schönborns beauftragten unter anderem den Bau der Basilika Vierzehnheiligen, die Wallfahrtskirche Gößweinstein sowie den Bau der Neuen Residenz und der Unteren Brücke in Bamberg.
Am 27. Februar 1784 ereignete sich eine der schwersten Hochwasserkatastrophen der Stadtgeschichte, der insbesondere die Häuser am Ufer im Mühlenviertel zum Opfer fielen. Auch die Brücken wurden stark beschädigt. Insbesondere die erst 1756 fertiggestellte Seesbrücke, die heutige Kettenbrücke, mit ihrer barocken Ausstattung wurde durch Eisschollen und mitgerissene Baumstämme zerstört.
In der Zeit vor der Säkularisation und den Gebietsreformen war der Fränkische Reichskreis, dem das Bistum Bamberg Truppen stellte, für die Verteidigung Bambergs zuständig. Es waren Teile der Regimenter Hohenlohe und Ferntheil sowie Truppen der fränkischen Kreisartillerie. Bamberg war relativ schlecht befestigt und wurde im Siebenjährigen Krieg dreimal von preußischen Verbänden eingenommen, unter anderem, um den Bamberger Fürstbischof Adam Friedrich von Seinsheim, der am kaiserlichen Hof viel Einfluss hatte, zur Neutralität zu zwingen.

### Besetzung und Eingliederung in das Königreich Bayern
Stadt und Stift wurden im Frieden von Lunéville dem Kurfürstentum Bayern als Kompensation für den Verlust der Pfalz an Frankreich in Aussicht gestellt. Noch vor der endgültigen Fixierung im Reichsdeputationshauptschluss begann Bayern am 2. September 1802 das Territorium des Hochstifts militärisch zu besetzen und erklärte das Gebiet am 29. November endgültig zu einer bayerischen Provinz. Fürstbischof Christoph Franz von Buseck trat zurück und besiegelte damit das Ende des selbständigen Hochstifts Bamberg. In der Folge wurden die Stadtverwaltung, inkl. Gesundheitswesen, Polizei und Gerichtlichkeit neu strukturiert und dem Bayerischen Verwaltungswesen angepasst. Die neugegründete Landesdirektion Bamberg übernahm die Geschicke der öffentlichen Verwaltung unter der Leitung von Generalkommissar Stephan von Stengel. 1803 wurde das Hofgericht Bamberg durch den bayerischen Kurfürsten Max IV. eingerichtet und mit der Neuordnung der Gerichtsverfassung im Jahr 1808 in ein Appellationsgericht für den Obermainkreis umgewandelt. Die 1647 gegründete Universität wurde im Zuge der Säkularisation durch die bayerischen Besatzer 1803 aufgelöst, bestand aber in reduzierter Form als Philosophisch-Theologische Hochschule fort.
Im Zuge der Hep-Hep-Krawalle ereigneten sich in Bamberg vom 8. bis 12. August 1819 schwere Ausschreitungen gegen die jüdischen Bewohner der Stadt, bei denen die Fensterscheiben von Juden bewohnter Häuser eingeworfen wurden.
Während der Märzrevolution in den Jahren 1848/49 war Bamberg eine Hochburg der Demokraten, weshalb die Stadt bei der Regierung in München als besonders radikal galt. Bekannteste Persönlichkeiten waren die Anwälte Nikolaus Titus und Ignaz Prell, der Arzt Heinrich Heinkelmann und der Journalist Carl Heger. Dort wurden die sogenannten 14 Bamberger Artikel, ein Grundrechtekatalog, verlesen.

Am 25. und 26. Mai 1854 hielten acht deutsche Mittelstaaten (Bayern, Sachsen, Hannover, Württemberg, Baden, Kurhessen, Hessen-Darmstadt und Nassau) in Bamberg die Bamberger Konferenz ab, in der sie sich über ihre Stellung zu den beiden Großmächten Österreich und Preußen in der orientalischen Angelegenheit verständigten.
Im Jahre 1907 fand der sogenannte Bamberger Bierkrieg statt. Nachdem die Bamberger Brauereien den Preis für den halben Liter Bier von elf auf zwölf Pfennig erhöht hatten, boykottierten Bevölkerung und Wirte den Ausschank und verkauften stattdessen Forchheimer Bier. Binnen einer Woche gaben die Brauereien nach und zogen die Bierpreiserhöhung zurück.
Nach dem Ersten Weltkrieg flüchtete am 7. April 1919 die kurz zuvor gewählte Bayerische Staatsregierung (Kabinett Hoffmann) in den Auseinandersetzungen um die Münchner Räterepublik nach Bamberg und forderte von dort aus militärische Unterstützung zur Niederschlagung der Räterepublik an. Nachdem die Räterepublik von Reichswehr und Freikorps gewaltsam beendet worden war, wurde am 14. August 1919 die Bamberger Verfassung als erste demokratische Verfassung für Bayern unterzeichnet.

### Zeit des Nationalsozialismus
In Bamberg ging 1933 die Macht an die Nationalsozialisten über. Bamberger Bürger beteiligten sich am Judenboykott. Der Sozialist Willy Aron wurde am 10. März 1933 in „Schutzhaft“ genommen und dann im KZ Dachau ermordet. Am 1. Juli 1933, nur wenige Wochen nach dem 10. Mai in Berlin, wurden auf der Hauptkampfbahn des Volksparks Bücher verbrannt. Der jüdische Unternehmer der Hofbräu Bamberg, Willy Lessing, wurde 1936 enteignet und bei den Novemberpogromen 1938 so schwer misshandelt, dass er kurze Zeit später starb. Ab 1939 waren die Bamberger Juden zur Zwangsarbeit meist in kommunalen Bereichen eingesetzt. Die 1908 bis 1910 erbaute Bamberger Synagoge wurde während der Novemberpogrome 1938 zerstört und die Arisierung der jüdischen Wirtschaftsbetriebe abgeschlossen. Ab November 1941 begann die Deportation der in Bamberg lebenden Juden. Der jüdische Friedhof wurde enteignet und das Taharahaus an die Firma Bosch vermietet, die es als Lagerhalle verwendete. Bis Mai 1945 blieben lediglich 15 Juden, die in sogenannten Mischehen lebten. Insgesamt fielen circa 630 in Bamberg geborene oder längere Zeit dort wohnhafte Juden durch Deportation und Ermordung dem Holocaust zum Opfer.
Durch mehrere Luftangriffe, die insgesamt 378 Tote forderten und 1700 Wohnungen vernichteten, wurde die historische Altstadt nicht unerheblich in Mitleidenschaft gezogen. Unter anderem griffen amerikanischen Flugzeugen am 22. Februar 1945 die Stadt als Ersatzziel an. Dabei kamen 216 Menschen ums Leben. Die Bombardierung zerstörte die Erlöserkirche bis auf den Turm.
Stadtbildprägende Bauten wie die Alte Maut und die Städtische Altane am Grünen Markt und die historische Bebauung am Obstmarkt gingen unwiederbringlich verloren. Am 14. April 1945 wurde Bamberg von Truppen der US Army eingenommen. Von deutscher Seite gab es nur geringen militärischen Widerstand, der aber amerikanischen Artilleriebeschuss zur Folge hatte. Insgesamt kamen dabei 23 deutsche Soldaten und vier Zivilisten ums Leben.

### Nachkriegszeit
Nach dem Ende des Zweiten Weltkriegs gehörte Bamberg zur Amerikanischen Besatzungszone. Von der Militärverwaltung wurde ein DP-Lager für sogenannte Displaced Persons angelegt. Die US Army stationierte während der Besatzungszeit eine Garnison in der Kaserne Warner Barracks im Osten Bambergs. Der Militärstützpunkt war Drehkreuz verschiedener US-amerikanischer Kriegseinsätze, wie beispielsweise Irak oder Kosovo. Bis zu seiner Schließung im Jahr 2014 wurden laut Schätzungen verschiedener Militärhistoriker hunderttausende US-Soldaten durch den Stützpunkt geschleust.
1945 wurde das Institut für Erdmessung als Forschungsinstitut für Höhere Geodäsie von der US-Heeresvermessung gegründet und bestand bis Anfang der 1950er-Jahre, als es in das Frankfurter Institut für Angewandte Geodäsie eingegliedert wurde. Seine Hauptaufgabe war die Fertigstellung des in der Zeit des Nationalsozialismus begonnenen Zentraleuropäischen Dreiecksnetzes über Mitteleuropa, das 1949 fertiggestellt wurde. Weitere Großprojekte waren das ED50-Koordinatensystem und eine astro-geodätische Geoidbestimmung Mittel- und Westeuropas. Es gab auch Kooperationen mit der Bamberger Remeis-Sternwarte. Erster Direktor war Erwin Gigas, unter dem auch die Schriftenreihe Veröffentlichungen des Instituts für Erdmessung gegründet wurde.
Erweitert mit allen universitären Fakultäten nahm die Philosophisch-Theologische Hochschule im Wintersemester 1946/1947 in der Hoffnung, sich zur vierten bayerischen Landesuniversität entwickeln zu können, den Lehrbetrieb auf. Energischer Initiator war der damalige Rektor Benedikt Kraft. Er berief namhafte Professoren, die bisher in Königsberg oder Breslau gelehrt hatten, sowie Richter vom Reichsgericht in Leipzig. Viele aus dem Krieg zurückgekehrte ehemalige Soldaten begannen hier ihr Studium, das von Semester zu Semester erweitert wurde. Die Ausbaupläne zerschlugen sich dann, Regensburg wurde die vierte bayerische Landesuniversität. 1972 wurde die Bamberger Hochschule als Gesamthochschule wiedergegründet und 1979 zur Universität erhoben. In Erinnerung an ihre beiden Gründer trägt sie seit 1988 wieder den Namen Otto-Friedrich-Universität Bamberg. Seit der hochschulübergreifenden Umstrukturierung und Auslagerung des Fachhochschulbereichs nach Coburg umfasst die Universität seit 2007 vier Fakultäten: Geistes- und Kulturwissenschaften, Humanwissenschaften, Sozial- und Wirtschaftswissenschaften sowie die informationswissenschaftliche Fakultät.
Am 1. Januar 1970 wurden die Ortsteile Kramersfeld und Bruckertshof der Gemeinde Hallstadt ins Stadtgebiet eingegliedert. Am 1. Juli 1972 folgten im Rahmen der Gebietsreform die Gemeinden Bug, Gaustadt, Wildensorg, der Ortsteil Bughof der Gemeinde Strullendorf und der Ortsteil Hirschknock der Gemeinde Gundelsheim.
Im Jahr 1964 wurden das Jahnwehr und das Hochwassersperrtor in Bug eingeweiht, um die Gefahr durch Hochwasser zu reduzieren, die in der Geschichte der Stadt regelmäßig zu Zerstörungen der Stadtinfrastruktur führten.

### Seit der Wiedervereinigung
Im Jahr 1993 wurde die Altstadt Bambergs von der UNESCO Organisation der Vereinten Nationen als Weltkulturerbestadt ausgezeichnet. Die 142 Hektar des Welterbes umfassen das Berggebiet, die Inselstadt und das Gärtnerviertel. Zudem wurden 2003 und 2013 drei mittelalterliche Dokumente der Bayerischen Staatsbibliothek in Bamberg ins Weltdokumentenerbe „Memory of the World“ eingetragen. Zum einen wurden die beiden, auf der Klosterinsel Reichenau im Bodensee entstandenen Werke die Bamberger Apokalypse und der Kommentar zum Hohelied, zum anderen das Lorscher Arzneibuch aus der Zeit der Regentschaft Karls des Großen aufgenommen.
Bei den Kommunalwahlen 2006 wurde mit Andreas Starke zum ersten Mal ein Kandidat der SPD zum Oberbürgermeister in Bamberg gewählt. Bei der Wahl 2012 wurde er im ersten Wahlgang mit 54,88 % der Stimmen im Amt bestätigt.

Von April bis Oktober 2012 fand auf dem bis dato brachliegenden Gelände der ehemaligen Baumwollspinnerei Erlangen-Bamberg (ERBA) im Stadtteil Gaustadt die Landesgartenschau statt. Im Anschluss wurde die Erbainsel als öffentliche Parkanlage, inkl. seiner Kinderspielplätze, Sportanlagen und Schrebergärten, der Bevölkerung zugänglich gemacht. Auf einem Teil der Flächen wurde ein neues Wohnquartier entwickelt, das an die ehemaligen Spinnereigebäude anschließt. Zudem werden einige der renovierten Gebäudeteile heute von der Universität Bamberg genutzt.

Im Jahre 2014 wurde der ehemalige Stützpunkt „Warner Barracks“ der US-Armee im Osten der Stadt aufgelöst, wodurch ein tiefgreifender städteplanerischer Wandel im Osten der Stadt angestoßen wurde und breite Debatten um die weitere Nutzung der Flächen und Immobilien auslöste. Einerseits wurde 2015 eine Ankunfts- und Rückführungseinrichtung zur Abschiebung von Geflüchteten aus den Balkanstaaten mit geringer Bleibeperspektive eröffnet. 2018 wurde die Einrichtung in ein sogenanntes „Ankunfts-, Entscheidungs- und Rückführungszentrum“ (Ankerzentrum) umgewandelt, um Asylverfahren durch Bündelung der zuständigen Behörden zu beschleunigen. Der zuständige Ombudsrat der Stadt Bamberg und der Bayerische Flüchtlingsrat kritisierten mehrfach das Aufnahmezentrum aufgrund der langen Unterbringungszeiten in teilweise überbelegten Wohneinheiten, während gleichzeitig bis zu 40 % der potenziell nutzbaren Wohnungen leerstehen. Seit 2017 veranstaltet der gemeinnützige Verein „Freund statt Fremd“ wöchentlich die „Mahnwache Asyl“ für eine humanitärere Flüchtlingspolitik in Bamberg. Darüber hinaus wurde 2016 ein Aus- und Fortbildungszentrum der Bundespolizei auf dem ehemaligen Militärstützpunkt eröffnet, das größte seiner Art in Deutschland.
2017 erwarb die Stadt 19,5 Hektar der Konversionsflächen, inklusive der ehemaligen Lagarde-Kaserne. Neben mehreren Gewerbe- und Büroeinheiten sowie dem 2019 eröffneten digitalem Gründerzentrum IGZ Bamberg entsteht auch ein neues Wohnviertel für bis zu 2400 Menschen auf dem ehemaligen Kasernengelände. Im Rahmen des sogenannten „Kulturquartiers“ soll durch Renovierung und Neubau verschiedener Gebäude auch die kulturelle Entwicklung des Stadtteils vorangetrieben werden. Außerdem plante der Stadtrat einen Teil der Konversionsflächen in einen Industrie- und Gewerbepark umzuwandeln. In Reaktion auf diese Pläne formierte sich die zivile Protestinitiative „Für den Hauptsmoorwald“, welche die Bebauungspläne und die damit verbundene Rodung von 47 Hektar des angrenzenden Hauptsmoorwaldes zu verhindern suchte. Die Initiative sammelte im Rahmen eines Bürgerbegehrens über 13000 Unterschriften gegen die Abholzung. Daraufhin kam es im November zum Bürgerentscheid, bei dem sich eine Dreiviertelmehrheit (75,39 %) für den Erhalt aussprach und damit die Pläne des Stadtrates verhinderte.
2019 erhielt Bamberg bei einer Ausschreibung des Bundesinnenministeriums 17,5 Millionen Euro zur Weiterentwicklung der Stadt zur „Smart City“. Das Programm läuft über sieben Jahre: Nach zwei Jahren der Strategieentwicklung, bei der neben dem Stadtrat, der Universität Bamberg und städtischen Behörden auch die Bürgerschaft beteiligt war, sollen in der Umsetzungsphase zwischen 2023 und 2027 insgesamt 18 Teilprojekte realisiert werden. Das Kernstück des Programms ist die Schaffung eines „Digitalen Zwillings“ der Stadt, mit dem der Denkmalschutz innerhalb der Welterbestadt verbessert werden soll. Die Förderung des Bundes fügt sich ein in eine weiter gefasste Strategie zur digitalen Weiterentwicklung der Stadt. So erhielt die Universität Bamberg im KI-Wettbewerb des Freistaates Bayern sieben Professuren für künstliche Intelligenz, welche den Fachbereich Wirtschaftsinformatik und Angewandte Informatik ergänzen.
Bei den Kommunalwahlen 2020 gewann die Grüne Partei mit 27 % der Stimmen erstmals die meisten Mandate im Bamberger Stadtrat. Die CSU, bis dato ohne Unterbrechung die stärkste Fraktion in Stadtrat, erreichte knapp 23 %. Die SPD mit Oberbürgermeister Andreas Starke erhielt 16,2 % der Stimmen. Amtsinhaber Starke gewann die Oberbürgermeisterwahlen in der Stichwahl mit knapp 60 % der Stimmen gegen Jonas Glüsenkamp von den Grünen.
Ein Bericht des kommunalen Prüfverbandes Bayern enthüllte im Dezember 2020, dass die Stadt Bamberg zwischen 2011 und 2017 unrechtmäßig über 450.000 Euro an Mitarbeiter des Rathauses ausgezahlt hatte. Im Juli 2022 wurden Oberbürgermeister Andreas Starke und drei Mitarbeiter der städtischen Verwaltung wegen Untreue zu einer Geldstrafe in Höhe von 24.000 Euro verurteilt.
Die Coronapandemie bestimmte seit 2020 auch in Bamberg das gesellschaftliche Leben. So wurden sowohl Kontakt- und Ausgangsbeschränkungen als auch die Schließungen öffentlicher und wirtschaftlicher Betriebe durch die Bayerische Landesregierung beschlossen. Laut offiziellen Zahlen hatten sich seit Beginn der Pandemie mehr als 33.000 Bewohner aus Bamberg mit dem Virus infiziert bzw. einen positiven Covid-19 Test (positive Selbsttests und Dunkelziffer nicht kalkuliert). In Reaktion auf die Kontaktbeschränkungen formierte sich die Protestbewegung „Stay Awake“ und zog u. a. auch Reichsbürger und Rechtsextremisten, wie den III. Weg an.

## Bevölkerung
Die Einwohner Bambergs haben auch den Spitznamen Zwiebeltreter. Er geht auf die Bamberger Gärtner zurück, bei denen das Zwiebeltreten eine wichtige Tätigkeit im Zwiebelanbau war. Sie mussten die Schalotten bei einer bestimmten Größe umtreten, damit das Kraut nicht zu sehr in die Höhe wuchs, sondern die Nährstoffe für das Wachstum der unterirdischen Zwiebel genutzt wurden. Die Bauern banden sich dazu kleine Brettchen an die Schuhe, um nicht versehentlich auf die Zwiebeln zu treten, und gingen damit auf die Felder. Ein ähnlicher Spitzname ist Zwiebelfranken.

### Einwohnerstatistik
Im Mittelalter und in der frühen Neuzeit wuchs die Einwohnerzahl von Bamberg nur langsam und ging durch die zahlreichen Kriege, Seuchen und Hungersnöte immer wieder zurück. Während des Dreißigjährigen Krieges sank sie auf 7000 im Jahre 1648. Vor dem Krieg waren es noch 12.000. Mit dem Beginn der Industrialisierung im 19. Jahrhundert beschleunigte sich das Bevölkerungswachstum. 1811 lebten 17.000 Menschen in der Stadt, 1900 waren es bereits 42.000.
Bis 1939 stieg die Bevölkerungszahl auf 59.000. Kurz nach dem Zweiten Weltkrieg brachten die vielen Flüchtlinge und Vertriebenen aus den deutschen Ostgebieten der Stadt innerhalb weniger Monate einen Zuwachs um 16.000 auf 75.000 Einwohner im Dezember 1945. Bis Juni 1972 sank sie wieder auf 69.000. Eingemeindungen am 1. Juli 1972 brachten einen Zugewinn von 7207 auf über 76.000 Einwohner. Am 30. Juni 2006 betrug die Amtliche Einwohnerzahl für Bamberg nach Fortschreibung des Bayerischen Landesamtes für Statistik und Datenverarbeitung 70.063 (nur Hauptwohnsitze und nach Abgleich mit den anderen Landesämtern). Seit 2009 wuchs die Einwohnerzahl jährlich und erreichte am 31. Dezember 2021 mit 77.749 Einwohnern einen neuen historischen Höchststand.
Die folgende Übersicht zeigt die Einwohnerzahlen nach dem jeweiligen Gebietsstand. Bis 1811 sind es meist Schätzungen, danach Volkszählungsergebnisse (¹) oder amtliche Fortschreibungen des Statistischen Landesamtes. Die Angaben beziehen sich ab 1871 auf die „ortsanwesende Bevölkerung“, ab 1925 auf die Wohnbevölkerung und seit 1987 auf die Bevölkerung am Ort der Hauptwohnung. Vor 1871 wurde die Einwohnerzahl nach uneinheitlichen Erhebungsverfahren ermittelt.
| Stand              | Einwohner |
| ------------------ | --------- |
| 1599               | 11.500    |
| 1618               | 12.000    |
| 1648               | 7000      |
| 1795               | 16.000    |
| 1811               | 17.095    |
| 1. Juni 1830 ¹     | 18.600    |
| 1. Dezember 1840 ¹ | 20.900    |
| 3. Dezember 1852 ¹ | 20.594    |
| 3. Dezember 1855 ¹ | 22.391    |
| 3. Dezember 1858 ¹ | 23.456    |
| 3. Dezember 1861 ¹ | 23.500    |
| 3. Dezember 1864 ¹ | 25.200    |
| 3. Dezember 1867 ¹ | 26.100    |
| 1. Dezember 1871 ¹ | 25.700    |
| 1. Dezember 1875 ¹ | 26.951    |
| 1. Dezember 1880 ¹ | 29.587    |
| 1. Dezember 1885 ¹ | 31.500    |

| Stand                | Einwohner |
| -------------------- | --------- |
| 1. Dezember 1890 ¹   | 35.815    |
| 2. Dezember 1895 ¹   | 38.940    |
| 1. Dezember 1900 ¹   | 41.823    |
| 1. Dezember 1905 ¹   | 45.483    |
| 1. Dezember 1910 ¹   | 48.063    |
| 1. Dezember 1916 ¹   | 40.344    |
| 5. Dezember 1917 ¹   | 41.395    |
| 8. Oktober 1919 ¹    | 49.179    |
| 16. Juni 1925 ¹      | 50.152    |
| 16. Juni 1933 ¹      | 54.161    |
| 17. Mai 1939 ¹       | 59.466    |
| 31. Dezember 1945    | 75.193    |
| 29. Oktober 1946 ¹   | 74.733    |
| 13. September 1950 ¹ | 76.180    |
| 25. September 1956 ¹ | 75.116    |
| 6. Juni 1961 ¹       | 74.115    |
| 31. Dezember 1965    | 72.869    |

| Stand             | Einwohner |
| ----------------- | --------- |
| 27. Mai 1970 ¹    | 70.581    |
| 31. Dezember 1975 | 74.236    |
| 31. Dezember 1980 | 71.928    |
| 31. Dezember 1985 | 69.920    |
| 25. Mai 1987 ¹    | 69.100    |
| 31. Dezember 1990 | 70.521    |
| 31. Dezember 1995 | 69.652    |
| 31. Dezember 2000 | 69.036    |
| 30. Juni 2005     | 69.934    |
| 30. Juni 2006¹    | 70.063    |
| 31. Dezember 2006 | 69.574    |
| 31. Dezember 2007 | 69.884    |
| 31. Dezember 2008 | 69.989    |
| 31. Dezember 2009 | 69.827    |
| 31. Dezember 2010 | 70.004    |
| 31. Dezember 2011 | 70.084    |
| 31. Dezember 2012 | 70.863    |

| Stand              | Einwohner |
| ------------------ | --------- |
| 31. Dezember 2013  | 71.167    |
| 31. Dezember 2014² | 72.194    |
| 31. Dezember 2015³ | 73.331    |
| 31. Dezember 2016  | 75.743    |
| 31. Dezember 2017  | 77.179    |
| 31. Dezember 2018  | 77.592    |
| 31. Dezember 2019  | 77.373    |
| 31. Dezember 2020  | 76.674    |
| 31. Dezember 2021  | 77.749    |
| 31. Dezember 2022  | 74.405    |
| 31. Dezember 2023  | 75.087    |
| 31. Dezember 2024  | 77.150    |

A¹ Volkszählungsergebnis
A² Bamberg schlägt Bayreuth
A³ Flüchtlinge und Uni: Bambergs Einwohnerzahl steigt
A⁴ Bamberger Einwohnerzahl in Kürze stark gestiegen – ein Grund bereitet Oberbürgermeister „Sorge“.

### Religionen
Die Mehrheit der Bamberger Bevölkerung ist christlichen Glaubens, auch wenn sich die Religionszugehörigkeit in den letzten Jahrzehnten stark verändert hat. 2003 waren noch fast zwei Drittel der Bevölkerung römisch-katholisch. Laut Fortschreibung auf Basis der Volkszählung 2011 waren im Jahr 2011 dagegen nur noch 57,1 % der Einwohner römisch-katholisch, 19,6 % evangelisch und 23,3 % waren konfessionslos, gehörten einer anderen Glaubensgemeinschaft an oder machten keine Angabe. Der Anteil der Protestanten und vor allem der der Katholiken an der Gesamtbevölkerung ist seitdem deutlich gesunken. Ende Dezember 2023 hatten 39,7 % der Einwohner die katholische Konfession und 14,9 % die evangelische. 45,4 % gehörten entweder einer anderen Glaubensgemeinschaft an, waren konfessionslos oder machten keine Angaben.
Folgende Glaubensgemeinschaften existieren in Bamberg:
- Christen:
  - Römisch-katholische Kirche, zahlreiche Standorte, Domplatz (Diözesanverwaltung)
  - Evangelisch-lutherische Kirche, zahlreiche Standorte, Eisgrube (Dekanatsverwaltung)
  - Neuapostolische Kirche
  - Baptisten, Judenstraße
  - Freie evangelische Gemeinde, Hartmannstraße
  - Adventgemeinde, Siechenstraße
  - Christengemeinde, Unterer Stephansberg
  - Jesusgemeinde
  - Orthodoxe Kirchengemeinde
- Zeugen Jehovas
- Kirche Jesu Christi der Heiligen der Letzten Tage, Hainstraße
- Israelitische Kultusgemeinde, Willy-Lessing-Straße (Gemeindezentrum)
- Muslime, mehrere Standorte

### Bamber
Mehrere kleine Auswanderergruppen aus Bamberg ließen sich in der ersten Hälfte des 18. Jahrhunderts an verschiedenen Orten in der Gegend von Posen im heutigen Polen nieder. Im Zuge des Großen Nordischen Krieges konnten viele der Felder in der Region nicht mehr bewirtschaftet werden. Aus diesem Grund beschlossen die Posener Ratsherrn die Bamberger Siedler mit der Bestellung der Ackerflächen zu beauftragen. Von der einheimischen Bevölkerung wurden und werden sie als Bamber bezeichnet.

## Politik

### Kommunalpolitik
- PARTEI: 1
- Linke: 2
- SPD: 7
- Grüne: 12
- BM: 1
- BBB: 2
- BuB: 1
- BA: 2
- Volt: 1
- FDP: 1
- FW: 1
- ÖDP: 1
- CSU: 10
- AfD: 2

Der SPD-Fraktion gehört zusätzlich der Oberbürgermeister an.

#### Stadtrat
Der Bamberger Stadtrat wird im Rahmen der Bayerischen Kommunalwahlen für eine Dauer von sechs Jahren gewählt. Bis 1960 wurde er alle vier Jahre neu besetzt. Laut der Bayerischen Gemeindeordnung erhält Bamberg, als Stadt mit einer Einwohnerzahl zwischen 50.000 und 100.000 Einwohnern insgesamt 44 Stadtratssitze.
Stadträte sind ehrenamtlich tätig, erhalten jedoch 30 Euro Aufwandsentschädigung pro Sitzung (50 Euro bei Sitzungen über drei Stunden). Die Sitzungen finden turnusmäßig im Spiegelsaal der Harmonie des ETA Hoffmann Theaters statt.
Der Stadtrat ist in mehrere Senate untergliedert, die neben einem Vorsitzenden 16 weitere Stadtratsmitglieder umfassen (Stand: April 2022):
- Personalsenat
- Bau- und Werksenat,
- Finanzsenat,
- Konversions- und Sicherheitsrat,
- Senat für Bildung, Kultur und Sport,
- Senat für Umwelt, Klimaschutz und Mobilität,
- Familien- und Integrationssenat,
- Feriensenat.

Bei der Kommunalwahl am 15. März 2020 wurde der 15. Bamberger Stadtrat mit folgenden Ergebnissen gewählt:
| Stadtratswahl 2020 in BambergWahlbeteiligung: 55,5 % (2014: 44,39 %) %3020100 27,022,816,24,84,54,03,63,42,92,82,35,6 GrüneCSUSPDAfDBBBBALinkeFWBuBFDPPARTEISonst.lGewinne und Verlusteim Vergleich zu 2014 %p 10 8 6 4 2 0 −2 −4 −6+8,4−4,7−5,3+4,8−3,4+1,0+0,3−4,7−4,2−0,2+2,3+5,6GrüneCSUSPDAfDBBBBALinkeFWBuBFDPPARTEISonst.Anmerkungen:l ÖDP: 2,2 % (+2,2 %); Volt: 2,1 % (+2,1 %); BM: 1,3 % (+1,3 %) |

| Stadtratswahl | 15. März 2020 | 16. März 2014 | 2. März 2008 | 3. März 2002 | 10. März 1996 | 18. März 1990 | 18. März 1984 | 5. März 1978 | 11. Juni 1972 | 13. März 1966 | 27. März 1960 | 18. März 1956 | 30. März 1952 | 30. Mai 1948 | 26. Mai 19461 |
| --- | ------------- | ------------- | ------------ | ------------ | ------------- | ------------- | ------------- | ------------ | ------------- | ------------- | ------------- | ------------- | ------------- | ------------ | ------------- |
| Grünes Bamberg (GRÜNE)2 | 12            | 8             | 7            | 6            | 5             | 4             | 3             | –            | –             | –             | –             | –             | –             | –            | –             |
| Christlich-Soziale Union in Bayern (CSU) | 10            | 12            | 15           | 19           | 19            | 20            | 25            | 26           | 22            | 21            | 18            | 15            | 15            | 15           | 28            |
| Sozialdemokratische Partei Deutschlands (SPD) | 76            | 10            | 10           | 9            | 9             | 13            | 13            | 13           | 18            | 17            | 15            | 14            | 8             | 7            | 9             |
| Alternative für Deutschland (AfD) | 2             | –             | –            | –            | –             | –             | –             | –            | –             | –             | –             | –             | –             | –            | –             |
| Bamberger Bürger-Block (BBB) | 2             | 4             | 5            | 4            | 1             | –             | –             | –            | –             | –             | –             | –             | –             | –            | –             |
| Bamberger Allianz (BA)3 | 2             | 1             | 2            | 1            | 1             | –             | –             | –            | –             | –             | –             | –             | –             | –            | –             |
| Bamberger Linke Liste (BaLi) | 2             | 1             | –            | –            | –             | –             | –             | –            | –             | –             | –             | –             | –             | –            | –             |
| Freie Wähler (FW)4 | 1             | 4             | 3            | 3            | 6             | 2             | 2             | 3            | 2             | –             | –             | –             | –             | –            | –             |
| Bambergs unabhängige Bürger (BuB) | 1             | 3             | –            | –            | –             | –             | –             | –            | –             | –             | –             | –             | –             | –            | –             |
| Freie Demokratische Partei (FDP)5 | 1             | 1             | 1            | 1            | 1             | 2             | 1             | 2            | 2             | 2             | 1             | 1             | 1             | 2            | 3             |
| Partei für Arbeit, Rechtsstaat, Tierschutz, Elitenförderung und basisdemokratische Initiative (Die PARTEI) | 1             | –             | –            | –            | –             | –             | –             | –            | –             | –             | –             | –             | –             | –            | –             |
| Ökologisch-Demokratische Partei (ÖDP) | 1             | –             | –            | –            | 1             | 1             | –             | –            | –             | –             | –             | –             | –             | –            | –             |
| Volt | 1             | –             | –            | –            | –             | –             | –             | –            | –             | –             | –             | –             | –             | –            | –             |
| Bambergs Mitte (BM) | 1             | –             | –            | –            | –             | –             | –             | –            | –             | –             | –             | –             | –             | –            | –             |
| Die Republikaner (REP) | –             | –             | 1            | 1            | 1             | 2             | –             | –            | –             | –             | –             | –             | –             | –            | –             |
| Bayernpartei (BP) | –             | –             | –            | –            | –             | –             | –             | –            | –             | 1             | 2             | 5             | 7             | 12           | –             |
| Bund der Heimatvertriebenen und Entrechteten (BHE) | –             | –             | –            | –            | –             | –             | –             | –            | –             | 1             | 3             | 3             | 5             | –            | –             |
| Freie Liste | –             | –             | –            | –            | –             | –             | –             | –            | –             | –             | 2             | 3             | 3             | –            | –             |
| Deutsche Reichspartei (DRP) | –             | –             | –            | –            | –             | –             | –             | –            | –             | –             | 1             | 1             | –             | –            | –             |
| Der Deutsche Block | –             | –             | –            | –            | –             | –             | –             | –            | –             | –             | –             | –             | 1             | –            | –             |
| Liste der Flüchtlinge, Ausgewiesenen und Kriegsgeschädigten (ÜFAK) | –             | –             | –            | –            | –             | –             | –             | –            | –             | –             | –             | –             | –             | 4            | –             |
| Wirtschaftliche Aufbau-Vereinigung (WAV) | –             | –             | –            | –            | –             | –             | –             | –            | –             | –             | –             | –             | –             | 1            | –             |
| Kommunistische Partei Deutschlands (KPD) | –             | –             | –            | –            | –             | –             | –             | –            | –             | –             | –             | –             | –             | 1            | 1             |
| gesamt6 | 44            | 44            | 44           | 44           | 44            | 44            | 44            | 44           | 44            | 42            | 42            | 42            | 42            | 42           | 41            |
| 1 Ursprünglich waren nur 30 Sitze vergeben worden, die sich wie folgt verteilten: CSU 21, SPD 7, FDP 1 und KPD 0. Aufgrund eines Erlasses des Bayerischen Staatsministeriums des Inneren wurde die Anzahl der Mandate auf 41 erhöht. 2 bis 2020 Grün-Alternative Liste (GAL) 3 bis 2020 Bamberger Realisten (BR) 4 bis 2003 Überparteiliche Bürger-Gemeinschaft (ÜBG) 5 1972 und 1978 FDP/Freie Wähler-Bamberger Liste; 1984 FDP/Freie Bürger; 1996 FDP und Freie Bürger 6 Die Zahl beinhaltet hier nur die gewählten Stadträte. Dem Stadtrat gehört zusätzlich der Oberbürgermeister an. Die sonstige Sitzeverteilung richtet sich nach dem amtlichen Endergebnis und lässt zwischenzeitliche Veränderungen der Fraktionsgrenzen außer Betracht. |               |               |              |              |               |               |               |              |               |               |               |               |               |              |               |

#### Oberbürgermeister
Der Erste Bürgermeister wird im Rahmen der Kommunalwahlen zeitgleich mit dem Stadtrat und ebenfalls für eine Dauer von sechs Jahren gewählt. Die Kandidaten benötigen die absolute Mehrheit, um zum Bürgermeister gewählt zu werden. Falls im ersten Wahlgang keine absolute Mehrheit erreicht wird, kommt es zur Stichwahl zwischen den beiden Kandidaten mit den meisten Stimmen. Der gewählte Oberbürgermeister ist gleichzeitig das 45. Mitglied des Stadtrates.
Als kreisfreie Stadt trägt der Erste Bürgermeister Bambergs auch den Namen „Oberbürgermeister“. Laut Gesetz ist er nach der Wahl „Beamter auf Zeit“ und gilt damit als „berufsmäßiger Bürgermeister“.
- 1917–1924: Adolf Wächter (seit 1913 1. Bürgermeister)
- 1924–1934: Luitpold Weegmann (von der BVP unterstützt)
- 1934–1945: Lorenz Zahneisen (NSDAP)
- 1945–1958: Luitpold Weegmann (CSU)
- 1958–1982: Theodor Mathieu (CSU)
- 1982–1994: Paul Röhner (CSU)
- 1994–2006: Herbert Lauer (ÜBG, bei der OB-Wahl 2000 auch Kandidat der CSU)
- seit 1. Mai 2006: Andreas Starke (SPD), 2006 Kandidat von SPD, FDP, Freie Wähler und Bamberger Realisten, 2012 Kandidat von SPD und FDP

#### 2. Bürgermeister
Gemäß Artikel 35 der bayerischen Gemeindeordnung werden der zweite und dritte Bürgermeister „aus der Mitte“ des Stadtrates von dessen Mitgliedern gewählt. Dieser vertritt den Oberbürgermeister im Falle dessen Verhinderung. Die Gemeindeordnung stellt es dem Stadtrat frei zu entscheiden, ob die weiteren Bürgermeister berufsmäßig oder ehrenamtlich berufen werden. In Bamberg ist der zweite Bürgermeister berufsmäßig, der dritte Bürgermeister ehrenamtlich tätig.
- 1946–1956: Anton Hergenröder (CSU)
- 1956–1981: Franz Josef Schleyer (CSU)
- 1981–1996: Rudolf Grafberger (CSU)
- 1996–2000: Gustav Matschl (CSU)
- 2001–2014: Werner Hipelius (CSU)
- 2014–2020: Christian Lange (CSU)
- seit 6. Mai 2020: Jonas Glüsenkamp (Grünes Bamberg)

#### 3. Bürgermeister
- 1948–1956 und 1960–1972: Georg Grosch (SPD)
- 1990–1996: Max Reichelt (SPD)
- seit 2014: Wolfgang Metzner (SPD), ehrenamtlich

#### Haushalt
Im Jahr 2024 hat die Stadt Bamberg ein Haushaltsvolumen von über 400 Millionen Euro. Ein Teil des Haushaltes wird über folgende Steuereinnahmen generiert:
|                  | 2024   | 2023   | 2022   | 2021   | 2020   |
| ---------------- | ------ | ------ | ------ | ------ | ------ |
| Gewerbesteuer    | 43.920 | 43.730 | 63.050 | 50.505 | 30.786 |
| Einkommenssteuer | 49.200 | 47.450 | 48.362 | 47.274 | 42.129 |
| Umsatzsteuer     | 10.890 | 10.470 | 11.603 | 12.806 | 12.830 |

#### Bürgerbeteiligung
Laut Artikel 18a der Gemeindeordnung sind die Bürger berechtigt im Kontext städtischer Angelegenheiten ein Bürgerbegehren zu initiieren. Das Begehren muss als Fragestellung eingebracht werden, die mit Ja oder Nein beantwortet werden kann. Wenn 6 % der Wahlberechtigten mit Wohnsitz in Bamberg (ca. 3500 Unterschriften notwendig) dem Begehren zustimmen, kommt es zum Bürgerentscheid. Die Abstimmung erfolgt ist freier, geheimer und gleicher Wahl durch die Bevölkerung. Bei Erreichen eines Quorums von 15 % sowie einer einfachen Mehrheit, erhält der Bürgerentscheid die politische und juristische Wirksamkeit einer Stadtratsentscheidung. Ein erfolgreicher Bürgerentscheid der jüngeren Vergangenheit war das Referendum zum Erhalt eines Teils des Hauptsmoorwaldes, der auf Basis einer vorangegangenen Stadtratsentscheidung einem Industriegebiet weichen sollte. Der Entscheid erhielt 75,39 % Zustimmung der Bamberger Bevölkerung, womit der Stadtratsbeschluss aufgehoben wurde.
Das Bamberger Amt für Bürgerbeteiligung, Presse- und Öffentlichkeitsarbeit eröffnete im Jahr 2020 ein sogenanntes Bürgerlabor, in dem die Bevölkerung persönliche Anliegen einbringen sowie öffentliche Unterstützung für gemeinnützige Projekte beantragen kann. Es gibt auch die Möglichkeit in monatlichen Sprechstunden in direkten Austausch mit dem Oberbürgermeister sowie dem 2. Bürgermeister zu treten. Zudem existiert ein Onlineportal auf dem die Bürger auf einer interaktiven Karte Wünsche einbringen oder auf Probleme hinweisen können.

### Landespolitik
Der Stimmkreis Bamberg-Stadt (402) ist das Wahlgebiet für die Bayerische Landtagswahl und umfasst neben dem Stadtgebiet auch Hallstadt sowie die Gemeinden Bischberg, Gundelsheim, Lisberg, Oberhaid, Priesendorf, Stegaurach, Viereth-Trunstadt, Walsdorf des Landkreises Bamberg.
Bei der letzten Landtagswahl 2023 gewann die CSU-Politikerin Melanie Huml das Direktmandat mit 36,5 % der Stimmen. Sie gewann damit bereits zum vierten Mal den Bamberger Stimmkreis seit der Wahl 2008.
Ursula Sowa von den Grünen erreichte als Zweitplatzierte 19,5 % der Erststimmen. Sie sitzt seit 2018 ebenfalls im Landtag und wurde jeweils über die Parteiliste des Wahlkreises Oberfranken gewählt.

### Bundespolitik

#### Direktmandat
Der 236. Wahlkreis zur Bundestagswahl umfasst neben der Stadt Bamberg auch mehrere Gemeinden der Landkreise Bamberg und Forchheim einschließlich der Großen Kreisstadt Forchheim. Die Erststimmen in diesem Wahlkreis bestimmen den Direktkandidaten für die Region im Bundestag. Bei der letzten Bundestagswahl 2021 errang Thomas Silberhorn (CSU) das Direktmandat trotz Verlusten von über 5 Prozentpunkten.

#### Landeslisten
Andreas Schwarz (SPD) und Lisa Badum (Die Grünen), die ebenfalls als Direktkandidaten im Wahlkreis angetreten waren, erreichten über die bayerischen Landeslisten ihrer Parteien den Bundestag.

### Wappen
| Wappen der kreisfreien Stadt Bamberg | Blasonierung: „In Rot ein stehender Ritter in silberner Rüstung mit einem roten Kreuz auf der Brust und einem silbernen Langschwert am Gurt; in der Rechten eine Lanze mit silbernem Fähnlein, darauf ein rotes Kreuz, die Linke gestützt auf einen blauen Schild mit silbernem Adler.“ |
| Wappen der kreisfreien Stadt Bamberg | Wappenbegründung: Das Wappen in Form eines Siegels wurde 1279 zum ersten Mal erwähnt. Es zeigt den Schild und Fahne präsentierenden heiligen Georg. |

### Städtepartnerschaften
Die Stadt Bamberg unterhält Partnerschaften mit folgenden Städten:
| Partnerstadt           | Land                   | Beginn der Partnerschaft |
| Rodez                  | Frankreich             | 1970                     |
| Bedford                | Vereinigtes Königreich | 1977                     |
| Esztergom              | Ungarn                 | 1992                     |
| Feldkirchen in Kärnten | Österreich             | 1993                     |
| Villach                | Österreich             | 1973                     |
| Prag 1                 | Tschechien             | 1992                     |

Auch Kirchdorf an der Krems in Österreich, Malborghetto, Montelabbate (beide in Italien), Nagaoka (Japan), Posen in Polen, Qufu in China, Tarvisio in Italien und Wolfsberg in Österreich sind „befreundete Städte“.
1958 übernahm die Stadt Bamberg für die aufgrund der Beneš-Dekrete aus ihrer Heimat vertriebenen Sudetendeutschen aus dem Gebiet um die tschechische Stadt Troppau die Patenschaft. Auch Baunach und Hallstadt in Bayern sind Patenstädte Bambergs.

## Architektur und Baudenkmäler
Bamberg wurde wie Rom auf sieben Hügeln (Stephansberg, Kaulberg, Domberg, Michaelsberg, Jakobsberg, Altenburg, Abtsberg) erbaut und deshalb auch manchmal als Fränkisches Rom bezeichnet.
Da Bamberg im Zweiten Weltkrieg weitgehend von Bombardierungen verschont blieb, bietet die Altstadt bis heute das nahezu unveränderte Bild der ursprünglichen Dreigliederung in geistliche Bergstadt (im Umfeld des Kaiserdoms), bürgerliche Inselstadt (zwischen den beiden Flussarmen der Regnitz) und der Gärtnerstadt. Überragt vom Dom stellt die Stadt ein denkmalgeschütztes Ensemble zwischen mittelalterlicher und barocker Baukunst dar.
Umfangreiche Aktivitäten im Bereich der Denkmalpflege haben zu einem guten Restaurierungszustand geführt. Im Juli 2005 richtete die Stadt Bamberg ein eigenes Dokumentationszentrum Welterbe als Koordinierungs- und Anlaufstelle zu allen Belangen des UNESCO-Welterbes ein. Bamberg ist Mitglied der Arbeitsgemeinschaft Historische Städte.

### Welterbeensemble und seine Bauwerke
1993 wurde die Bamberger Altstadt mit ihren über 1200 Baudenkmälern in die Liste des Weltkultur- und Naturerbes der Menschheit der UNESCO aufgenommen. In der Begründung heißt es, Bamberg repräsentiere in einzigartiger Weise die auf einer Grundstruktur des Frühmittelalters entwickelte mitteleuropäische Stadt. Das in die UNESCO-Welterbeliste aufgenommene Areal umfasst die drei historischen Stadtzentren Berg-, Insel- und Gärtnerstadt mit einer Gesamtfläche von etwa 140 Hektar.
Viele Baudenkmäler stammen aus dem Mittelalter. Auf dem Domberg steht der spätromanische Bamberger Dom mit dem Bamberger Reiter. Westlich von Bambergs Altstadt steht die Altenburg, eine mittelalterliche Höhenburg. Das Kloster Michelsberg mit seiner Klosterkirche entstammt im Kern der Romanik. Später entstanden die barocken Klostergebäude. Das ehemalige Chorherrenstift St. Jakob enthält die romanische Stiftskirche St. Jakob mit einem Turm aus gotischer Zeit. Einer der wichtigsten Bauten der Gotik ist die Obere Pfarre. Gotische Formen zeigt auch die dreischiffige Hallenkirche des Dominikanerklosters. Eines der ältesten Baudenkmäler der Stadt ist St. Gangolf, die sich wohl bereits 1059 bereits im Bau befand.
Auch in der Frühen Neuzeit entstanden wichtige Bauten. Auf dem Domplatz befinden sich die Alte Hofhaltung aus der Renaissancezeit mit dem Historischen Museum von Bamberg sowie die Katharinenkapelle in der Hofhaltung. Weitere prägnante Bauten der Renaissance sind das Hochzeitshaus sowie das ehemalige Schloss Geyerswörth.
Neben den mittelalterlichen Bauten dominiert vor allem der Barock die Altstadt. Viele Bauwerke entstanden durch Architekten der Familie Dientzenhofer unter den Bischöfen aus dem Hause Schönborn, in deren Diensten auch Balthasar Neumann stand. Gegenüber der Alten Hofhaltung befindet sich die barocke Neue Residenz der Fürstbischöfe sowie der Rosengarten. Heute befinden sich dort die Staatsbibliothek und die Staatsgalerie von Bamberg. Verschiedene Domherrenhöfe und die Dompropstei entstammen ebenfalls der Barockzeit. Das Kapitelhaus, der Südflügel des Kreuzgangs, ist ein zweigeschossiger Sandsteinquaderbau mit Mansarddach von Balthasar Neumann. Der Kirchenbau von St. Stephan entstammt auch der Barockzeit, ebenso wie die Kirche St. Theodor am Karmelitenplatz, ein ursprünglich romanischer Bau, der von Leonhard Dientzenhofer barock umgestaltet wurde. Die Kirche St. Martin entstand mit einer den Grünen Markt beherrschenden Barockfassade 1686–1696 nach Plänen von Georg Dientzenhofer unter der Bauleitung von Leonhard Dientzenhofer. Eines der wichtigsten Bauwerke der Altstadt ist das Alte Rathaus mit seinem Rokoko-Saal. In Klein Venedig, einem ehemaligen Fischerdorf, befinden sich zahlreiche hübsche Fachwerkhäuschen aus dem 17. Jahrhundert. Das Böttingerhaus zählt zu den bedeutendsten bürgerlichen Bauwerken des Barock in Süddeutschland und entstand 1707 bis 1713. Die Villa Concordia ist ein Barockbau, den der Hofbeamte Ignaz Tobias Böttinger zwischen 1716 und 1722 in Auftrag gab und wahrscheinlich durch den Architekten Johann Dientzenhofer bauen ließ.
Als Gegenstück zum Katharinenspital, einer mehrflügeligen barocken Anlage aus dreigeschossigen Mansarddachbauten, entstand 1732–1737 ebenfalls nach Plänen von Balthasar Neumann durch Justus Heinrich Dientzenhofer das ehemalige Klerikalseminar am Maximiliansplatz (Neues Rathaus). Das ehemalige Akademiegebäude in der Inneren Inselstadt dient heute der Universität, sein Südflügel wurde im Spätbarock 1772 nach dem Plan von Johann Michael Fischer errichtet. Die barocke Sommerresidenz der Fürstbischöfe Schloss Seehof befindet sich wenige Kilometer nordöstlich der Stadtgrenze.
Mit dem Hofarchitekten Johann Lorenz Fink begann der frühe Klassizismus den Barock abzulösen, sein wichtigster Bau ist das Allgemeine bzw. Städtische Krankenhaus, das Fürstbischof Franz Ludwig von Erthal (1730–1795) in Auftrag gegeben hatte. Zahlreich sind die Bauwerke des Historismus aus der Zeit des Königreichs Bayerns, am Wilhelmsplatz befinden sich das Justizgebäude und die sogenannte Wilhelmspost. Am Übergang vom Historismus zur Moderne stehen die Kirchen St. Heinrich sowie die denkmalgeschützte Ottokirche von Otho Orlando Kurz.
Bauten der Moderne befinden sich vorwiegend außerhalb der Innenstadt. Das Klinikum, nach siebenjähriger Bauzeit 1984 fertiggestellt, wurde als größtes Bauwerk Bambergs im 20. Jahrhundert bezeichnet. Auch dem Ausbau der Universität verdanken moderne Bauten ihre Entstehung, so das Rechenzentrum der Universität. Ein bemerkenswerter Industriebau ist das T-Com. Das Bistum errichtete beispielsweise das Diözesanarchiv und die Kirche St. Urban. Bemerkenswert als Kulturbauten sind auch das ETA Hoffmann Theater als Stadttheater von Bamberg und die Konzert- und Kongresshalle Bamberg.

### Sakralbauten
Die Lage einiger Bamberger Kirchen bildet ein imaginäres „Kreuz über Bamberg“. Der Längsbalken besteht aus den Kirchen St. Jakob, Dom, St. Martin und St. Gangolf, der Querbalken aus St. Stephan, Obere Pfarre, Dom und St. Michael. Letztere vier Kirchen sind auch als der sogenannte Vierkirchenblick bekannt. Der Mittelpunkt dieses Kreuzes ist eine 1777 eingelegte Säule, die den Namen Tattermannsäule trug. An ihre Stelle trat zum tausendjährigen Jubiläum des Bistums Bamberg im Jahr 2007 ein „unterirdisches“ Denkmal, das Micha Ullman, ein Künstler aus Israel – mit familiären Wurzeln in Bamberg – schuf.
Die etwas außerhalb des Querbalkens stehende Kirche St. Jakob wird als das gesenkte Haupt Christi gedeutet.

Ein weiteres imaginäres Kreuz bildet der Grundriss des Doms; das gesenkte Haupt Christi wird durch einen Scheitelstein außerhalb der Linie im Westchor des Domes symbolisiert. 

#### Katholische Kirchen
- St. Peter und St. Georg, Bamberger Dom (ca. 1190–1237 neu erbaut), mit Bamberger Reiter; Grablege des heiliggesprochenen Kaiserpaares Heinrich II. und Kunigunde, von König Konrad III. und Papst Clemens II., zugleich Bischof Suitger von Bamberg. Begräbniskirche der Bamberger Bischöfe

- St. Jakob (1073–1109), das Innere wurde dem Dom nachempfunden, später kamen gotische und barocke Änderungen dazu
- Unsere Liebe Frau, Obere Pfarre, gotische Pfarrkirche mit dem Gemälde der Himmelfahrt Mariens von Jacopo Tintoretto
- St. Gangolf, Kirche eines ehemaligen Stifts mit der ältesten Bausubstanz der Bamberger Kirchen. Erhaltener Kreuzgang.
- St. Martin (1686–1691), ehemals Jesuitenkirche zum Heiligsten Namen Jesu, Werk der Gebrüder Dientzenhofer
- St. Josef, im Haingebiet (Filialkirche von St. Martin)
- St. Theodor, Karmelitenkloster am Kaulberg, Karmelitenkreuzgang, Kreuzgang der ehemaligen Zisterzienserinnenabtei. Grablege des im Rufe der Heiligkeit verstorbenen Fraters Alois Ehrlich
- Institutskirche, Heilige Dreifaltigkeit, mit Kloster der Englischen Fräulein, mit angeschlossenem Internat und Schule.
- Heilig-Grab-Kirche mit Dominikanerinnen-Kloster. Grablege der im Rufe der Heiligkeit verstorbenen Laienschwester Columba Schonath
- St. Michael ist Grabkirche des achten Bischofs von Bamberg Otto I.; aufgrund seiner Missionsreisen 1124 und 1127 nach Pommern erhielt er den Beinamen Apostel der Pommern. Seinem Wunsch gemäß wurde er in dieser Kirche bestattet. Im Jahr 1189 wurde er heiliggesprochen. Des Weiteren beherbergt die Kirche auch die bei der Purifizierung des Domes dort entfernten Grabdenkmäler. In den Bauten des ehemaligen Benediktinerklosters befindet sich das Seniorenheim Bürgerspital und das Fränkische Brauereimuseum
- St. Getreu, auch St. Fides, durch Bischof Otto 1123 gegründet. Das Langhaus wurde 1652 neu erbaut und 1733 dort ein langgestreckter Chorraum angebaut. Wohl zur selben Zeit wurde auch der Propsteibau errichtet. Dort wurde 1804 eine Heil- und Pflegeanstalt eingerichtet.
- Maria Hilf, im Stadtteil Wunderburg
- St. Wolfgang, im Stadtteil Gereuth/Wunderburg (Filialkirche von Maria Hilf)
- St. Otto, Einweihung 1913.
- St. Sebastiani-Kapelle, im Stadtteil Gaustadt, Bau aus dem 16. Jahrhundert
- Gönningerkapelle, eigentlich Marienkapelle, welche durch den Bürger Gönninger im 18. Jahrhundert erbaut wurde
- Laurenzi-Kapelle, Kapelle des Antoni-Siechhofes, durch einen Luftangriff am 22. Februar 1945 zerstört, Neubau von 1954.[90]
- St. Kunigund, im Stadtteil Gartenstadt; Grundsteinlegung und dessen Segnung am Allerheiligentag, 1. November 1952. Am 18. Juli 1953 wurde Richtfest gefeiert. Erzbischof Josef Otto Kolb weihte die Kirche am 10./11. Oktober 1953
- St. Heinrich, Grundsteinlegung 1927, Einweihung 1929. Errichtung eines neuen Glockenstuhls 1956
- St. Anna, Grundsteinlegung 1978, Einweihung 1979
- St. Urban, im Stadtteil Südwest/Babenbergerring (Filialkirche von Unsere Liebe Frau)
- St. Elisabeth, im Sandgebiet
- Heilige Dreifaltigkeit, im Stadtteil Bug (Filialkirche von Unsere Liebe Frau)
- St. Josef, im Stadtteil Gaustadt
- St. Joseph, im Stadtteil Wildensorg (Filialkirche von St. Peter und St. Georg)
- Kapelle am E.T.A. Hoffmann-Gymnasium
- Kapelle des Bildungszentrums für Hörgeschädigte und Sprachbehinderte
- Kapelle am Theresianum

#### Evangelische Kirchen
- St. Stephan, eingeweiht ursprünglich als katholische Kirche 1020 durch Papst Benedikt VIII., seit 1808 erste evangelische Kirche Bambergs
- Erlöserkirche, eingeweiht 1934, am 22. Februar 1945 bei einem Luftangriff zerstört, 1950 wiederaufgebaut.[91]

- Auferstehungskirche
- Philippuskirche
- Matthäuskirche

#### Evangelische Freikirchen
- Ehemalige Marienkapelle, auf den Fundamenten der ersten Synagoge Bambergs erbaut, später Christus-Kirche der evangelisch-freikirchlichen Baptisten-Gemeinde
- Freie evangelische Gemeinde Bamberg in der Hartmannstraße
- Stadtmission Bamberg in der Egelseestraße
- Jesus Gemeinde Bamberg in der Hohmannstraße

#### Moscheen
- Selimiye-Moschee der DITIB in der Coburger Straße
- Merkezefendi Camii der VIKZ in der Jäckstraße
- Deutsch-Arabische Moschee in der Pödeldorfer Straße

#### Synagogen
- Erste Synagoge, Beschlagnahme ca. 1470–1478 durch den damaligen Fürstbischof, Umbau auf den Grundmauern der Synagoge in Marienkapelle, 1951–2008 Christus-Kirche der Baptisten-Gemeinde
- Zweite Synagoge, Hellerstraße, es wurde im Zuge des Projektes Wohnen an der Stadtmauer eine Mikwe (jüdisches Ritualbad) entdeckt
- Dritte und vierte Synagoge, Zinkenwörth 1, eingeweiht ca. 1660. Umbau/Neubau auf der gleichen Stelle 1853. Nach Umzug der Gemeinde in die fünfte Synagoge profaniert und verkauft. Synagoge (baufällig) wurde 1984 zugunsten des Wohnprojekts Theatergassen abgebrochen. Erinnerung durch Plakette auf der Höhe des früheren Eingangs zur Synagoge. Sandstein-Torbogen und Tür befinden sich heute in der siebten Synagoge.
- Fünfte Synagoge, Herzog-Max-Straße, dort Gedenkstein zur Erinnerung an ihre frühere Gestalt
- Sechste Synagoge, Willy-Lessing-Straße 7, Betsaal und Gemeindezentrum von 1951 (Umbau 1963) bis 2005; keine Erinnerung vorhanden, heute befindet sich dort ein Büro der Volksfürsorge, Bezirksdirektion Bamberg
- Die siebte bzw. die neue Synagoge wurde am 1. Juni 2005 durch die Israelitische Kultusgemeinde eingeweiht. Sie befindet sich in der Willy-Lessing-Straße 7 a.

#### Interreligiöse Gebetsräume
- Hauskapelle im Klinikum am Bruderwald
- Zelt der Religionen

#### Stadtquartiere auswärtiger Klöster
- Obere Karolinenstraße 8, Langheimer Hof. Stadtquartier der Zisterzienserklöster Ebrach (1127), Langheim und Heilsbronn (1132); ab 1274 war Kloster Langheim alleiniger Besitzer.
- Unterer Kaulberg 4, Neuer Ebracher Hof, eigentlich der erste eigenständige Sitz des Klosters Ebrach seit 1200 – wurde 1764/65 durch den Bamberger Stadtmaurermeister Martin Mayer erbaut und ist das erste Haus des Klosters Ebrach in Bamberg.[92][93]
- Vorderer Bach 5, Alter Ebracher Hof. Das vorherige Haus zum Esel wurde 1560 vom Kloster Ebrach erworben und 1679 als Ebracher Hof durch den aus Zeil stammenden Baumeister Andreas Kestler neu – als zweites Haus des Klosters Ebrach in Bamberg – erbaut. Ein erster Ebracher Hof am Kaulberg wurde schon um 1200 erwähnt.

#### Säkularisierte und profanierte kirchliche Einrichtungen
- Die Johanneskapelle auf dem oberen Stephansberg, profaniert, gilt als die Taufkapelle des Bamberger Raumes. Sie befindet sich heute im Besitz des Trägervereins Pro Capella und soll künftig unter anderem für Kunstausstellungen genutzt werden.
- Maternkapelle (auch Stammsitz der Bamberger Krippenfreunde[94])
- Katharinen-Kapelle in der alten Hofhaltung
- Dominikanerkloster mit Dominikanerkirche St. Christoph. Die Kirche war nach 1945 für viele Jahrzehnte die Heimat der Bamberger Symphoniker. Jetzt ist sie die Aula der Universität. Die Klostergebäude dienten nach der Säkularisation als Kaserne, später als Wohnungen. Heute ist dort der Sitz des Staatlichen Bauamtes.[95]
- Franziskanerkloster Bamberg, auch Barfüßer-Kloster oder Schrannenkloster genannt, mit der Kirche St. Anna, die abgebrochen wurde. Nach Umbau des aus dem Kloster hervorgegangenen Ämtergebäudes Schranne 3 ist dort (seit 1993) das Vermessungsamt Bamberg untergebracht.[96]

#### Regierungsgebäude
- Altenburg (erstmals 1109 erwähnt), ehemalige Residenz der Bamberger Fürstbischöfe
- Alte Hofhaltung (1571–1576), ehemalige Kaiserpfalz und bischöfliche Verwaltung
- Schloss Geyerswörth, ehemalige bischöfliche Residenz von 1586
- Neue Residenz (1695–1704), Hauptwerk von Leonhard Dientzenhofer mit Rosengarten
- Kapitelshaus – Bamberg – Dom, Domplatz 5
- Erzbischöfliches Palais, Obere Karolinenstraße 3
- Altes Rathaus, Brückenrathaus Obere Brücke 1, ein Wahrzeichen der Stadt, heute beherbergt das Haus die Porzellansammlung Ludwig
- Neues Rathaus am Maxplatz, ehemaliges Priesterseminar
- Rathaus am ZOB, Promenadestraße 2a, ehemaliges Landratsamt, ehemaliges Kreiswehrersatzamt

#### Palais und profane Bauten
- Statue der Kaiserin Kunigund von 1750Concordiastraße 28, Wasserschloss Concordia (Böttingerhaus 2), zweites Böttingerhaus. Staatliches Forschungsinstitut für Geochemie seit 1956, an diesem Institut arbeiteten zeitweise Walter Noddack und seine Ehefrau Ida Noddack-Tacke, Chemikerin und Mitentdeckerin des Elements Rhenium. Das Internationale Künstlerhaus Villa Concordia wurde 1997 gegründet.
- Fischerei, die wasserseitige Ansicht dieser Anwesen ist Klein-Venedig, romantisch gelegene Fischer- und Schifferhäuser an der Regnitz
- Geyerswörthstraße 3, Badeanstalt
- Geyerswörthstraße 5, Stadtbad
- Hauptwachstraße, Hauptwache (Bamberg)
- Hochzeitshaus
- Judenstraße 12, Stauffenberger-Hof
- Judenstraße 14, Böttingerhaus, auch Prellshaus, barockes Bürgerhaus
- Judenstraße 16, Haus zum Einhorn, erbaut 1746 durch die Rittergesellschaft zum Einhorn
- Karolinenstraße 11, Bibra-Haus
- Karolinenstraße 18, Marschalk von Ostheimsches Haus
- Karolinenstraße 20, Hofapotheke (bezeugt seit 1453, mit Rokoko-Materialkammer aus dem Jahr 1772)[97]
- Karolinenstraße 24, Aufseß-Palais
- Kasernstraße 1, Schrottenberg-Palais
- Lange Straße 3, Aufseß-Palais, auch Haus zum Saal
- Michelsberg 2, Hebendanz’sches Haus
- Obere Sandstraße 6, Schrottenberg-Palais
- Obere Sandstraße 36, Elisabethenspital, heute Justizvollzugsanstalt Bamberg im Volksmund „Café Sandbad“
- Schillerplatz 5, Harmonie- und Theatergebäude
- Schützenstraße 1 (Bamberg), Palais des 19. Jahrhunderts
- Siechenstraße, fb. Jagdzeugstadel, genannt Siechenscheune, nun Feuerwehrmuseum
- Untere Sandstraße 19, Schrottenberg-Palais
- Unterer Kaulberg 30, Waisenhaus
- Burgershof
- Katharinenspital
- Liebfrauensiechhof
- Sebastianispital
- Löwenbrücke

### Öffentliche Brunnen
Die Stadtwerke Bamberg betreiben insgesamt sechs Brunnen, die als kostenlose Trinkwasserquelle den Bürgern zur Verfügung gestellt werden. In der Bamberger Altstadt sind das der Humsera Brunnen am Grünen Markt, das Fischbrünnlein am Kranen, der Adlerbrunnen an der Unteren Brücke sowie der Brunnen an der Trautmannsmauer am Domplatz. Darüber hinaus befindet sich ein weiterer Brunnen am Troppauplatz und auf der ERBA-Insel. Neben den Trinkwasserbrunnen gibt es viele weitere dekorative Brunnen im Stadtgebiet. Einer der Bedeutendsten ist der Neptunsbrunnen, im Volksmund auch Gabelmann („Gablmoo“) genannt. Mitten in der Fußgängerzone gelegen und mit Sitzmöglichkeiten umgeben, markiert er einen wichtigen sozialen Treffpunkt der Stadt.
Weitere Brunnen der Stadt sind:
- Brunnen gegenüber dem Spital, Untere Sandstraße
- Concordiabrunnen, Rokokobrunnen von 1777, Concordiastraße
- Franziskusbrunnen, Obere Sandstraße
- Grünhundsbrunnen
- Karmelitenbrunnen, am Ende des Unteren Kaulbergs
- Leschenbrunnen, Lugbank
- Maienbrunnen
- Marienbrunnen am Maienbrunnen
- Maximiliansbrunnen von 1880 auf dem Maximiliansplatz
- Otto-Brunnen unterhalb von St. Getreu
- Merkur-Brunnen, barocker Brunnen von 1698, Michelsberg im Klosterhof

### Denkmäler und Skulpturen

#### Religiöse Denkmäler
Bamberg ist eines der Zentren der Bildstocklandschaft Franken. In der Bischofsstadt wurden seit dem Spätmittelalter religiöse Kleindenkmäler als Zeichen für die Volksfrömmigkeit gesetzt. Sie finden sich heute vor allem entlang wichtiger Straßen und Wege.
- Der Kreuzweg zwischen St. Elisabethenkapelle und der Kirche St. Getreu, der älteste vollständig erhaltene Kreuzweg in Deutschland
- Kreuzigungsgruppen: Obere Brücke; Würzburger Straße; bei der Altenburg
- Statuen
  - Kaiserin Kunigunda auf der Unteren Brücke
  - St. Nepomuk im Hain; auf der Oberen Brücke; an der Abzweigung Unterer Kaulberg/Pfarrgasse; am Chor der Oberen Pfarre
  - St. Christopherus im Hain
  - Heiliger Otto, Bischof von Bamberg: Heinrichsdamm 32; Jäckstraße; Ottoplatz; Ottostraße; Siechenstraße
  - St. Sebastian: Denkmal von 1765 für seine in Moskau überstandene Pest-Krankheit von Johann Bonaventura Mutschelle als Dank geschaffen; in Bamberg-Theuerstadt
- Martern, Flurdenkmäler
  - Bäckermarter, Egelseestraße
  - Rotenhan-Marter, Schweinfurter Straße
  - Luthermarter, Würzburger Straße
  - Metzgermarter, am Oberen Leinritt

#### Denkmäler berühmter Persönlichkeiten
- Fürstbischof Franz Ludwig von Erthal, Pödeldorfer Straße
- Prinzregent Luitpold von Bayern am Schönleinsplatz
- König Ludwig II. von Bayern im Hain, von Bildhauer Philipp Kittler[99]
- Anton Hergenröder, Bezirkstagspräsident, 2. Bürgermeister der Stadt Bamberg, langjähriger Vorstand des Altenburgvereins
- E. T. A. Hoffmann und der redende Hund Berganza im Hain an der Schillerwiese
- E.T.A. Hoffmann und sein Kater Murr vor dem Haus Schillerplatz 26
- Johann Lukas Schönlein, Schönleinsplatz
- Stauferstele vor dem ehemaligen Langheimer Hof in der Oberen Karolinenstraße 8.[100]

#### Gedenktafeln
- König Friedrich Wilhelm I. von Preußen und Kronprinz Friedrich, Memmelsdorfer Straße 2c
- König Otto I. und Gemahlin Amalie von Griechenland im Rosengarten der Neuen Residenz
- Christoph Clavius, An der Universität 3
- Albrecht Dürer, Austraße 5Stauferstele vor dem ehemaligen Langheimer Hof
- Hans Ehard, Wildensorger Straße 2
- Johann Wolfgang von Goethe, Untere Königstraße 28
- Georg Wilhelm Friedrich Hegel, Pfahlplätzchen 1
- Joseph Heller, Untere Brücke 2
- E.T.A. Hoffmann, Altenburg 1, Schillerplatz 7, Lange Straße 13
- Adalbert Friedrich Marcus, Lange Straße 27
- Joseph Daniel Ohlmüller, Kapuzinerstraße 6
- Georg Simon Ohm, An der Universität 7
- Claus Schenk Graf von Stauffenberg, Obere Brücke 1 und Domplatz 6
- Johann Lukas Schönlein, Obere Königstraße 7
- Friedrich Julius Heinrich von Soden, Schillerplatz 7
- Marianne Strauß, Sankt-Getreu-Straße 1
- Karl Freiherr von Thüngen, Domplatz 6
- Hugo von Trimberg, Theuerstadt 4
- Albrecht von Wallenstein, Lange Straße 3
- NS-Gewaltherrschaft, Bronzetafel des Künstlers Bernd Wagenhäuser aus dem Jahre 1986 an der Unteren Brücke
- siehe auch: Liste der Stolpersteine in Bamberg

#### Skulpturen
- Die Skulptur Meeting von Wang Shugang wurde 2013 in Bamberg erstmals ausgestellt; 2016 wurde sie von der Stadt Bamberg gekauft und steht nun am Schönleinsplatz.[101]

- Bernd Goldmann, seinerzeit Leiter des Internationalen Künstlerhauses Villa Concordia, initiierte 1998 den "Bamberger Weg moderner Skulpturen".[102] Dieser Skulpturenweg wurde zur 1000-Jahr-Feier der Bistumsgründung 1007/2007 durch die Diözese Bamberg und das Internationale Künstlerhaus Villa Concordia erweitert.[103] Er enthält mittlerweile zahlreiche Werke von international anerkannten Künstlern, u. a. von Joannis Avramidis, Fernando Botero, Rui Chafes, Bernhard Luginbühl, Markus Lüpertz, Igor Mitoraj, Jaume Plensa und Erwin Wortelkamp.
- Hexendenkmal, von den Künstlern Miriam Giessler und Hubert Sandmann, am Rialtosteg 2015

### Zerstörte Bauwerke
- Das in der heutigen Franz-Ludwig-Straße zum Zwecke der Hexenverfolgung und der peinlichen Befragung 1627 gebaute Drudenhaus verlor nach dem Einmarsch der schwedischen Truppen seine Funktion und wurde nach 1635 abgebrochen, die Steine wurden 1654 zum Bau des Kapuzinerklosters wiederverwendet.
- Die an der Südostecke des Maxplatzes stehende, ehemals an die Friedhofsmauer angrenzende St.-Nikolaus-Kapelle wurde 1737 im Zuge der Neubauten des Katharinenspitals und des Priesterseminars (heute: Neues Rathaus) abgebrochen.
- Die weit in den heutigen Straßenverlauf des Unteren Kaulbergs hineinragende St.-Katharinen-Kapelle an der Oberen Pfarre wurde 1762 zur Verbreiterung des Kaulbergs abgebrochen. Von der Innenausstattung hat sich nur das Altarblatt Martyrium der heiligen Katharina, das heute im Chorumgang der Oberen Pfarre hängt, erhalten.
- Die Seesbrücke mit ihrer reichen Barockausstattung wurde durch das Hochwasser vom 2. Februar 1784 zerstört.
- Die St.-Anna-Kirche, Klosterkirche des Franziskanerklosters auf der Schranne (1810/11). Die im 13. Jahrhundert errichtete Kirche erhielt im 14. Jahrhundert einen neuen Chor. Die Kirche war Begräbnisort bedeutender Bamberger Bürger. Vom Inventar haben sich der Kreuzaltar und die Grabplatte des Weihbischofs Inzelerius erhalten, welche in den Besitz des Bayerischen Nationalmuseums in München (Reider-Sammlung) überging. In die Obere Pfarre gelangten sechs Bilder zum Leben Mariens und das Grabepitaph der Geschwister Schnappauf. Der Kreuzweg befindet sich in der Pfarrkirche in Hallerndorf.
- Die Stadtbefestigung mit Mauern und Stadt- und Tortürmen ab etwa 1803.
- Alt St. Martin auf dem Maxplatz (1805), diese Kirche wurde erstmals 1250 erwähnt und 1806 im Zuge der Säkularisation abgebrochen. Beim Bau einer Tiefgarage 1968 wurden zwei Vorgängerbauten entdeckt: eine kleinere romanische Kirche und eine Kapelle mit rechteckigem Chor. Dieser Typus war zwischen dem 9. und 12. Jahrhundert verbreitet. Von den Einrichtungsgegenständen ist das Gnadenbild dieser Kirche, eine Pietà, in die neue Martinskirche übernommen worden.
- Zum Bau der Luitpoldstraße wurde 1863 die säkularisierte St.-Gertrauden-Kapelle abgebrochen, in der sich die Werkstatt des Bildhauers Bernhard Kamm befand.
- Das 1626 bezogene Kapuzinerkloster in der Kapuzinerstraße wurde nach der Säkularisation als Aussterbekloster der Mönche eingerichtet. 1880 wurde die erhaltene Bauanlage zugunsten des heutigen Clavius-Gymnasiums abgebrochen.
- Kaserne der Hochstifts Bamberg: Die 1698 gebaute Kaserne an der Westseite des Schönleinsplatzes zwischen Lange Straße und Zinkenwörth wurde 1896 zugunsten des Hotels Bamberger Hof, der Bayerischen Staatsbank und eines Wohnhauses abgebrochen. Der einzige Überrest ist der Marsbrunnen, der im Innenhof der Kaserne stand.
- Das Klarissenkloster wurde nach der Säkularisation als Kaserne genutzt und verfiel danach. Die Klosterkirche wurde 1938 abgebrochen. Die noch vorhandenen ehemaligen Klostergebäude wurden Mitte der 1950er Jahre abgebrochen. An dieser Stelle wurde das Verwaltungsgebäude des Flurbereinigungsamtes Bamberg (heute Direktion für Ländliche Entwicklung) errichtet.[104]
- Fünfte Synagoge, Herzog-Max-Straße (1938)
- Alte Maut: Grüner Markt, ein alter Verwaltungsbau mit hohem Renaissancegiebel, fiel wie auch die umliegenden Häuser einem Luftangriff am 22. Februar 1945 zum Opfer.[105]
- Rothof: Dieser auf einem Ausläufer des Michelsberger Waldes gelegene barocke Gutshof gegenüber der Altenburg, ein Bamberger Wahrzeichen, wurde um 1720 von einem Mitglied der Familie Böttinger erbaut und 1964 abgebrochen.
- Pfahlplätzchen 5, das nach einer Mariendarstellung benannte Haus zum Marienbild, seit dem 17. Jahrhundert nachweisbar, war wohl das älteste Wohnhaus der Stadt Bamberg aus dem 14. Jahrhundert. Es wurde mit dem Nachbaranwesen Unterer Kaulberg 1 Anfang des Jahres 1968 abgebrochen. Der Abbruch dieser Anwesen war der Anlass für die Gründung der Schutzgemeinschaft Alt-Bamberg, eines Vereins zur Erhaltung der Altstadt.
- Unterer Kaulberg 1: Wohnhaus des Malers Paul Lautensack, abgebrochen 1968
- Dritte und vierte Synagoge, Generalsgasse 15 (1983)
- Städtische Altane, ein bekanntes Geschäftshaus von 1726, bei einem Luftangriff am 22. Februar 1945 fast völlig zerstört. Die Reste wurden später abgetragen.[106]

### Katakomben, Felsenkeller und Sandstollen
Im Bamberger Berggebiet gibt es ein recht ausgedehntes System von Katakomben und Felsenkellern, deren Ursprünge zum Teil bis in das Mittelalter zurückreichen. Während der Pest- und Choleraepidemien im 13. und 14. Jahrhundert wurden einige Stollen auch als Grabanlagen verwendet. Unter dem Lerchenbühl wurde um 1500 eine Felsenkapelle angelegt, das Heilige Loch. In der Regel angelegt als kühle, aber frostgeschützte Lagerkeller für Lebensmittel und Getränke, vor allem Wein und Bier, unter dem Kaulberg als Sandschürfstollen zur Gewinnung von Scheuersand, dienten sie im Lauf der Zeit verschiedenen Zwecken (Zufluchträume bei kriegerischen Auseinandersetzungen, Versammlungsstätten, Gefängnis, Trinkwasserversorgung, Verlagerung industrieller Produktionsstätten während des Zweiten Weltkriegs). Heute dienen einige der Stollen als Lagerräume, Zivilschutzräume sowie als touristische Attraktion der Stadt. Befahrungen der Stollen unter dem Stephansberg sind daher möglich und werden von der Stadt Bamberg organisiert.

### Parks und Erholungsanlagen
- Bruderwald
- Hauptsmoorwald
- Michaelsberger Wald

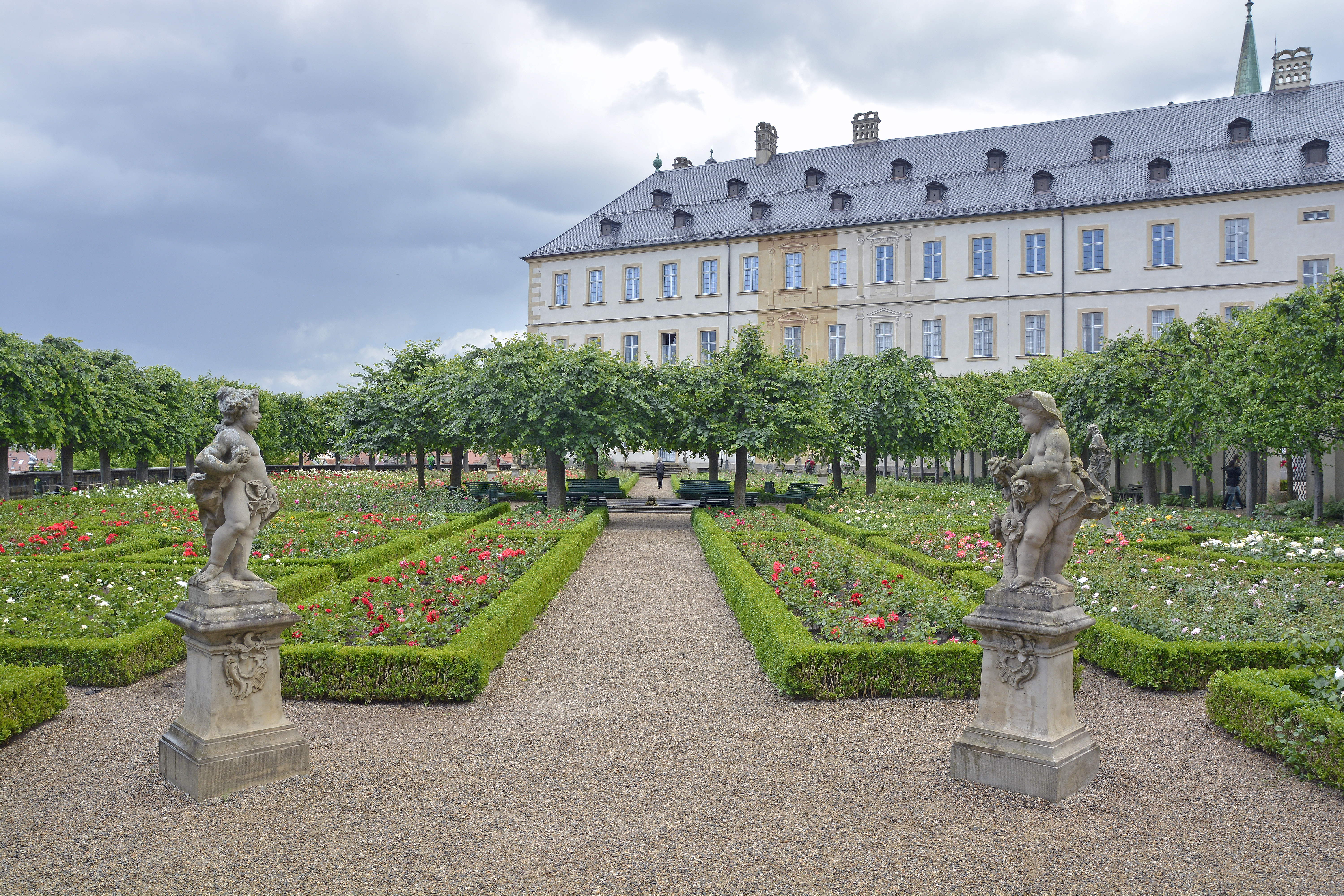
Rosengarten der neuen Residenz mit Figuren

- Stadtpark Hain mit botanischem Garten der Stadt Bamberg
- Rosengarten der Neuen Residenz
- ERBA-Park, Ausrichtungstätte der Landesgartenschau 2012
- Rosengarten Geyerswörth auf der Tiefgarage Geyerswörth
- Volkspark am Stadion
- Groß’scher Garten, ehemals Besitz von Johann Ignatz Tobias Böttinger, nicht zugänglich
- Terrassengarten des Klosters Michelsberg

## Kultur

### Theater und Kleinkunst

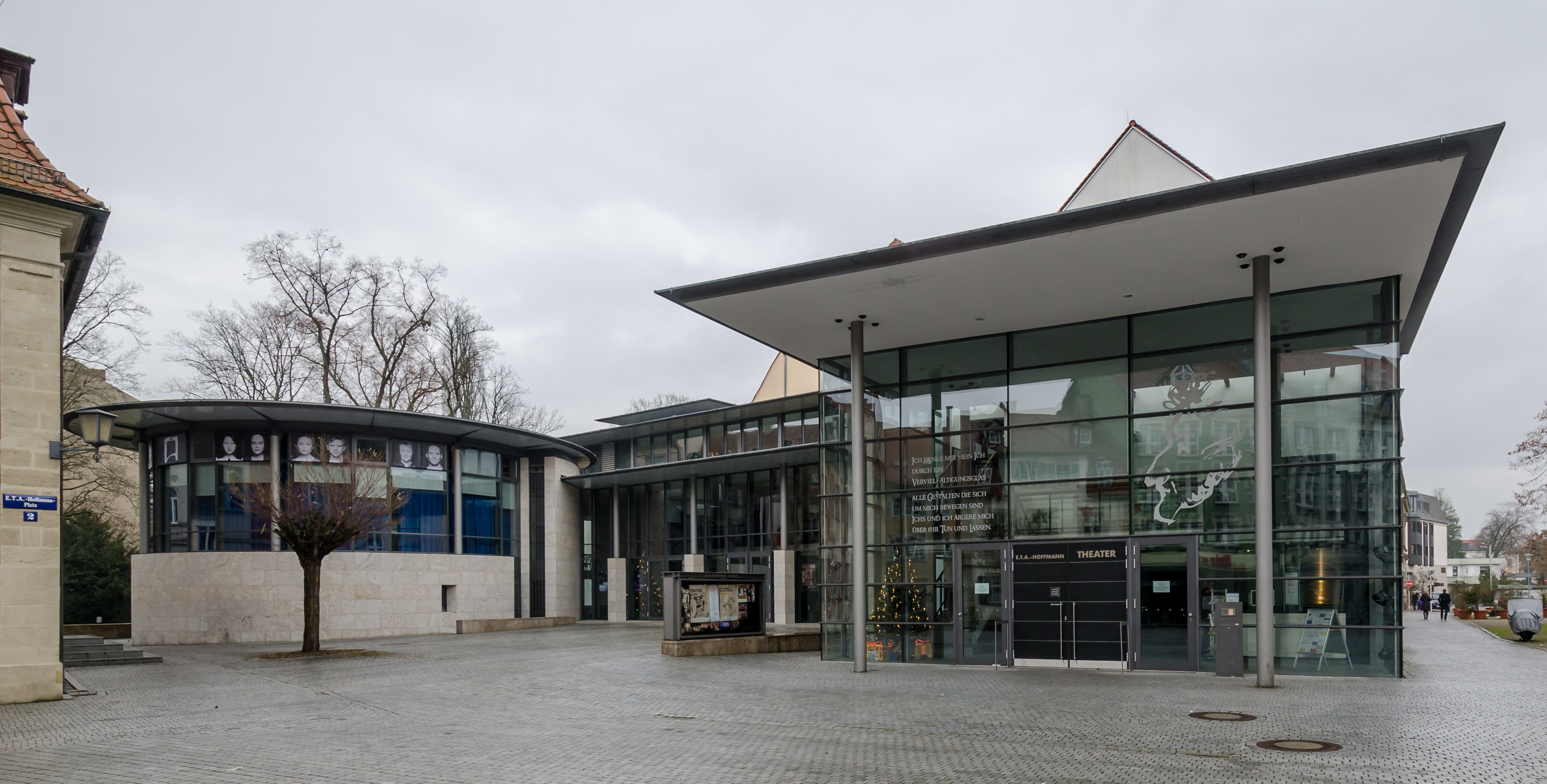
Städtisches ETA Hoffmann Theater

In Bamberg existieren über zehn verschiedene Theaterbühnen, weshalb sich die Stadt selbst auch als „Theaterstadt“ bezeichnet. Das bekannteste Theater ist wohl das ETA Hoffmann Theater, benannt nach dem berühmten Schriftsteller der Romantik, der hier zu Beginn des 19. Jahrhunderts eine Anstellung als musikalischer Leiter fand. Nach mehrjähriger Sanierung wurde das Theater 2003 wiedereröffnet und umfasst seitdem drei Bühnen mit jeweils 60 – 400 Plätzen. Seit 2015 leitet Sibylle Broll-Pape das Theater und erhielt bereits im ersten Jahr den Theaterpreis des Bundes.
Weitere Theaterbühnen und -gruppen sind (in alphabetischer Reihenfolge):
- Anonyme Improniker: Die Improvisationstheater-Gruppe wurde 1992 vom Bamberger Kabarettisten Mäc Härder gegründet und tritt seitdem regelmäßig in und um Bamberg auf. Besonders bekannt ist sie durch den jährlichen „Impro-Marathon“, der in jüngerer Zeit im Rahmen des Festivals Bamberg zaubert stattfindet.
- Bamberger Marionettentheater: 1962 richtete der aus Oldenburg stammende Klaus Loose in Bamberg ein Marionettentheater für Erwachsene ein, das er 2002 der Stadt Bamberg übergab.
- Bamberg zaubert: Fand 1999 erstmals statt und zählt seither zu den größten eintrittsfreien Straßen- und Kleinkunstfestivals in Deutschland
- Brentano-Theater
- Chapeau Claque: Das Kinder- und Jugendtheater „Chapeau Claque“ ist seit 1990 aktiv und nahm mehrfach erfolgreich an den Bayerischen Theatertagen teil. Neben der Inszenierung von Theaterstücken für Kinder auf der hauseigenen Bühne in der Grafensteinstraße und an prägnanten Außenspielstätten (Altenburg, Kloster Michelsberg, Hain u. a.) tritt der Verein vor allem durch mobile pädagogische Angebote wie Schulworkshops oder das „Spielmobil“ in Erscheinung
- e.g.o.n. (es geht ohne namen): Die studentisch geprägte Theatergruppe des Jugendkulturtreffs Immer Hin ist seit 2002 aktiv und damit Bambergs älteste ehrenamtlich agierende Theatergruppe. Die Gruppe inszeniert mehrere Stücke im Jahr und spielt mit freiem Eintritt.
- Ensemble SatiriuM
- Kabarett Die ÄH-Werker
- Puppenbühne Herrnleben Bamberg mit dem Bamberger Kasperl: 1945 wurde von Volksschauspieler Hans Herrnleben und seiner Frau Ottilie Herrnleben die Bamberger Puppenbühne Bamberger Kasperl gegründet.
- Theater am Michelsberg (ehemals Galli-Theater)
- Theater der Schatten 1984 von Norbert Götz gegründet. Fester Spielort ist die Katharinenkapelle in der Alten Hofhaltung am Domplatz.
- Theater im Gärtnerviertel (TiG): Das Theater im Gärtnerviertel, kurz genannt TiG, ist ein freies Theater für Viertel, Stadt und Umland, das auf der künstlerischen Kreativität und dem kulturellen Engagement der Bürger des Gärtnerviertels aufbaut.
- WildWuchs Theater, gegründet 2010 mit festem Spielort im Palais Schrottenberg und wechselnden Spielorten im Stadtgebiet.
- Sommeroper: Opern- und Orchesterworkshop für junge Künstler

### Museen

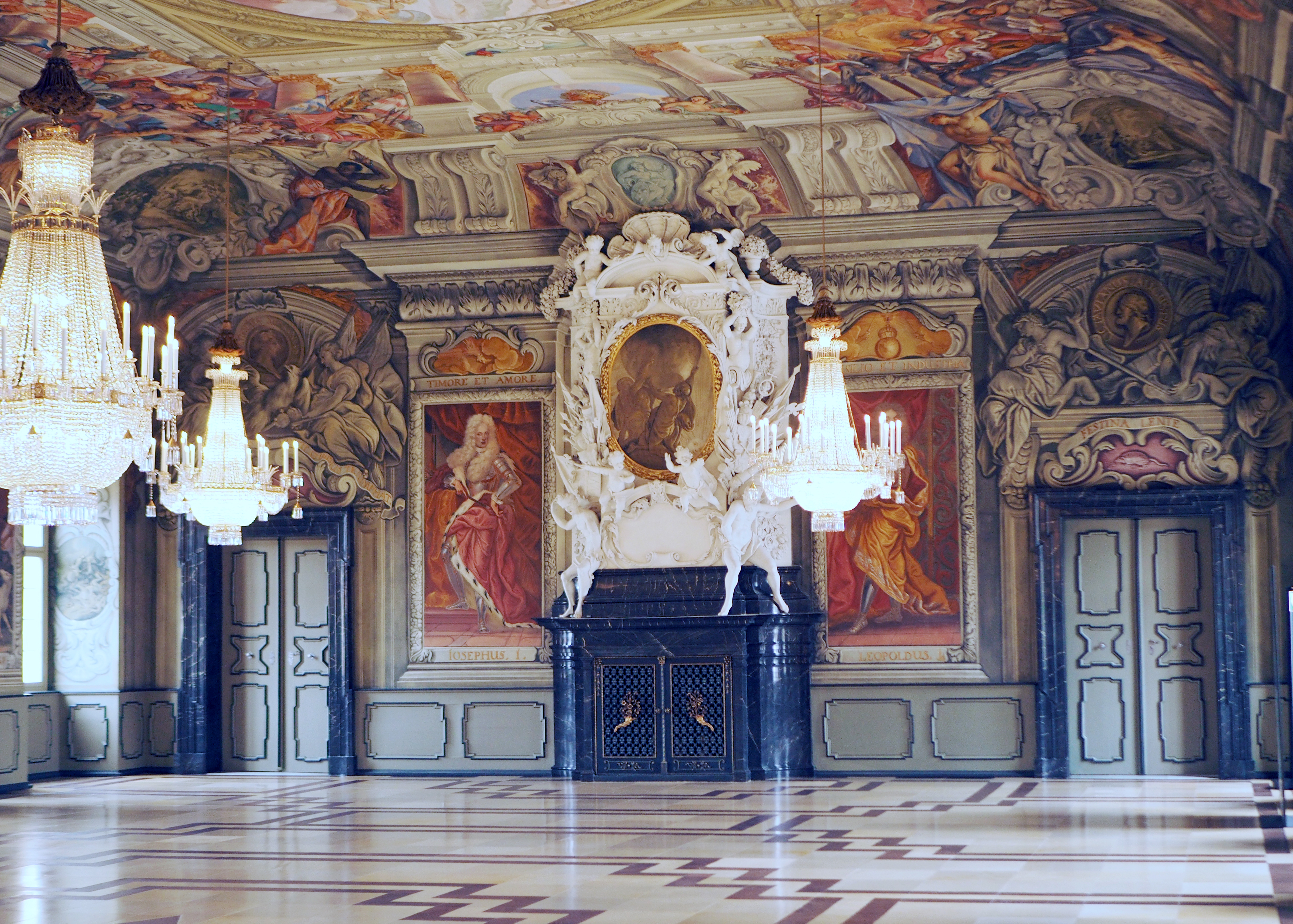
Kaisersaal in der Neuen Residenz

Im Stadtgebiet gibt es insgesamt 15 Museen. Eines der bedeutendsten ist die Neue Residenz auf dem Domberg. Diese ehemals fürstbischöfliche Residenz umfasst mehrere barocke Prunksäle, u. a. den Kaisersaal, den Weißen Saal und das Chinesische Kabinett. Die Bayerischen Staatsgemäldesammlungen haben eine ihrer ältesten Zweigstellen in der Neuen Residenz, die sich in zwei Epochen gliedert. Einerseits die Altdeutsche Abteilung mit Bildern der Spätgotik und Frührenaissance, andererseits die Barockabteilung, die Malereien von Johann Michael Bretschneider, Otto van Veen, Jan Lievens sowie niederländische Landschaftsgemälde und Stillleben präsentiert.

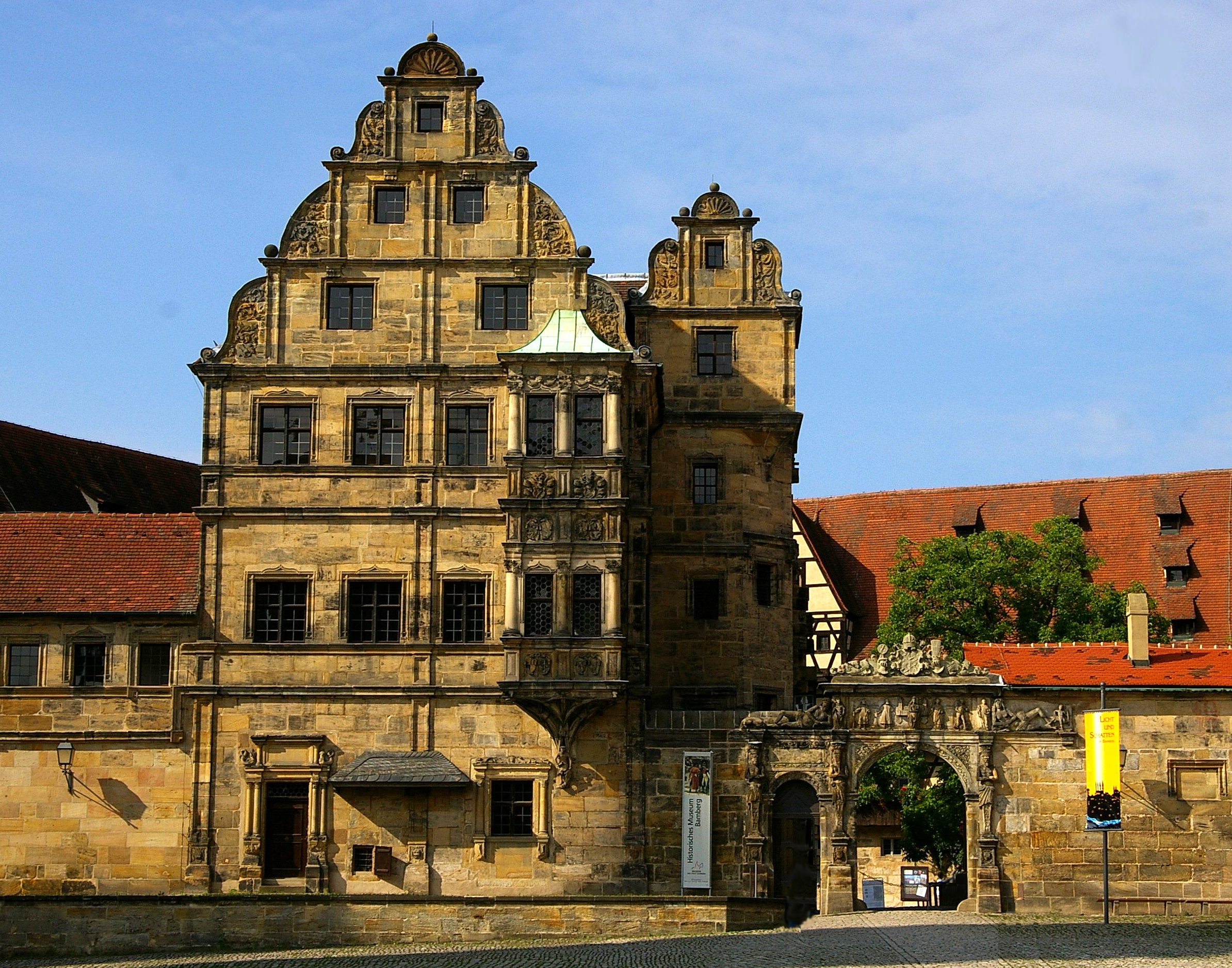
Fassade der Alten Hofhaltung, heute das stadtgeschichtliche Historische Museum

Ebenfalls auf dem Domplatz befindet sich das Diözesanmuseum des Erzbistums. Die Ausstellung umfasst Objekte der Bamberger Domschatzkammer, die in den Jahrhunderten des Hochstifts von den Fürstbischöfen zusammengetragen wurden. Neben Heiligenreliquien, liturgischen Geräten und vielfaltigen Schmuck- und Kunstobjekten präsentiert das Museum auch die königlichen Gewänder von Heinrich II. aus dem 11. Jahrhundert.
Das Historische Museum in der Alten Hofhaltung befindet sich im Besitz der Stadt Bamberg und ist ein hauptsächlich stadtgeschichtliches Museum. Es umfasst mehrere Dauerausstellungen, u. a. „Jüdisches in Bamberg“, „Lebensader Regnitz“ sowie wechselnde Kurzzeitausstellungen. Ebenso im Besitz der Stadt Bamberg befinden sich die Stadtgalerie Villa Dessauer mit wechselnden Kunstausstellungen und die Sammlung Ludwig mit Keramik- und Porzellankunst im Alten Rathaus.

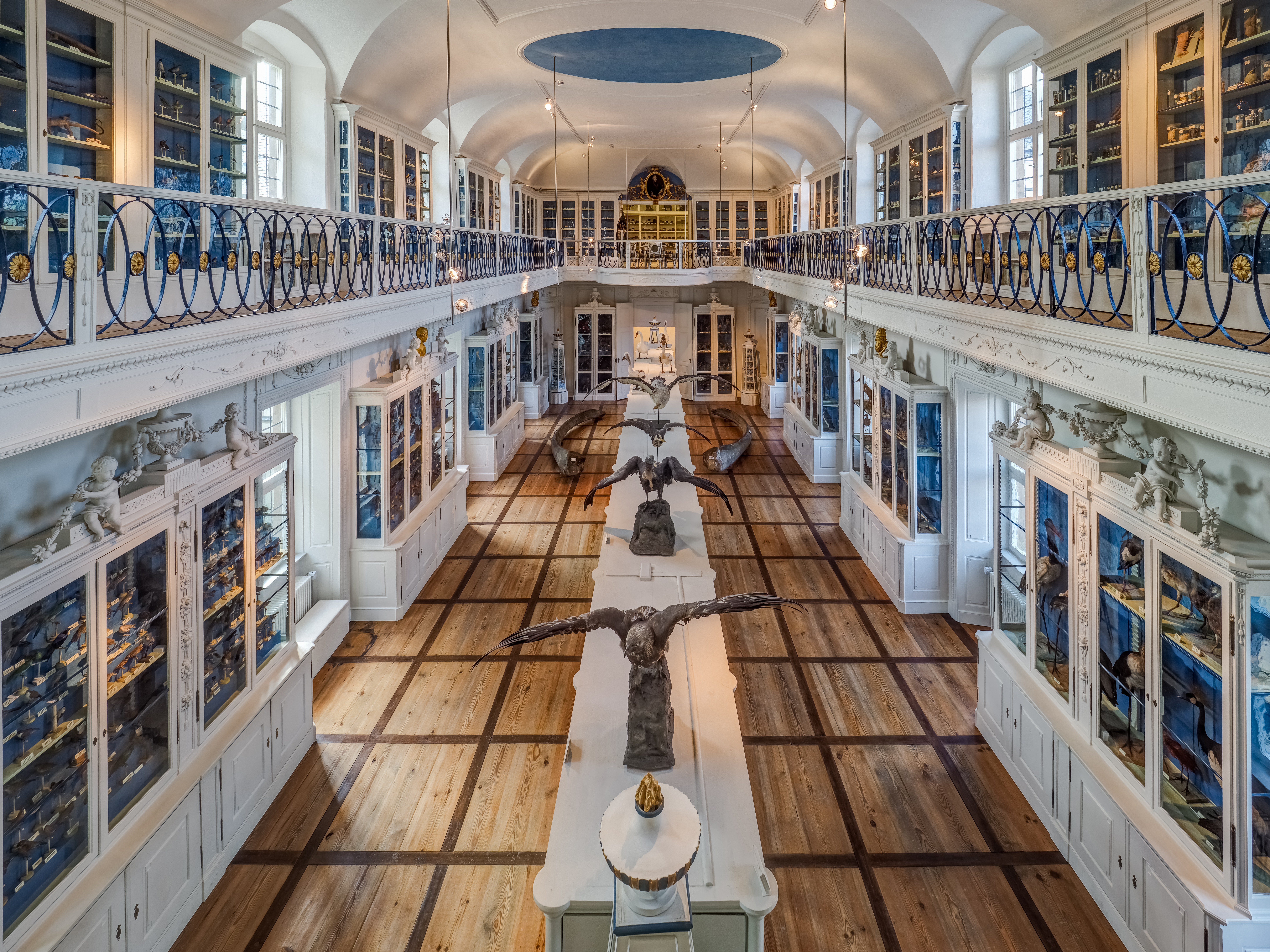
Vogelsaal des Naturkundemuseums

 Das 1791 eingerichtete Naturkunde-Museum hat einen naturkundlichen Regionalfokus und präsentiert fossile Versteinerungen, Tier- und Pflanzenpräparate, Minerale und eine Vogelsammlung mit über 1000 Exponaten. Der 1810 eröffnete Vogelsaal ist der einzige original erhaltene Museumsschauraum des 19. Jahrhunderts.
Das E.T.A. Hoffmann-Haus widmet sich dem Leben und Wirken des Schriftstellers E. T. A. Hoffmann, der Anfang des 19. Jahrhunderts knapp fünf Jahre in Bamberg verbrachte. Seit November 2022 ist das Haus wegen einer Generalsanierung für die Öffentlichkeit geschlossen.
Das Gärtner- und Häckermuseum existiert seit 1976 und beschäftigt sich mit Geschichte und Tradition des gewerblichen innerstädtischen Gemüse- und Gartenbaus in Bamberg. Die Sammlung Artur Kutz ist ein Museum für Büro- und Kommunikationsgeschichte. Das Fränkische Brauereimuseum befindet sich in den Räumlichkeiten der alten Benediktinerbrauerei im Michelsberger Kloster, in denen seit dem 12. Jahrhundert Bier gebraut wurde. Darüber hinaus gibt es noch ein Feuerwehrmuseum, das Ateliermuseum Bamberg, das Bamberger Krippenmuseum, das Missionsmuseum und das Welterbe-Besuchszentrum.

### Musik

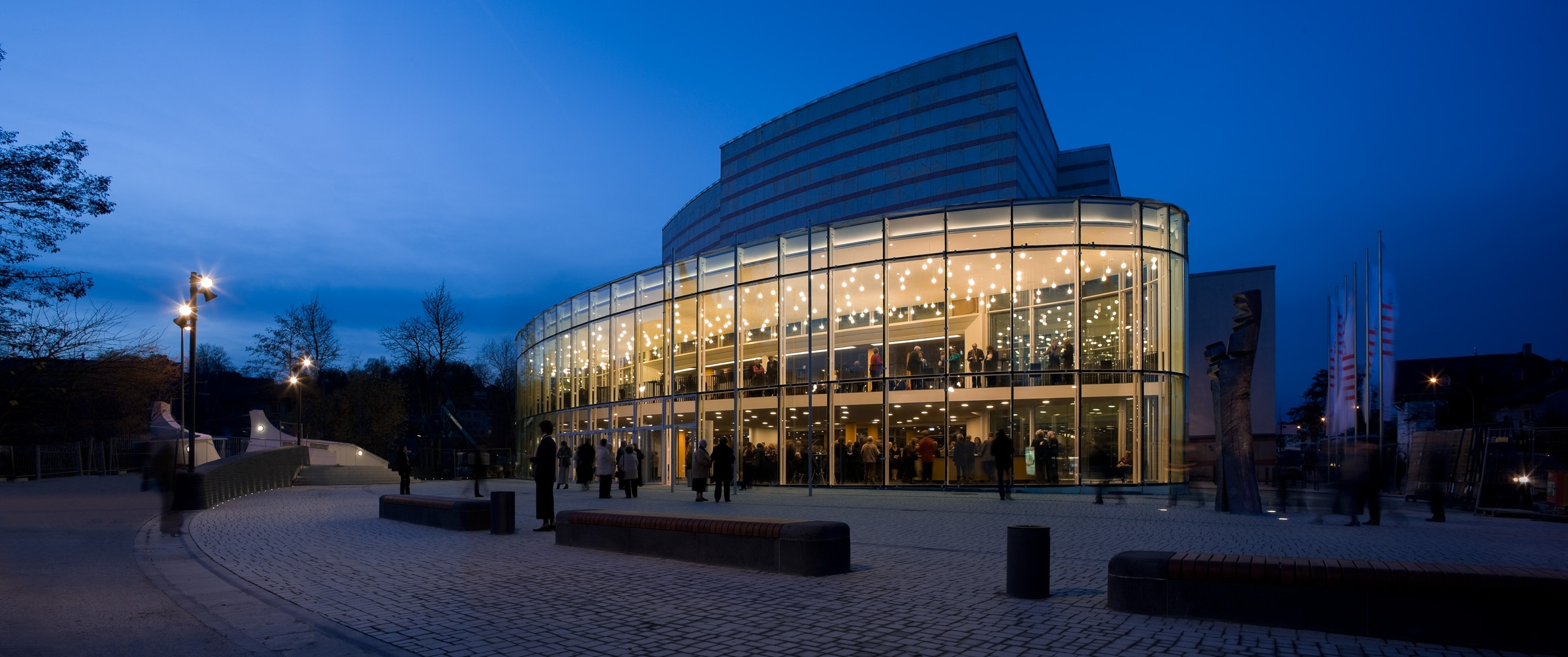
Konzert- und Kongresshalle der Bamberger Symphoniker

Die Konzert- und Kongresshalle ist ein wichtiges musikalisches Zentrum der Stadt und beheimatet insbesondere Bamberger Symphoniker. Diese wurden im Jahr 1946 als klassisches Orchester gegründet und gaben seitdem neben regelmäßigen Auftritten in Bamberg über 7.500 Konzerte in 63 Ländern. Seit 2016 ist Jakub Hrůša Chefdirigent der Symphoniker.
Das Kontaktfestival ist eine jährlich stattfindende, ehrenamtlich organisierte Veranstaltung, welche 2004 von Studierenden ins Leben gerufen wurde. Eine besondere Eigenschaft des Festivals ist die kulturelle Nutzung von Leerständen in der Stadt. Das Festival möchte „Gegengewicht bzw. eine Ergänzung zu der in Bamberg fest etablierten (Hoch-)Kultur anbieten und dabei (nicht-professionelle) Künstler*innen aus der Region fördern, gesellschaftliche Gestaltungspotentiale aufzeigen und fruchtbar machen.“
Das Blues- & Jazzfestival Bamberg ist ein jährlich stattfindendes Stadtfestival mit mehreren Konzertbühnen im Stadtgebiet verteilt. Seit seiner Gründung im Jahr 2007 wuchs die Anzahl der Besucher von 25.000 auf über 150.000 im Jahr 2022.
- Jugendspielmannszug St. Otto Bamberg e. V.
- Jazzclub Bamberg e. V.
- Internationales Künstlerhaus Villa Concordia

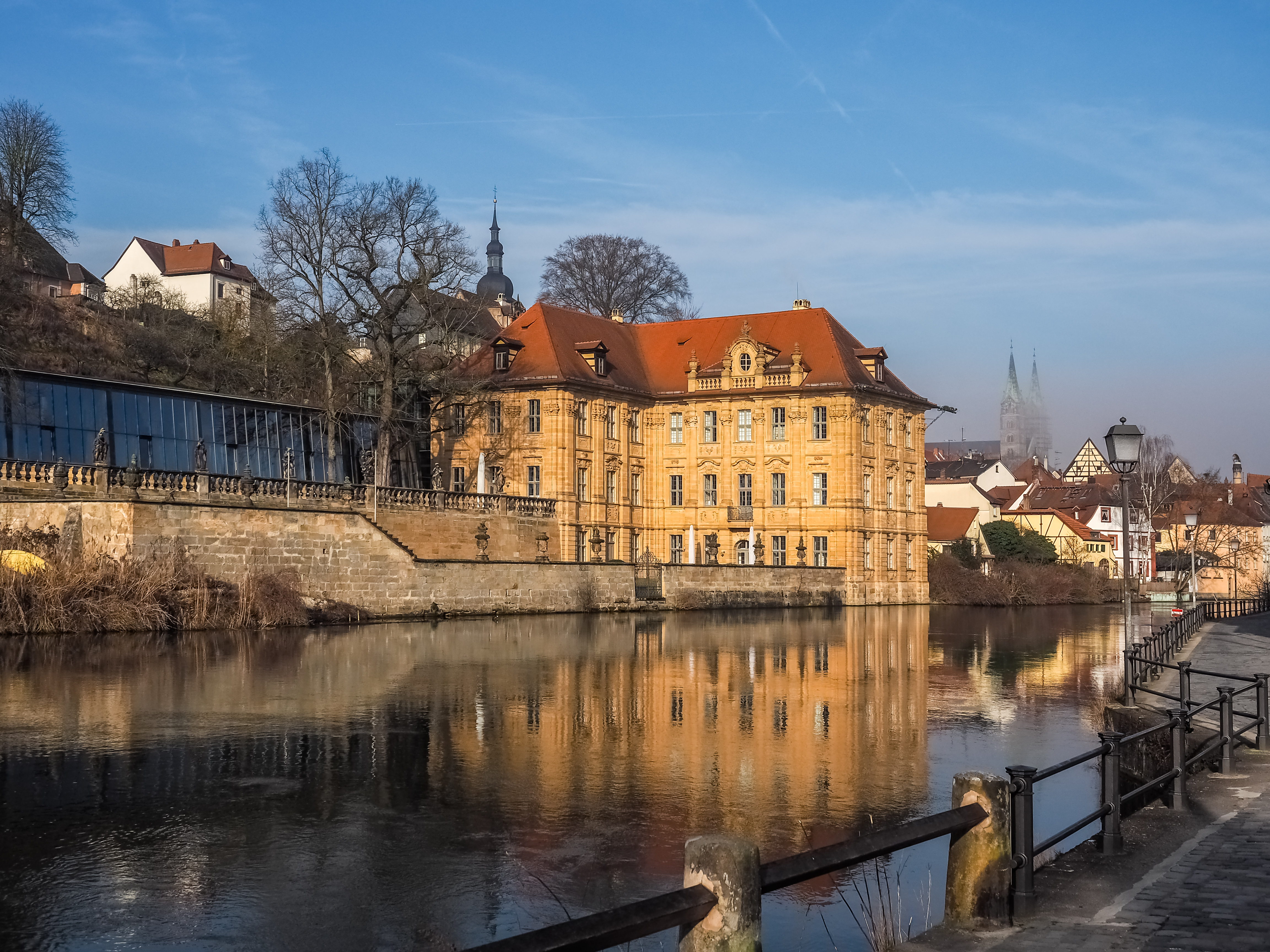
Künstlerhaus Villa Concordia

- Gartenstädter Orgelsommer
- Bamberger Klezmertage
- Stadtkapelle Bamberg
- Don Bosco Musikanten Bamberg

### Zeitgenössische Kunst
- Atelier Karlheinz Beer
- Kunstverein Bamberg e. V. (gegr. 1823)
- Kunstraum JETZT! e. V. (Ausstellungsort Kesselhaus)
- Galerie Kunst im Gang (seit 1994)
- Internationales Künstlerhaus Villa Concordia (1997)
- Moderne Kunst im öffentlichen Raum: der Skulpturenweg in der Innenstadt (u. a. mit der Liegenden von Fernando Botero)

### Medien

#### Printmedien
Insgesamt erscheinen in Bamberg bzw. haben in Bamberg das Verbreitungsgebiet 12 Zeitschriften und Zeitungen verschiedensten Formates und Gattungen: Wochenzeitungen, Tageszeitungen, Kirchenmagazine, Kulturzeitschriften und Studentenzeitungen, die entweder von privaten Verlagen oder von der Stadt und Landkreis Bamberg verlegt werden.
Der Fränkische Tag ist eine der größten Tageszeitungen Oberfrankens und hat seinen Sitz in Bamberg. Es handelt sich um die einzige am Ort. Der Schwerpunkt liegt auf lokaler Berichterstattung inklusive eines regionalen und überregionalen Sportteils sowie eines Feuilletons. Nachrichten aus Deutschland, Europa und der Welt werden durch die Nachrichtenagentur dpa und durch Korrespondenten im In- und Ausland geliefert. Der Fränkische Tag geht auf die fürstbischöfliche Hofdruckerei des Kronacher Druckers Georg Andreas Gertner zurück.
Das Wochenblatt Bamberg ist eine lokale Wochenzeitung, die sich ausschließlich auf die Berichterstattung aus Bamberg und der Region konzentriert. Berichtet wird über Politik, Wirtschaft, Sport und Bamberger Ereignisse. Gegründet wurde die Zeitung 1981 in Bamberg als Wochenblatt Bamberg und erhielt im Volksmund den Namen Wobla genannt, was dazu führte, dass die Zeitung ihren heutigen Namen erhielt.
2012 unter dem Namen Art. 5|III (Name mit Slogan: Art. 5|III – der Lieferant für Kunst und Kultur; auch geschrieben: Art.5/III) in Bamberg gegründet, erscheint seitdem die Zeitschrift zweimonatlich im Rheinischen Format in einer Auflage von 20 000 Exemplaren. Das Verbreitungsgebiet ist die Stadt und der Landkreis Bamberg, die Metropolregion Nürnberg, ganz Unterfranken und Thüringen. Der Schwerpunkt liegt sowohl auf dem lokalen nordbayerischen Raum als auch auf Berichten und Artikeln über das nationale Kunst- und Kulturgeschehen aus den Metropolen Berlin oder München. Neben der regelmäßigen Berichterstattung über die Bamberger Kurzfilmtage oder das Erlanger Poetenfest führte die Zeitschrift immer wieder Interviews mit prägenden Persönlichkeiten der internationalen Kulturszene: Zu nennen sind die Geigerin Anne-Sophie Mutter, der Chefdirigent der Prager Philharmoniker Jakub Hrůša, die Bratschistin und Trägerin des Frankfurter Musikpreises Tabea Zimmermann, die Schriftstellerin und P.E.N. Mitglied Tanja Kinkel sowie die zeitgenössischen Sänger Max Herre, Milow und Joris.
Das Sportecho ist eine, seit November 2014 zweimonatlich erscheinende kostenlose Sportzeitschrift. Das Verbreitungsgebiet ist Bamberg und Umkreis. Der thematische Schwerpunkt liegt auf der regionalen Sportwelt und Berichterstattung über die sportliche Jugend. Des Weiteren existiert eine Rubrik, die bedeutende Persönlichkeiten der Bamberger Sportszene näher beleuchtet.

#### Hörfunk
Die Vorläufer von Radio Bamberg (Radio Regnitzwelle und das Jugendradio Fun Boy Radio) nahmen am 10. Oktober 1987 auf der Bamberger UKW-Frequenz 88,5 MHz ihren Sendebetrieb auf. Da die beiden Sender für sich allein nicht genug Zuhörer anzogen, wurde am 1. Juli die Fusion beschlossen und kurze Zeit später umgesetzt. Das Programm war anfangs auf Hits der 1980er Jahre konzentriert. Inzwischen wurde das Musikspektrum auf die 1970er Jahre bis heute erweitert. Des Weiteren umfasst das Programm Weltnachrichten zur vollen Stunde, Regionalnachrichten zur halben Stunde, Verkehrsmeldungen, Service und Comedy. Verantwortet wird der Sender von der Mediengruppe Oberfranken.
Radio Galaxy ist in Bayern und Teilen Hessens empfangbar. Der Sitz liegt in Regensburg.
Das Programm richtet sich mit seinem „Young-CHR“-Format, d. h. Black Music, Hip-Hop, Dance Music, House Music und Popmusik vor allem an 14- bis 26-Jährige. Betrieben wird Radio Galaxy von der „Digitale Rundfunk Bayern GmbH & Co. KG“, programmbeauftragt ist die „Funkhaus Regensburg GmbH & Co. Studiobetriebs KG“.

#### Fernsehen
TV Oberfranken ist ein bayerischer Regionalsender mit Sitz in Hof/Saale der TV Oberfranken GmbH & Co. KG. Das Sendegebiet umfasst den gesamten Regierungsbezirk Oberfranken. Neben der Hauptsendeanstalt in Hof unterhält der Sender noch Regionalstudios in Bamberg, Bayreuth und Coburg.

### Sport

#### Basketball

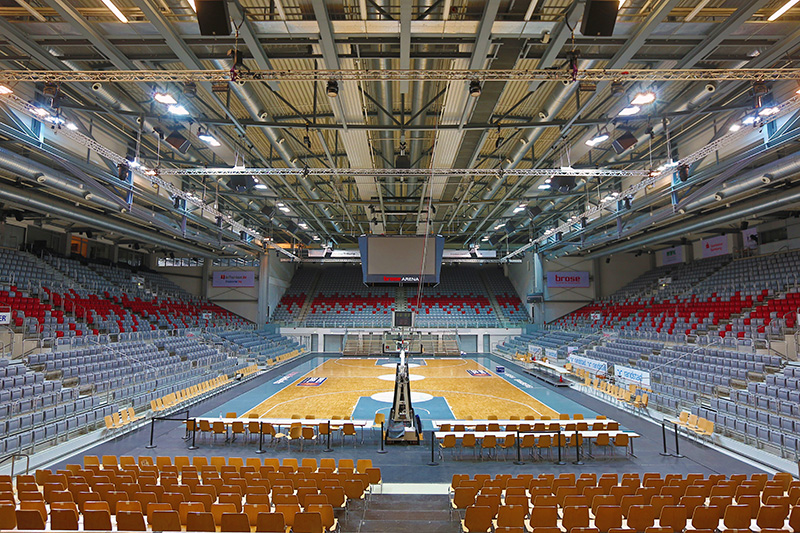
Brose Arena von der Südtribüne aus

Der Basketballverein Bamberg Baskets spielt seit über 40 Jahren in der ersten Basketball-Bundesliga der Männer. Die Austragungsstätte der Spiele ist die Brose Arena im Bamberger Osten. Den ersten landesweiten Erfolg feierte der Verein als TTL Bamberg den Pokalsieg im Jahr 1992. Im Jahr 2005 gewann der Verein seine erste Deutsche Meisterschaft, damals unter dem Namen GHP Bamberg. Nach dem Einstieg von Brose als Hauptsponsor, inklusive Umbenennung in Brose Baskets Bamberg, gewann das Team bereits 2007 die nächste Meisterschaft. In den 2010er Jahren avancierte Bamberg dann zur erfolgreichsten Basketballmannschaft Deutschlands, insbesondere zwischen 2010 und 2012 durch den dreimaligen Gewinn des Doubles aus Pokal und Meisterschaft. Insgesamt errang der Verein in diesem Jahrzehnt sieben Meisterschaften und fünf Pokalwettbewerbe. Aufgrund der fanatischen Anhänger des Vereins und der breiten Begeisterung innerhalb der relativ kleinen Stadt ist Bamberg bei den deutschen Basketball-Fans unter der Bezeichnung „Freak-City“ bekannt.

#### Fußball
Erfolgreichster Fußballverein ist (historisch gesehen) der FC Eintracht Bamberg, dessen Vorgängerverein 1. FC Eintracht Bamberg 2006 aus der Fusion des 1. FC 01 Bamberg und dem TSV Eintracht Bamberg entstand. Die erfolgreichste Zeit des Vorgängervereins 1. FC 01 Bamberg lag in den 1950er-Jahren. Nach zwei Jahren in der Bayernliga stieg der 1. FC Eintracht Bamberg 2008 in die Regionalliga Süd auf. 2010 musste der Verein Insolvenz anmelden und stieg erzwungenermaßen in die fünfte Liga ab. Der Spielbetrieb wurde anschließend durch den Nachfolger FC Eintracht Bamberg fortgeführt, der jedoch bereits 2016 erneut Insolvenz anmelden musste. Seit der Saison 2023/24 tritt man in der Regionalliga Bayern an. Heimspielstätte ist das Fuchs-Park-Stadion am östlichen Stadtrand.
Zwischen 1990 und 1993 errang auch der zweitälteste Fußballverein SC 08 Bamberg einige bemerkenswerte Erfolge (Bayernliga und Achtelfinale im DFB-Pokal 1991/92). Zudem vertritt die DJK Don Bosco Bamberg den Bamberger Fußballsport in der Landesliga Bayern Nordwest. Heimspielstätte ist die Rudi-Ziegler-Sportanlage am Rand des Stadtteils Wildensorg. Weiter Fußballvereine sind unter anderem der FC Wacker Bamberg, die DJK Teutonia Gaustadt und die TSG 05 Bamberg.

#### Weitere Ballsportarten
Die Herren-Volleyballmannschaft des VC Franken spielte in der Saison 2009/10 in der Deutschen Volleyball-Bundesliga der Herren und nahm am DVV-Pokal teil. Die Heimspiele fanden in der Stechert-Arena statt.
Die UW-Rugby-Mannschaft des TC Bamberg (Tauchclub) war 2004 Deutscher Vize-Meister, wurde von 2007 bis 2018 zwölfmal in Folge Deutscher Meister sowie 2008, 2011, 2013 und 2016 außerdem Vize-Champions-Cup-Sieger im Unterwasser-Rugby.

#### Sonstige Sportarten
Die 1. Männermannschaft der SKC 1947 Victoria Bamberg ist neunfacher deutscher Meister im Kegeln, sechsmal Pokalsieger des DKBC, dreimal Champions-League-Sieger, fünfmal Europapokalsieger und viermal Weltpokalsieger. Die 1. Frauenmannschaft der SKC Victoria ist neunmal deutscher Meister, fünfmal Pokalsieger des DKBC, einmal Europapokalsieger, fünfmal Champions-League-Sieger und viermal Weltpokalsieger.
Die Schachspieler vom SC 1868 Bamberg waren dreimal Deutscher Meister (1966, 1976, 1977) und einmal Deutscher Pokalsieger (1983/84). Heute spielt die erste Mannschaft in der drittklassigen Oberliga Bayern.
Der Bridgeclub „Bamberger Reiter“ gewann auch 2019 nach 1994, 1998, 2003, 2006–2010 und 2013–2016 die Team Bundesliga und ist nach dem Aufstieg von Bamberg3 in die 3. Bundesliga dann ab 2020 erstmals mit zwei Mannschaften auf Bundesebene vertreten. Weitere Erfolge: Deutscher Teammeister 2005, 2006 und 2008, Gewinner des Europäischen Championscup der Landesmeister 2006 (Sieg am 15. Oktober 2006 in Rom; 2007: 3. Platz; 2008: 4. Platz und 2009 2. Platz). 2008 stellte Bamberg mit Wilhelm Gromöller den Deutschen Meister der Senioren. Durch den 3. Platz bei den Europameisterschaften 2008, bei denen Bamberg die deutsche Nationalmannschaft stellte, war die Mannschaft als erste deutsche Herrenmannschaft überhaupt für die Weltmeisterschaften 2009 qualifiziert und belegte den 3. Platz im Transnations Cup. Sabine Auken (geb. Zenkel) ist 3× Weltmeisterin, 2× Vizeweltmeisterin und bei den Damen seit vielen Jahren unter den besten Spielerinnen der Welt. Auch 2017 spielte mit Sabine Auken wieder eine gebürtige Bambergerin mit um die Weltmeisterschaft. Der Bamberger Club ist damit der erfolgreichste deutsche Bridgeclub der letzten Jahre.
Der Aero-Club Bamberg fliegt auf dem Flugplatz Bamberg-Breitenau und seit 2012 in der Segelflug-Bundesliga. 2019 hat der vereinsangehörige Segelflugpilot Maximilian Dorsch mit der deutschen Mannschaft die Teamwertung der Segelflug-Weltmeisterschaft der Junioren im ungarischen Szeged gewonnen.
2021 hatte sich die Stadt als Host Town für die Gestaltung eines viertägigen Programms für eine internationale Delegation der Special Olympics World Summer Games 2023 in Berlin beworben. 2022 war die Stadt als Gastgeberin für Special Olympics Bahrain ausgewählt worden. Damit wurde sie Teil des größten kommunalen Inklusionsprojekts in der Geschichte der Bundesrepublik mit mehr als 200 Host Towns.

### Regelmäßige Veranstaltungen
- Januar: Bamberger Kurzfilmtage
- Februar: Bamberger Literaturfestival
- März: Bamberger Klezmer-Tage in den Haas-Sälen
- Mai: Weltkulturerbelauf (alle zwei Jahre seit 2003)
- Mai–Juni: Bamberger Pfingstcup (eines von Deutschlands größten Basketball-Turnieren)
- Mai–Juni: kontakt – Das Kulturfestival (viertägiges, kostenloses Kunst- und Kulturfestival des AStA Bamberg e. V.)
- Juni: Bamberger Weinfest am Maxplatz
- Juni: Hegel-Woche
- Juni: Tage Alter Musik (alle 2 Jahre. Veranstalter Musica Canterey Bamberg e. V.)
- Juni: Tage der Neuen Musik Bamberg (alle 2 Jahre. Veranstalter Neue Musik in Bamberg e. V.)
- Juni: Bamberger Biertage (2008 nach 20-jähriger Unterbrechung wieder eingeführt)
- Juni–Juli: Bamberger Sommernächte (Symphonische Musik im Kaiserdom und in der Konzert- und Kongresshalle)
- Ende Juni/Juli: Calderón-Festspiele (Freilichtaufführungen des E.T.A.-Hoffmann-Theaters), Alte Hofhaltung
- Juli: Altstadtfest der Otto-Friedrich-Universität am ersten Freitag im Juli
- Juli: Bamberg zaubert. am 3. Wochenende im Juli, Kleinkunstfestival in der Altstadt, am Samstag der Impro-Marathon
- Juli/August: Bamberger Antiquitätenwoche
- Juli–September: Rosengarten-Serenaden
- August: Sandkirchweih (fränkisch: Sandkerwa)
- August: Blues- & Jazzfestival
- 3. Oktober: Antikmarkt
- 1. Advent–6. Januar: Bamberger Krippenweg und Weihnachtsmarkt am Maxplatz mit in Reih und Glied[127] aufgestellten Buden
- Alle geraden Jahre: Verleihung des E.-T.-A.-Hoffmann-Preises (Literaturpreis)
- Alle zwei bis drei Jahre: Verleihung des Volker-Hinniger-Preises (Kunstpreis)

### Kulinarische Spezialitäten

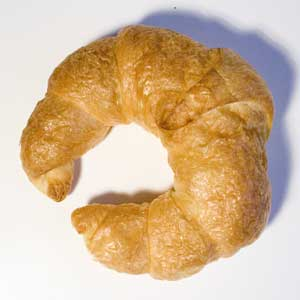
Bamberger Hörnla

Spezialitäten Bambergs sind die Bamberger Hörnla, womit sowohl ein Croissant-artiges Gebäck als auch eine Kartoffelsorte bezeichnet werden. Eine weitere Spezialität ist der Zwätschgabaamäs (übersetzt etwa „Zwetschgenbäumernes“), ein luftgetrockneter und geräucherter Rinderschinken. Die Herkunft des Namens kann nicht eindeutig geklärt werden. Eine Theorie besagt, dass die lange Räucherungszeit des Schinkens und das hierfür verwendete Hartholz, wie beispielsweise vom Zwetschgenbaum, die Namensgebung erklärt. Eine andere Erklärung bezieht sich auf das Aussehen des Schinkens, dunkle Hautschicht und rötliches Inneres, identisch zu den Farben des Stammes eines Zwetschgenbaums.
Des Weiteren ist die Stadt Bamberg auch für das fränkische Schäuferla (in der Gegend oft mit Wirsing angeboten) sowie für seine Biertradition und das Rauchbier bekannt.
In Bamberg wird seit dem frühen sechzehnten Jahrhundert Süßholz angebaut. Heutzutage ist Bamberg der einzige Ort im Norden Europas, an dem diese Pflanze noch kultiviert wird. Diese Tradition wird von der Bamberger Süßholzgesellschaft gepflegt, die die Bamberger Gärtner beim Anbau unterstützt.

## Öffentliche Einrichtungen

### Bildung und Forschung

#### Hochschulen
Die Otto-Friedrich-Universität Bamberg gehört mit mehr als 12.000 Studenten (Stand: 2020) zu den mittelgroßen Universitäten Bayerns. Die Gebäude der Universität sind über das gesamte Bamberger Stadtgebiet verteilt. Ein großer Teil liegt im Kern der Bamberger Altstadt. Sprach- und Literaturwissenschaften nehmen zum Teil Gebäude ein, die vorher zum Kaiser-Heinrich-Gymnasium gehörten. In den Altstadtstandorten befinden sich neben der Verwaltung die beiden Fakultäten der Geistes- und Kulturwissenschaften (GuK) und der Humanwissenschaften (Huwi). In der Feldkirchenstraße befinden sich das Rechenzentrum und die Sozial- und Wirtschaftswissenschaftliche Fakultät (SoWi). Dort befand sich auch die Fakultät für Wirtschaftsinformatik und Angewandte Informatik (WIAI), bis sie im Sommer 2012 in die neuen Gebäude auf der ERBA-Insel umzog. Die umfangreiche Universitätsbibliothek besitzt eine Zentralbibliothek, fünf Teilbibliotheken und die Zweigstelle ERBA-Bibliothek. Die Otto-Friedrich-Universität ist Mitglied des Netzwerkes Mittelgroßer Universitäten und wurde als Familiengerechte Hochschule und als Partnerhochschule des Spitzensportes ausgezeichnet. Sie gehört zu den führenden Universitäten für Sozial- und Wirtschaftswissenschaften sowie Psychologie in Bayern. 

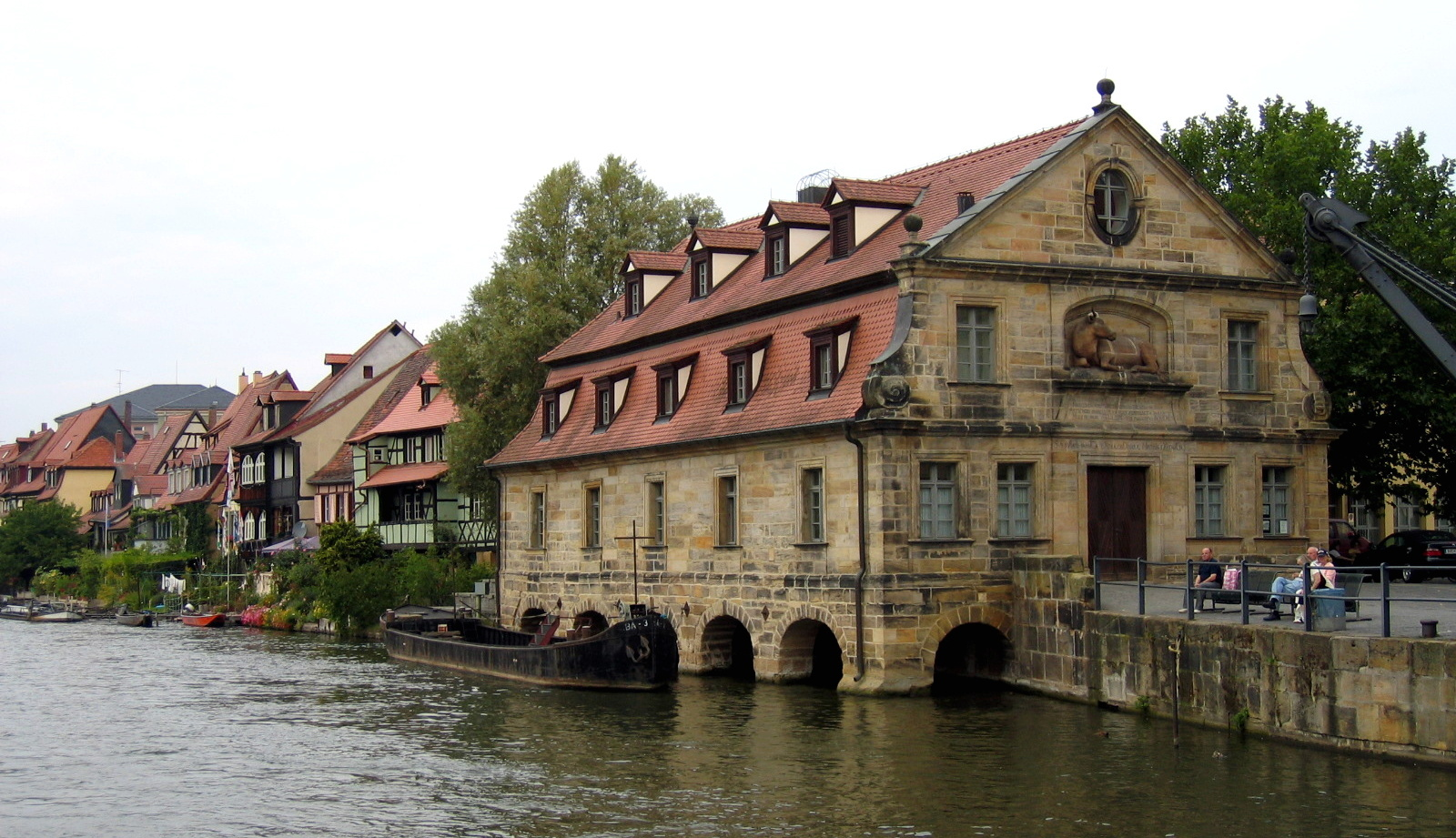
Institut für Geografie der Otto-Friedrich-Universität im ehemaligen Schlachthaus von 1742

Im Jahr 2009 wurde aufgrund von Sparmaßnahmen der Bayerischen Staatsregierung der Fachbereich Soziale Arbeit aufgelöst und in die Hochschule Coburg integriert. Die Gründungsfakultät Katholische Theologie wurde ebenfalls stillgelegt und zum Institut für Katholische Theologie innerhalb der Fakultät für Geistes- und Kulturwissenschaften umgewandelt.
Die private Fachhochschule des Mittelstands (FHM) mit Verwaltungssitz in Bielefeld unterhält seit der Übernahme des Lehrbetriebs zum 1. September 2013 von der Hochschule für angewandte Wissenschaften Bamberg einen Standort in Bamberg. Mit ihrem Angebot ist die Fachhochschule die einzige Hochschule in Bayern, die die beiden therapeutischen Berufe der Physiotherapie und Logopädie im Rahmen eines grundständigen Studiums anbietet.

#### Berufsschulen und Erwachsenenbildung

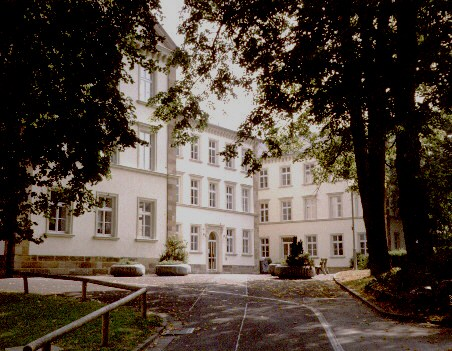
Straße zum E.T.A. Hoffmann Gymnasium

Neben den Hochschulen gibt es in Bamberg mehrere Bildungseinrichtungen zur Berufsausbildung und beruflichen Weiterbildung. Dazu gehören unter anderem fünf Berufsschulen, die Volkshochschule Bamberg, das Bildungszentrum der Industrie- und Handelskammer, das Berufliche Fortbildungszentren der Bayerischen Wirtschaft (bfz), das Erzbischöfliches Abendgymnasium für Berufstätige, der Förderverein Katholische Erwachsenenbildung in der Stadt Bamberg e. V. (KEB) sowie neun berufliche Weiterbildungs- und Qualifizierungsstellen,

#### Gymnasien
- Clavius-Gymnasium, das nach der Anzahl der Schüler größte Gymnasium der Stadt Bamberg mit naturwissenschaftlich-technologischer Ausrichtung.
- Dientzenhofer-Gymnasium, Gymnasium im Nordosten der Stadt mit speziellem Fokus auf Sport
- Eichendorff-Gymnasium, ein sowohl sozial- als auch naturwissenschaftliches Gymnasium benannt nach dem Dichter Joseph von Eichendorff. Bis 2022 ein reines Mädchengymnasium.
- E.T.A. Hoffmann-Gymnasium, benannt nach dem bekannten Schriftsteller E.T.A. Hoffmann ist die zentrale Ausrichtung des Gymnasiums eine musisch-künstlerische. Alle Schüler müssen mindestens ein Musikinstrument beherrschen.
- Franz-Ludwig-Gymnasium, sprachliches und humanistisches Gymnasium
- Kaiser-Heinrich-Gymnasium, sprachliches und humanistisches Gymnasium
- Maria-Ward-Gymnasium, bis 2001 ein Gymnasium unter kirchlicher Aufsicht mit dem Namen Englische Fräulein und bis heute ein reines Mädchengymnasium.
- Theresianum

#### Weitere Schulen
Zwei Realschulen (darunter eine reine Mädchenschule), eine Wirtschaftsschule, Volks- und Förderschulen, fünf berufliche Schulen, zehn Privatschulen, die Städtische Musikschule, von-Lerchenfeld-Schule/Privates Förderzentrum, Förderschwerpunkt Hören mit Internat. Bamberg hat zudem zwölf Grundschulen, wie beispielsweise die Grundschule Gaustadt, Kaulberg oder Hain sowie eine privat geführte Montessori Grund- und Mittelschule.

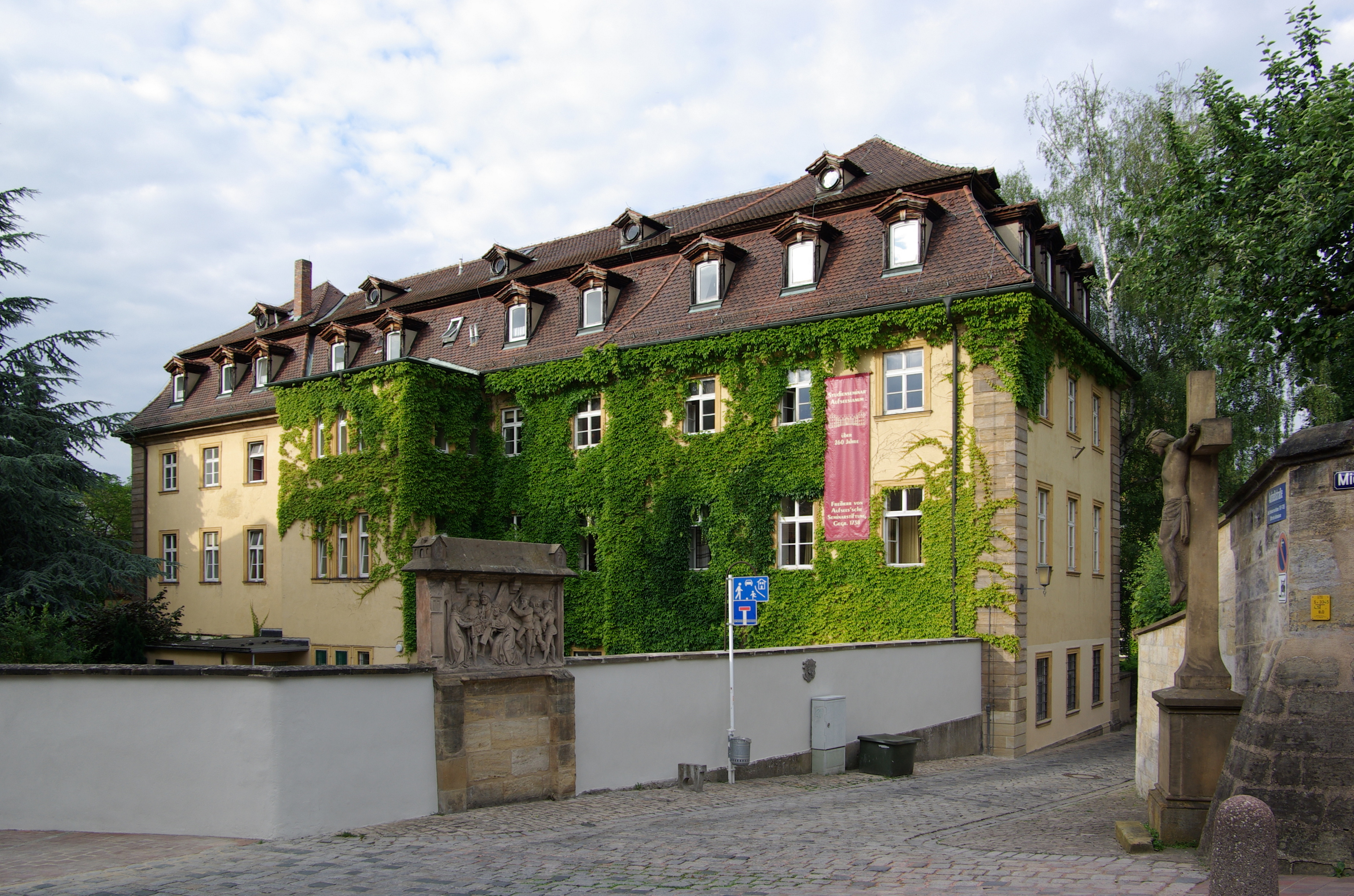
Blick auf das Aufseesianum

#### Internate
Das Aufseesianum wurde 1738 von Domkapitular Jodocus Bernhard Freiherr von Aufseß gestiftet. Hier wurde 1973 der Roman Das fliegende Klassenzimmer von Erich Kästner verfilmt.
Das Maria-Ward-Internat in Trägerschaft der Englischen Fräulein (ab 1717) wurde 2011 geschlossen.
Zwei weitere kirchliche Internate wurden Ende des 20. Jahrhunderts geschlossen: das Ottonianum (1866–1999, in diözesaner Trägerschaft) und das Marianum (1918–1988, in Trägerschaft der Karmeliten).

#### Archive und Bibliotheken
- Staatsbibliothek Bamberg, Domplatz 8
- Staatsarchiv Bamberg, Hainstraße 37
- Stadtbücherei Bamberg, Obere Königstraße 4a
- Das Stadtarchiv Bamberg, Untere Sandstraße 30 A, hat Unterlagen zu Bambergs Geschichte und Verwaltung ab dem 13. Jahrhundert. Unterlagen sind in einem kleinen Lesesaal einsehbar.[133]
- Universitätsbibliothek der Otto-Friedrich-Universität Bamberg[134]

### Gesundheit

#### Krankenhäuser und Rettungsdienst

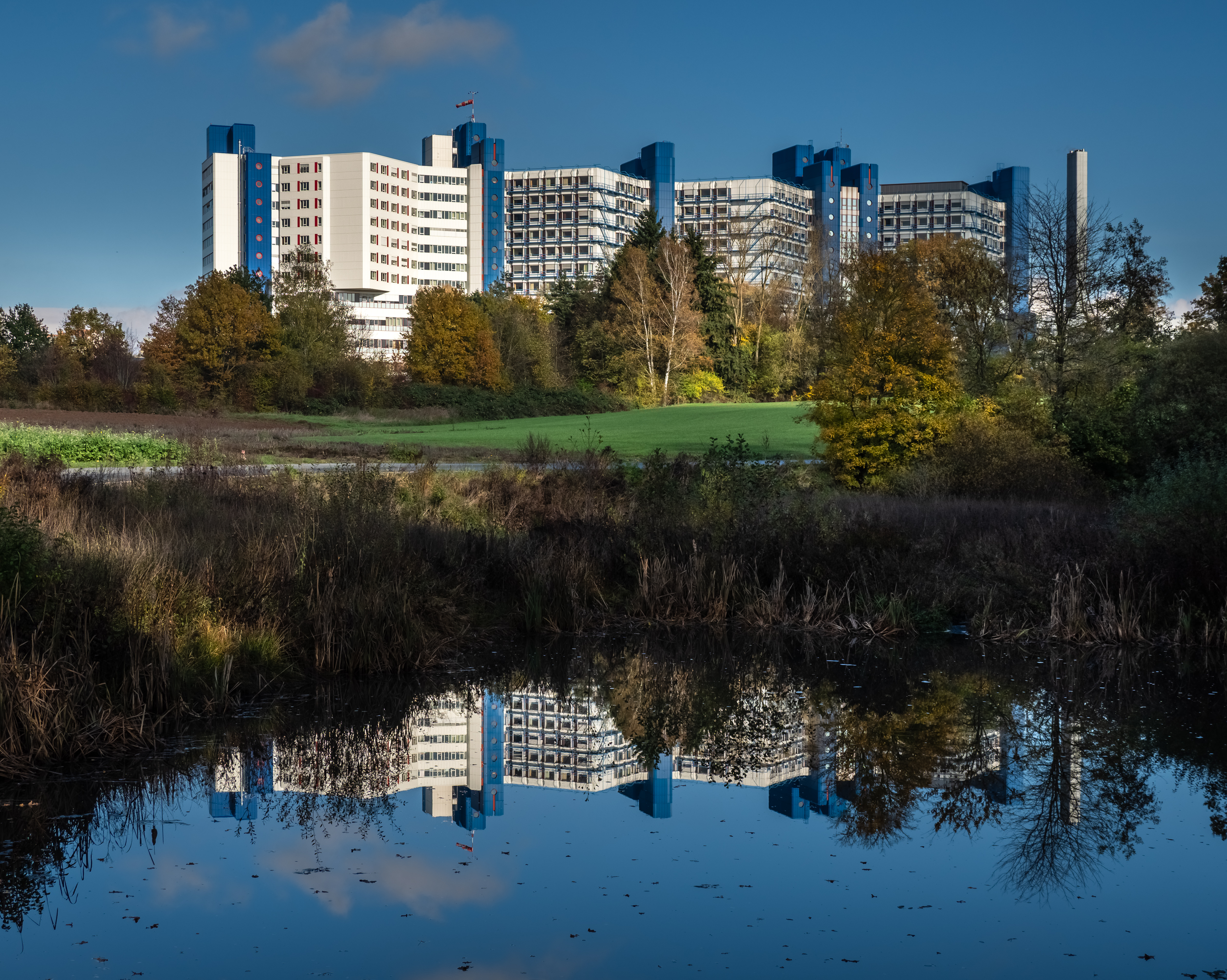
Klinikum am Bruderwald

Die Sozialstiftung Bamberg entstand 2004 aus den bis dahin städtischen Stiftungen im Gesundheits- und Sozialwesens und betreibt das Klinikum Bamberg an drei Standorten, am Bruderwald, Michelsberg und Heinrichsdamm. Der Rettungsdienst in Bamberg wird durch zwei Rettungswachen (eine vom BRK und eine vom Malteser Hilfsdienst) sichergestellt. Des Weiteren gibt es mehrere Notarztstandorte.

#### Senioren- und Pflegeeinrichtungen
In der Stadt gibt es 16 Senioren- und Pflegeeinrichtungen, die von der Stadt Bamberg selbst oder von verschiedenen Sozialträgern, wie z. B. Caritas, Diakonie oder Sozialstiftung Bamberg betrieben werden.

### Gefahrenabwehr und Katastrophenschutz
Bamberg verfügt über einen Stadtfeuerwehrverband. Die Freiwillige Feuerwehr Bamberg besteht aus 11 Abteilungen. Diese sind eine Ständige Wache, der ABC-Zug (Löschgruppe 51) und neun weitere Löschgruppen. Eine weitere Sondereinheit des ehemaligen Katastrophenschutzes war der Technische Zug/Ölwehr (Löschgruppe 21), der allerdings zum 31. Dezember 2013 aufgelöst und in die Löschgruppe 3 eingegliedert wurde. Darüber hinaus existiert eine Unterstützungsgruppe Örtliche Einsatzleitung (UG ÖEL) Bamberg-Stadt.
Darüber hinaus existiert in Bamberg noch ein Ortsverband des Technischen Hilfswerks (THW). Dieser Ortsverband besteht aus dem Stab, einem Technischen Zug mit einer Fachgruppe Räumen, einer Fachgruppe Wassergefahren und einer Fachgruppe Wasserschaden/Pumpen sowie weiteren intern beschafften Gerätschaften. Es existiert zudem eine Jugendgruppe. Zudem ist in Breitengüßbach bei Bamberg die Geschäftsstelle für den THW-Geschäftsführerbereich Bamberg ansässig.
Für den zivilen Katastrophenschutz sind mehrere Einheiten der Hilfsorganisationen BRK, Malteser und JUH aktiv. Der Kreisverband Bamberg des Bayerischen Roten Kreuzes stellt zwei SEG Behandlung, eine SEG Betreuung sowie Facheinheiten UG SanEL, Technik und Sicherheit. Weiterhin wird die Sanitätseinsatzleitung (SanEL) durch organisatorische Leiter und Leitende Notärzte gestellt.

### Polizei
In Bamberg liegt das bundesweit größte Aus- und Weiterbildungszentrum der Bundespolizei (BPOLAFZ), an dem jährlich über 2000 angehende Polizisten mithilfe von über 900 Mitarbeitern geschult werden. Das Zentrum wurde 2016 auf dem Gelände des ehemaligen US-Militärstützpunktes eingerichtet.
Das Präsidium der Bayerischen Bereitschaftspolizei wurde im Mai 1998 von München in die Lagardekaserne in der Pödeldorfer Straße verlegt.

### Justiz

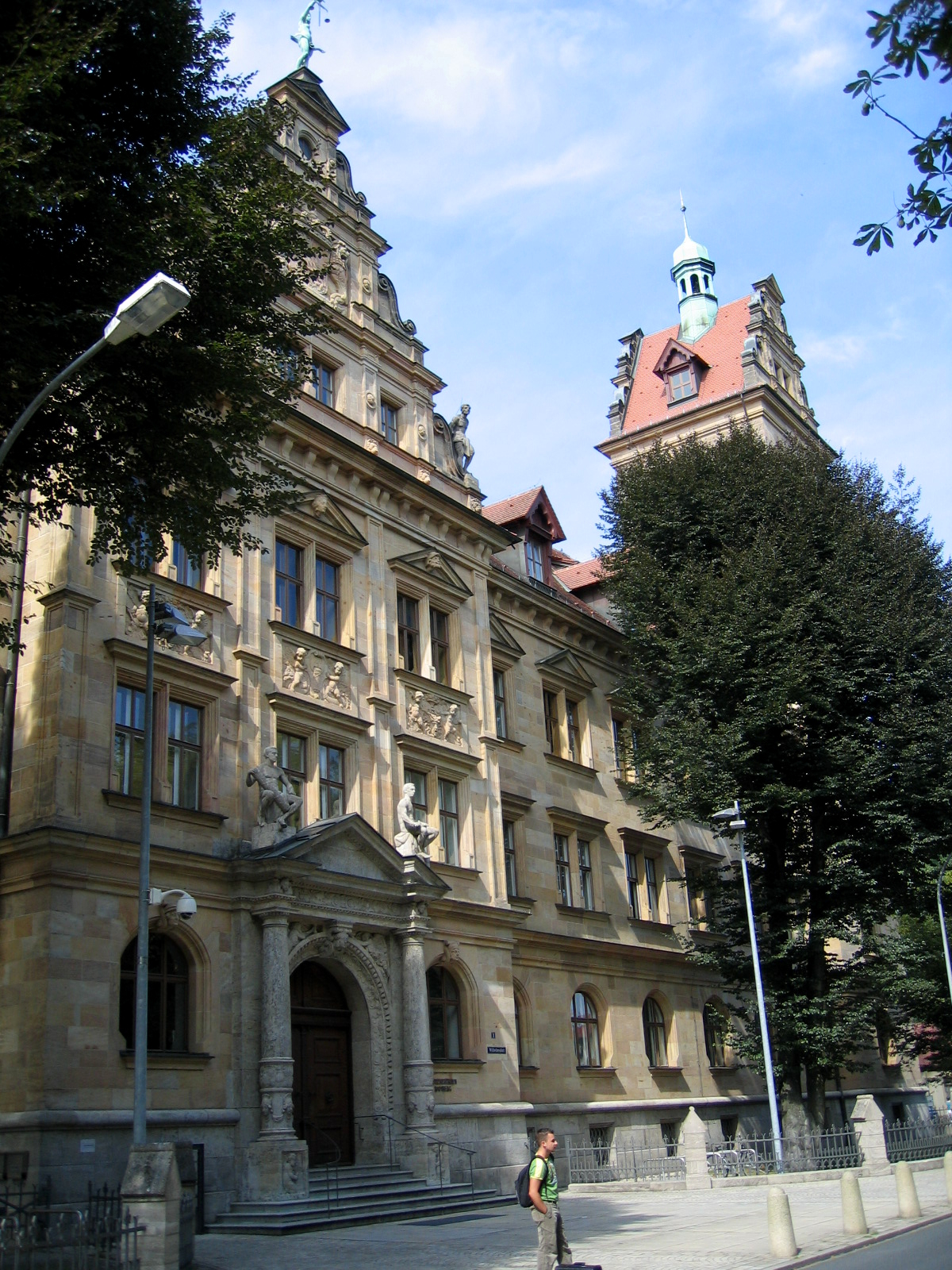
Eingang zum Justizgebäude in Bamberg

Als Sitz eines Oberlandesgerichts, eines Landgerichts, eines Amtsgerichts, eines Arbeitsgerichts und einer Justizvollzugsanstalt ist Bamberg ein überregional bedeutsamer Gerichtsstandort.
Das Oberlandesgericht Bamberg ist zusammen mit dem Landgericht im Justizgebäude am Wilhelmplatz untergebracht. Seine Gerichtsbarkeit umfasst die Regierungsbezirke Ober- und Unterfranken. Es sind insgesamt 13 Senate, 12 für Zivilrechtsverfahren (davon 2 Familiensenate) sowie 1 Straf- und Bußgeldsenat am OLG Bamberg angesiedelt.
Die Bamberger Justizvollzugsanstalt befindet sich am linken Regnitzarm, direkt gegenüber von Klein-Venedig. Aufgrund der Lage neben der gleichnamigen Gasse „Sandbad“ wird die Einrichtung im Volksmund Café Sandbad genannt. Aktuell soll die JVA nach Willen des Stadtrats nach Burgebrach verlegt werden, um die Räumlichkeiten der Bamberger Universität zu übertragen. Die Anstalt dient einerseits als Untersuchungshaft, andererseits auch dem Regelvollzug von bis zu zwei Jahren Haft. Die aktuelle Kapazität liegt bei 207 Haftplätzen – 158 für Männer, 49 für Frauen.

### Landes- und Bundesbehörden
In Bamberg befinden sich behördliche Zweigstellen verschiedener Landes- und Bundesämter. Dazu gehört das Bundesamt für Migration und Flüchtlinge im sogenannten Ankerzentrum im Bamberger Osten.
Ansässige Landesämter der Bayerischen Staatsregierung sind:
- Amt für Ernährung, Landwirtschaft und Forsten,
- Amt für Digitalisierung, Breitband und Vermessung,
- Amt für Denkmalpflege,
- Staatliches Bauamt (StBA), im ehemaligen Dominikanerkloster.

### Schwimmbäder
1953 wurde das Stadionbad eröffnet, das im September 2001 renoviert wurde. Es trägt heute (2020) den Namen Bambados Freibad und es grenzt an das 2011 eröffnete Bambados Freizeit- und Sportbad mit Wellness- und Saunalandschaft.
Das Hainbad bietet seit 1972 die Möglichkeit im linken Regnitzarm zu schwimmen, dazu gehört eine Holzliegefläche.
Durch die Eingemeindung von Gaustadt nach Bamberg im Jahre 1972 kam das 1956 eingeweihte Freibad Gaustadt in der Badstraße 17 hinzu.

### Friedhöfe
- Auf dem 1817 bis 1822 zum Hauptfriedhof erweiterten Städtischen Friedhof in der Hallstadter Straße befindet sich das Grab mit dem Denkmal für den Widerstandskämpfer der Katholischen Aktion Hans Wölfel, der 1944 in Görden ermordet wurde. In der Nähe des Ehrenfriedhofs für getötete Wehrmachtssoldaten befindet sich eine Grabanlage für 52 ausländische Zwangsarbeiter, die im Zweiten Weltkrieg nach Deutschland verschleppt wurden und bei Zwangsarbeit zugrunde gingen. Ein Gedenkstein bezeichnet sie lediglich als Kriegstote, nicht als Opfer der NS-Gewaltherrschaft.[144]
- Portikus von 1822 in der ersten Abteilung des Hauptfriedhofes. Im Portikus befinden sich u. a. die Grablegen der Familien von Michel-Raulino und Messerschmitt.
- In der zweiten Abteilung des Hauptfriedhofes befindet sich die Grablege der Familie Boveri.
- Neben dem Hauptfriedhof liegt auch der 1851 eröffnete Friedhof der Israelitischen Kultusgemeinde Bamberg mit einem 1885 bis 1890 erbauten Taharahaus. Auf dem Areal erinnert ein Gedenkstein an die jüdischen Opfer der Verfolgung in der Zeit des Nationalsozialismus und ihre Vernichtung in der Shoa. „Erneute barbarische Schändung des jüdischen Friedhofs in Bamberg“ – diesen Titel trägt ein Bild im Juni 1965.[145] Weiter erfährt der Leser: „Bereits Anfang Juni 1965 war es in Bamberg vor der Enthüllung eines Gedenksteins für die 1938 von den Nazis niedergebrannte Synagoge zu antisemitischen Ausschreitung gekommen, die auf ein organisiertes Vorgehen schließen lassen.“
- Weitere Friedhöfe befinden sich in den Stadtteilen Bug, Gaustadt und Wildensorg.

## Wirtschaft

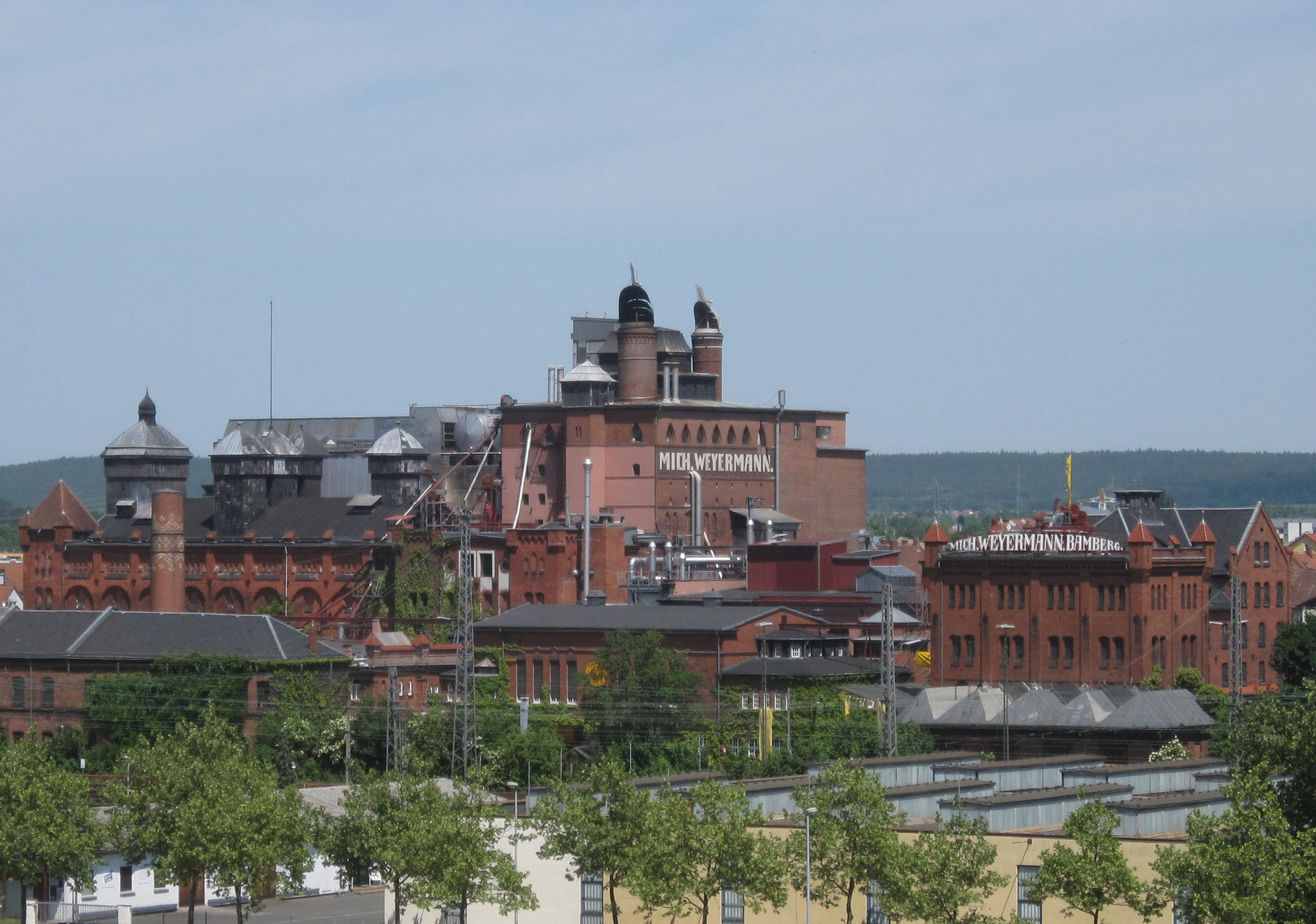
Blick auf das historische Fabrikgebäude der Mälzerei Weyermann

Bamberg gilt als wichtiges Wirtschaftszentrum und gehört im Vergleich zu den anderen 95 Landkreisen und kreisfreien Städten zu den 15 wirtschaftsstärksten Regionen in Bayern. Zentrale Standorte von Industrie, verarbeitendem Gewerbe und Handel sind im Norden und Osten der Stadt zu finden. Im Norden rund um den Bamberger Hafen befindet sich ein großes Gewerbegebiet, das teilweise ins Hallstadter Stadtgebiet übergeht. Im Osten betreibt Bosch sein größtes Werk in Deutschland und ist gleichzeitig wichtigster Arbeitgeber der Stadt.
Relevante Wirtschaftszweige in Bamberg sind die Kfz-Zulieferindustrie, die Elektrotechnik und das Ernährungsgewerbe. Der traditionelle Wirtschaftszweig der Gemüsegärtner mit großen innerstädtischen Anbauflächen, welche die Stadt seit ihren Anfängen prägten, ist nach wie vor vorhanden. Aufgrund seines UNESCO-Welterbestatus und der jährlich über 800.000 Übernachtungsgäste allein im Stadtgebiet spielen Tourismus, Hotellerie und Gastronomie für die Wirtschaft der Stadt ebenfalls eine zentrale Rolle.

### Wirtschaftliche Kennzahlen
In den 2010er Jahren stieg das Bamberger Bruttoinlandsprodukt um insgesamt 17,7 %. Die Stadt Bamberg erwirtschaftete im Jahr 2021 5,1 Milliarden Euro (66.543 € pro Kopf).
| 2010   | 2011   | 2012   | 2013   | 2014   | 2015   | 2016   | 2017   | 2018   | 2019   | 2020   | 2021   |
| ------ | ------ | ------ | ------ | ------ | ------ | ------ | ------ | ------ | ------ | ------ | ------ |
| 52.403 | 54.083 | 53.694 | 56.029 | 56.320 | 58.070 | 60.349 | 62.917 | 64.083 | 64.040 | 63.650 | 66.543 |

Im Zukunftsatlas 2016 belegte Bamberg Platz 32 von 402 Landkreisen, Kommunalverbänden und kreisfreien Städten in Deutschland und zählt damit zu den Orten mit „sehr hohen Zukunftschancen“.
Die Zahl der Gewerbeanmeldungen im Stadtgebiet hält sich auf einem hohen Niveau. Im Jahr 2023 lag die Zahl der Gewerbeanmeldungen bei 682. Im Jahr zuvor waren es 655 Anmeldungen. 2021 wurde 702 neue Unternehmen bei der Stadt Bamberg angemeldet. Die Gesamtanzahl der Betriebe beläuft sich für 2023 auf 2.624 Unternehmen. 87 dieser Betriebe beschäftigen mehr als 100 Personen. Davon sind fast die Hälfte (969) der Unternehmen Handwerksbetriebe.

### Arbeitsmarkt und Beschäftigungszahlen
Mit steigenden Bevölkerungszahlen im Stadtgebiet wuchs auch die Anzahl der Arbeitnehmer über die letzten Jahre kontinuierlich an: Zwischen 2005 und 2022 ist die Zahl der Beschäftigten um knapp 20 % gestiegen.
|                                            | 2015   | 2016   | 2017   | 2018   | 2019   | 2020   | 2021   | 2022   |
| ------------------------------------------ | ------ | ------ | ------ | ------ | ------ | ------ | ------ | ------ |
| Sozialversicherungspflichtige Arbeitnehmer | 52.259 | 53.181 | 54.078 | 54.695 | 54.478 | 57.435 | 55.414 | 56.491 |
| Zahl der Arbeitslosen                      | 1.894  | 1.839  | 1.765  | 1.628  | 1.579  | 1.922  | 1.931  | 1.814  |

In der Stadt gibt es 2022 ca. 56.500 erwerbstätige Personen. Die Arbeitslosenquote lag im Dezember 2022 bei 4,3 % und damit über dem bayerischen Durchschnitt von 3,1 %. Im benachbarten Landkreis Bamberg betrug die Arbeitslosenquote 2,3 %.

Die wichtigsten gewerblichen Arbeitgeber in der Stadt mit jeweils mehr als 400 Beschäftigten sind:

Bosch betreibt in Bamberg sein größtes Werk in Deutschland

- Bosch: Das Boschwerk hatte im Jahr 2022 6300 Mitarbeiter.[151]
- Sozialstiftung Bamberg, über 5000 Mitarbeiter.[152]
- Wieland Electric, 1700 Mitarbeiter (weltweit).[153]
- Sparkasse Bamberg, rund 750 Mitarbeiter.[154]
- Mediengruppe Oberfranken (u. a. Fränkischer Tag), über 700 Mitarbeiter.[155]
- Bäckerei Fuchs
- Backfabrik Gramss[156]
- Brose Fahrzeugteile

### Industrie und produzierendes Gewerbe
Wichtige Branchen des produzierenden Gewerbes in Bamberg sind Antriebstechnologien und Elektrotechnik. Seit 1939 betreibt Bosch eine Fertigung mit über 6000 Mitarbeitern in Bamberg. Produziert werden Energie-, Mobilitäts-, und Antriebssysteme, insbesondere Zündkerzen für die Automobilherstellung. Aufgrund der Abhängigkeit vom Verbrennungsmotor kündigte das Unternehmen 2019 den Umstieg auf Brennstoffzellen an. Trotzdem sollen ab 2026 rund 1000 Arbeitsplätze auf andere Standorte verlegt werden. Der Coburger Automobilzulieferer Brose hat seit 2016 am Berliner Ring ein Verwaltungsgebäude mit 600 Mitarbeitern. Zusammen mit dem Werk in Hallstadt ist die Region mit mehr als 2000 Mitarbeitern der zweitgrößte Standort des Unternehmens.

Ein weiteres wichtiges Unternehmen ist Wieland Electric im Bereich der Elektrotechnik. Das Unternehmen wurde 1910 in Bamberg gegründet und gilt als Pioneer der elektrischen Verbindungstechnik und bis heute als Weltmarktführer für steckbare Installationstechnik im Gebäudesektor. 

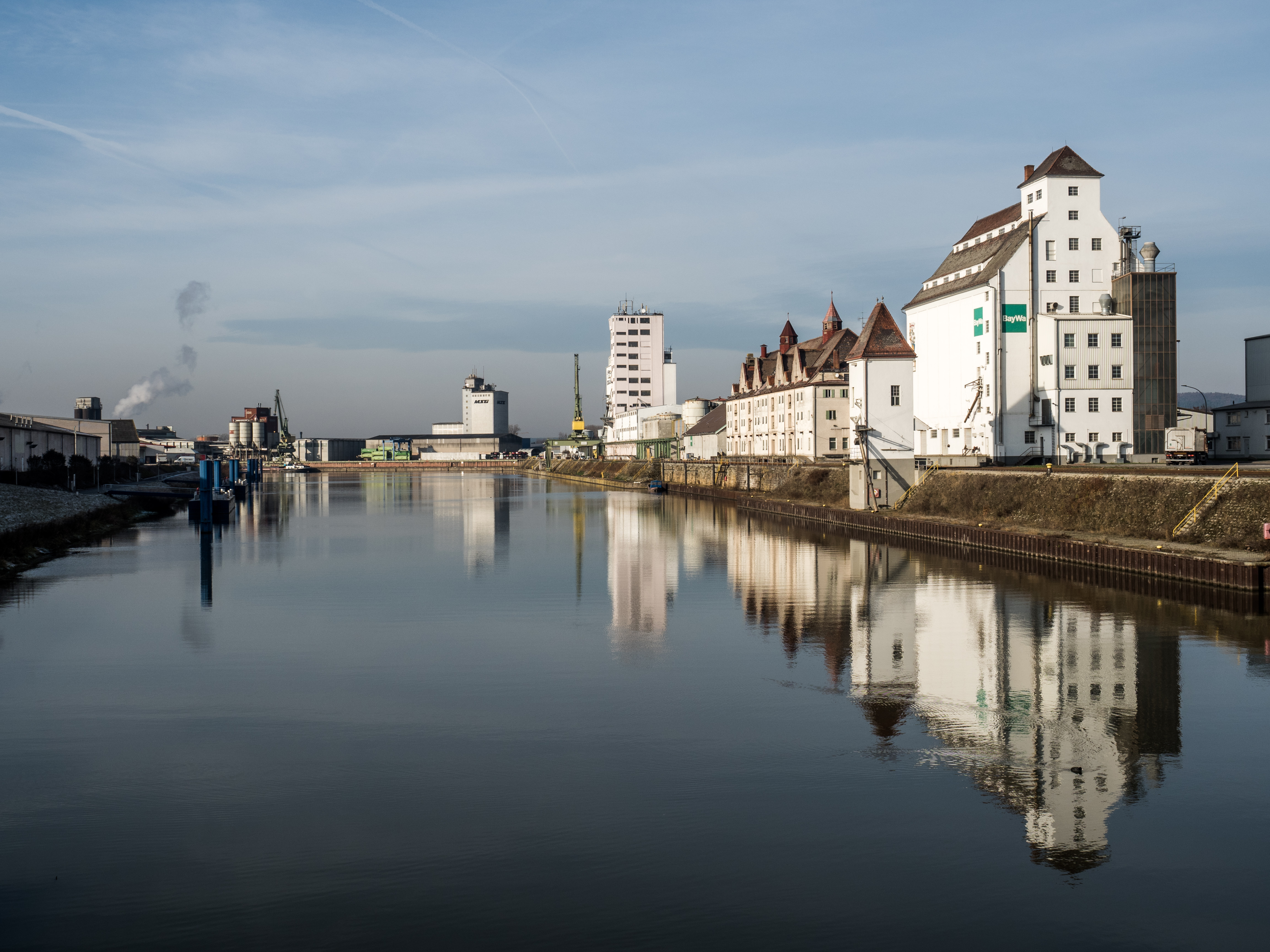
Bayernhafen Bamberg

In der Nähe des Bamberger Hafens produziert Rudolf Zimmermann Bamberg (RZB), mit weltweit über 800 Mitarbeitern, Leuchten und Lichtsysteme. Auf den 100 Hektar Fläche des Hafens befinden sich über 70 Unternehmen. Im Jahr 2023 wurden über 416.000 Tonnen Güter im Hafen verladen, insbesondere Lebensmittel und Schüttgüter. Darüber hinaus legten über 700 Flusskreuzfahrtschiffe an. In direkter Umgebung befinden sich zudem das Bamberger Asphaltmischwerk und ein Betonwerk von Schwenk.
Darüber hinaus existieren in Bamberg zahlreiche klein- und mittelständische Unternehmen anderer Branchen. Eine Besonderheit hierbei ist die seit Jahrhunderten gepflegte Tradition des Instrumentenbaus. Insbesondere zu nennen ist der Orgelbau, der zurzeit vom Meisterbetrieb Thomas Eichfelder fortgesetzt wird, aber auch der Bau von Geigen, Klarinetten und anderen Holzblasinstrumenten.

### Tourismus und Einzelhandel
Die Bamberger Innenstadt ist, auch aufgrund des Tourismus, durch einen vielfältigen Einzelhandel geprägt. Dieser setzte im Jahr 2023 682 Millionen Euro um. Im Einkaufmeilen-Ranking des Immobilienunternehmens Jones Lang LaSalle (JLL) erreichte Bamberg 2018 bundesweit den 1. Platz bei Städten unter 100.000 Einwohnern. Mit durchschnittlich 5.155 Besuchern pro Stunde lag der Grüne Markt damit deutschlandweit auf Rang 52 der beliebtesten Einkaufsstraßen. Im Jahr 2023 zählte der Grüne Markt fast 8,5 Millionen Passanten, ein Anstieg von 130.000 Besuchern gegenüber dem Vorjahr.
Bamberg verzeichnete im Jahr 2023 807.294 Übernachtungen, ein Zuwachs von 11 % gegenüber dem Jahr 2022. 85 % der Übernachtungsgäste stammen aus Deutschland, 15 % aus dem Ausland. Der Anteil Reisender aus dem Ausland stieg 2023 mit 22 % besonders stark an. Die wichtigsten touristischen Herkunftsländer sind USA, Niederlande, Polen und Österreich. Rund 330 Mio. Euro Bruttoumsatz generiert der Tourismus jährlich in Bamberg – im Gastgewerbe, im Einzelhandel und im Bereich der Dienstleistungen. Daraus resultiert ein Einkommensertrag von 153 Mio. Euro.

### Energieerzeugung und Verteilnetze
Eine von der Stadt Bamberg in Auftrag gegebenen Studie zur Endenergie- und Treibhausgasbilanz zeigt, dass die Treibhausgasemissionen im Jahr 2020 im Vergleich zu 1990 von 925.000 auf 619.000 Tonnen CO2-Äquivalente gesunken ist (Rückgang um 33 %). Das entsprechende CO2-Budget zur Erreichung des 1,5 Grad Ziels liegt bei 5.553.600 Tonnen (Stand: 2022) und reicht bei einem jährlichen Verbrauch von 557 Tonnen noch bis 2031.

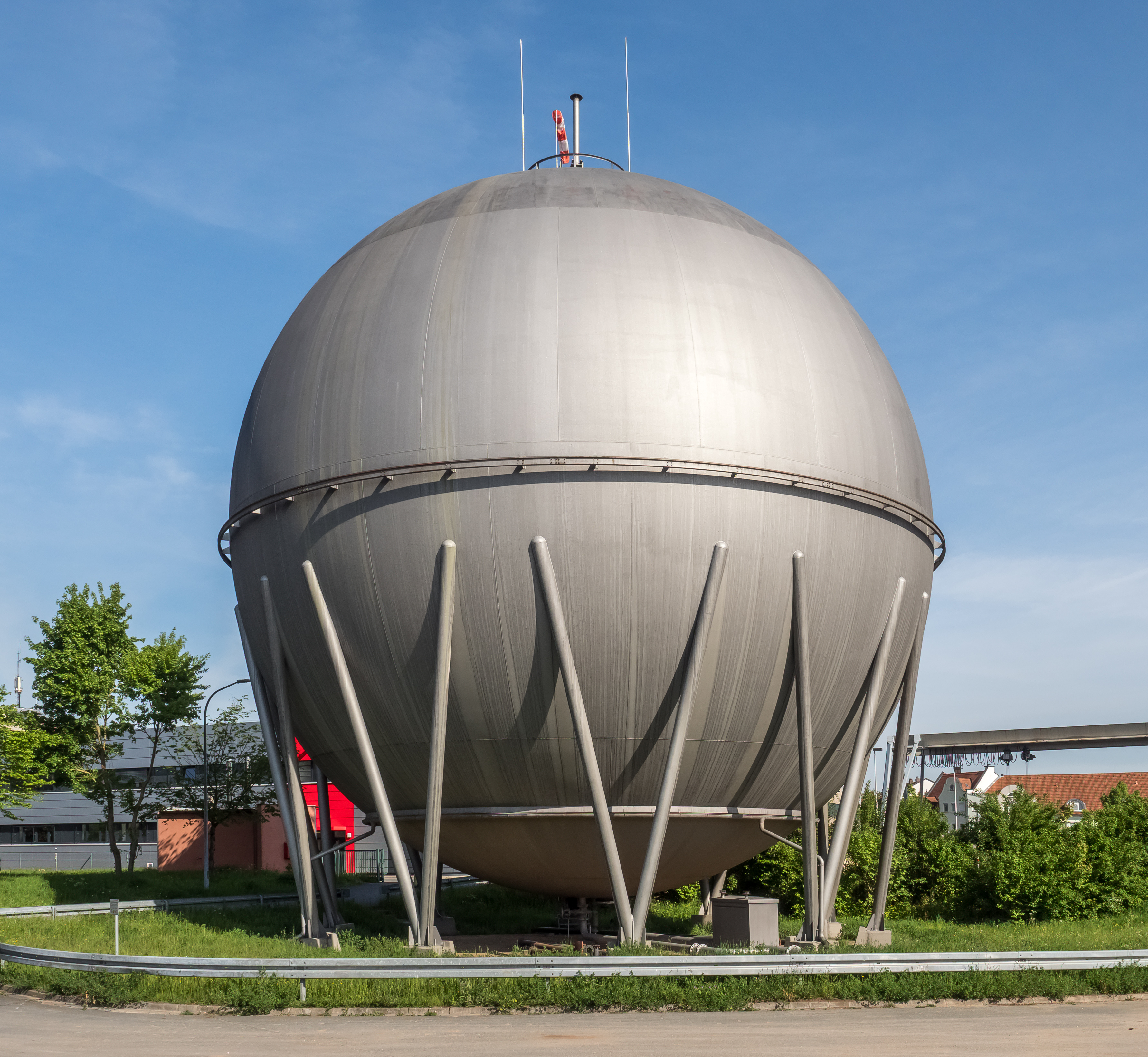
Erdgasspeicher der Stadtwerke

#### Energieproduktion
Wichtige Säule der Energieversorgung ist das Wasserkraftwerk in Viereth, welches mit einem jährlichen Gesamtertrag von 30GWh über 12000 Haushalte mit Elektrizität aus regenerativen Quellen versorgt. Darüber hinaus betreiben die Stadtwerke Bamberg im Stadtgebiet eigene Erzeugungsanlagen. An den Unteren Mühlen im Welterbegebiet befinden sich Wasserkrafturbinen mit einem Stromertrag für 300 Haushalte. Auf der ERBA-Insel im Stadtteil Gaustadt wird ebenfalls Energie aus Wasserkraft gewonnen. Zudem gibt es noch ein Müllheizkraftwerk (MHKW) im Nordwesten der Stadt, das jährlich sowohl 75.000 MWh Fernwärme als auch 80.000 MWh Elektrizität produziert. Das Kraftwerk bezieht und verwertet überregional Restmüllabfälle und wird als Zweckverband von Stadt und Landkreis Bamberg betrieben.

#### Verteilnetze
Das Strom- und Gasnetz im Stadtgebiet befindet sich vollständig in kommunaler Hand und wird von den Stadtwerken Bamberg verwaltet. Neben dem Hauptgebäude der Stadtwerke am Margarethendamm befindet sich neben Gasdruckregel- und Messanlage auch ein Erdgasspeicher. Insgesamt gibt es drei Umspannwerke in Mitte, Nord und Süd.

### Städtische Tochterunternehmen

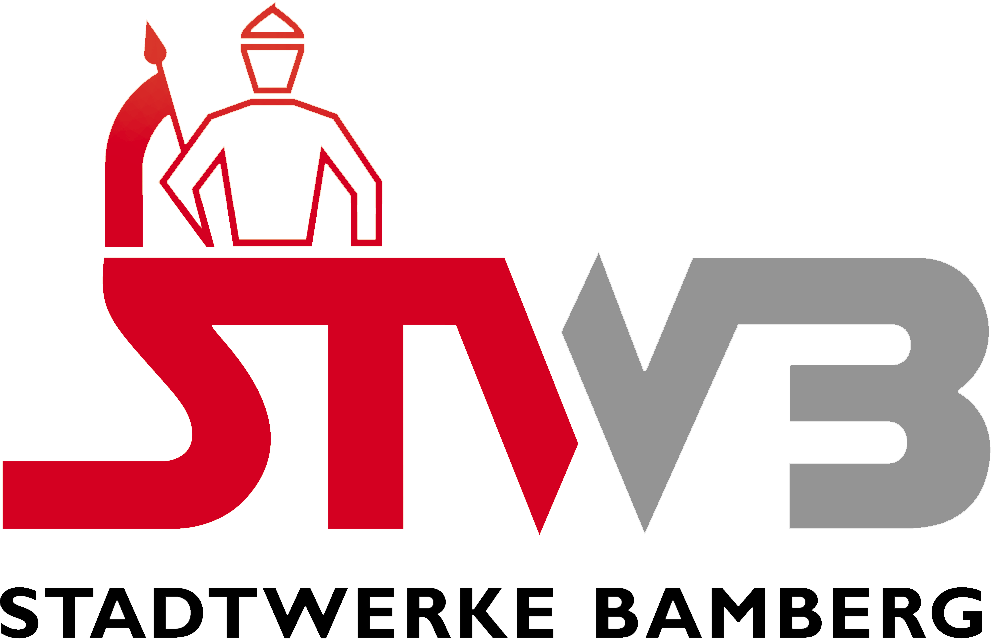

Die Stadt Bamberg besitzt mehrere Gesellschaften in Privatrechtsform, an denen sie teilweise oder vollständig beteiligt ist. Im Kontext öffentlicher Dienstleistungen sind das insbesondere die Stadtwerke Bamberg, die neben dem Hauptunternehmen auch mehrere ausgegliederte Teilunternehmen umfasst, verantwortlich u. a. für Energie- und Wasserversorgung, Stadtbusflotte oder Verwaltung der öffentlichen Schwimmbäder.
Weitere relevante Tochtergesellschaften sind die Stadtbau GmbH, mit mehr als 4000 Einheiten das größte Wohnungsunternehmen im Stadtgebiet, sowie die Bamberg Congress and Event GmbH, die Veranstaltungen in der Konzert- und Kongresshalle, der Brose Arena und den Harmoniesälen koordiniert und verwaltet.
Darüber hinaus besitzt die Stadt Beteiligungen an den Regionalwerken, am Schlachthof Bamberg sowie am IGZ Bamberg, ein Gründerzentrum in der ehemaligen Lagarde-Kaserne.

### Innerstädtischer Erwerbsgartenbau

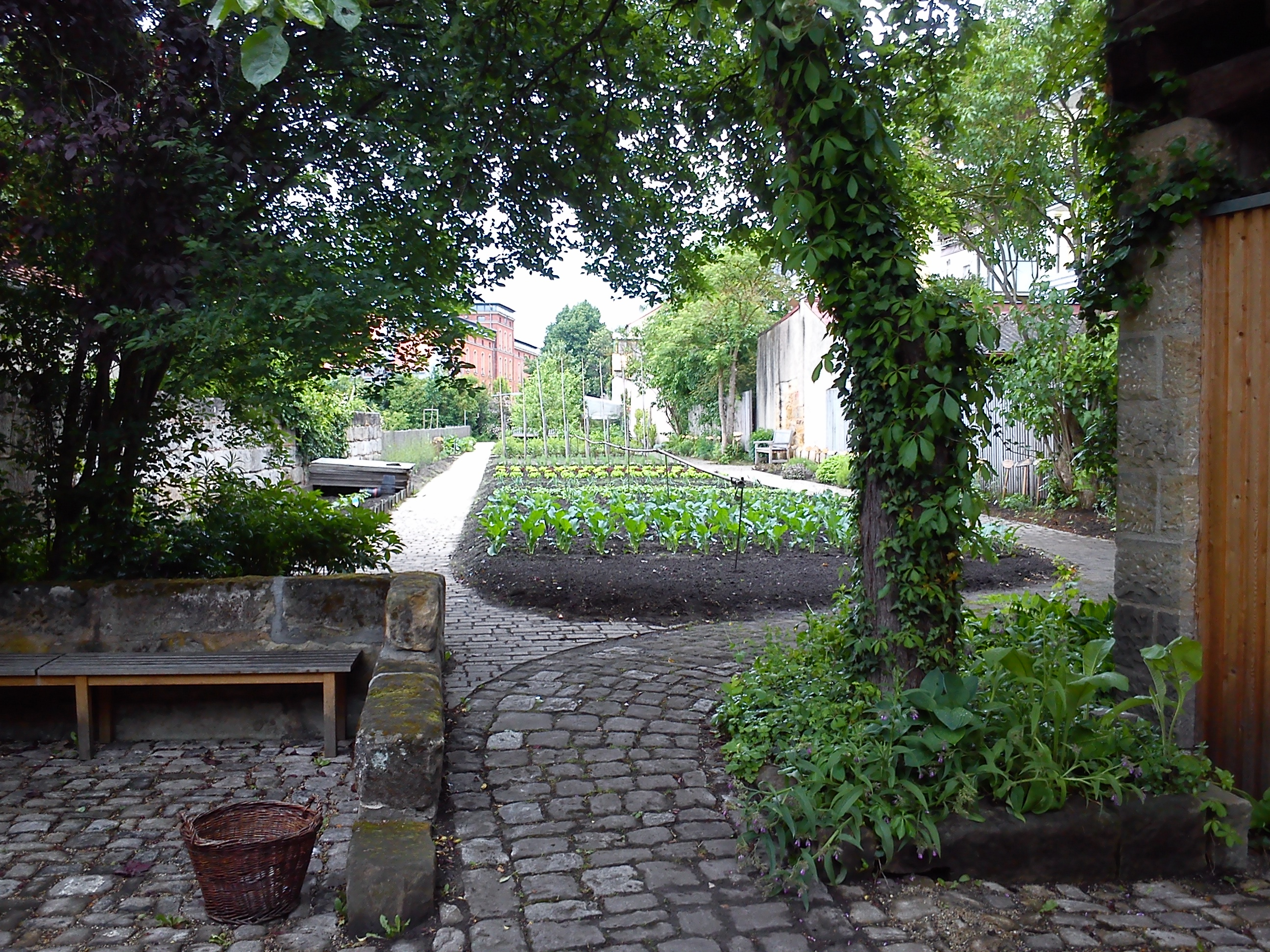
Gartenanbau im Welterbegebiet

Auf dem fruchtbaren Schwemmsandboden werden in Bamberg seit dem 14. Jahrhundert örtliche Gemüsesorten und Kräuter angebaut. Auch das Klima ist für den Anbau dieser Art von Gartenbau günstig. Angebaut werden vor allem verschiedene Salat- und Kohlsorten, Spargel, Rettich, Zwiebeln, Knoblauch, Süßholz, Petersilie und Rote Beete. Rund um den gewerblichen Anbau des Gemüses im innerstädtischen Bereich, der auch heute noch bis in die Altstadt hinein stattfindet, haben sich eine Reihe von Traditionen gebildet, die 2016 von der deutschen UNESCO-Kommission in das bundesweite Verzeichnis des immateriellen Kulturerbes aufgenommen wurden. Es gibt spezielle Kleidung, sowohl für die Arbeit in den Gärten, als auch für Festtagsumzüge, wie etwa die Fronleichnamsprozession. Das Wissen um die Besonderheiten des Gemüseanbaus im innerstädtischen Erwerbsgartenbau in Bamberg wird vor allem in Vereinen weitergegeben, die auch bei der Traditionspflege eine wichtige Rolle spielen.

### Brauereien

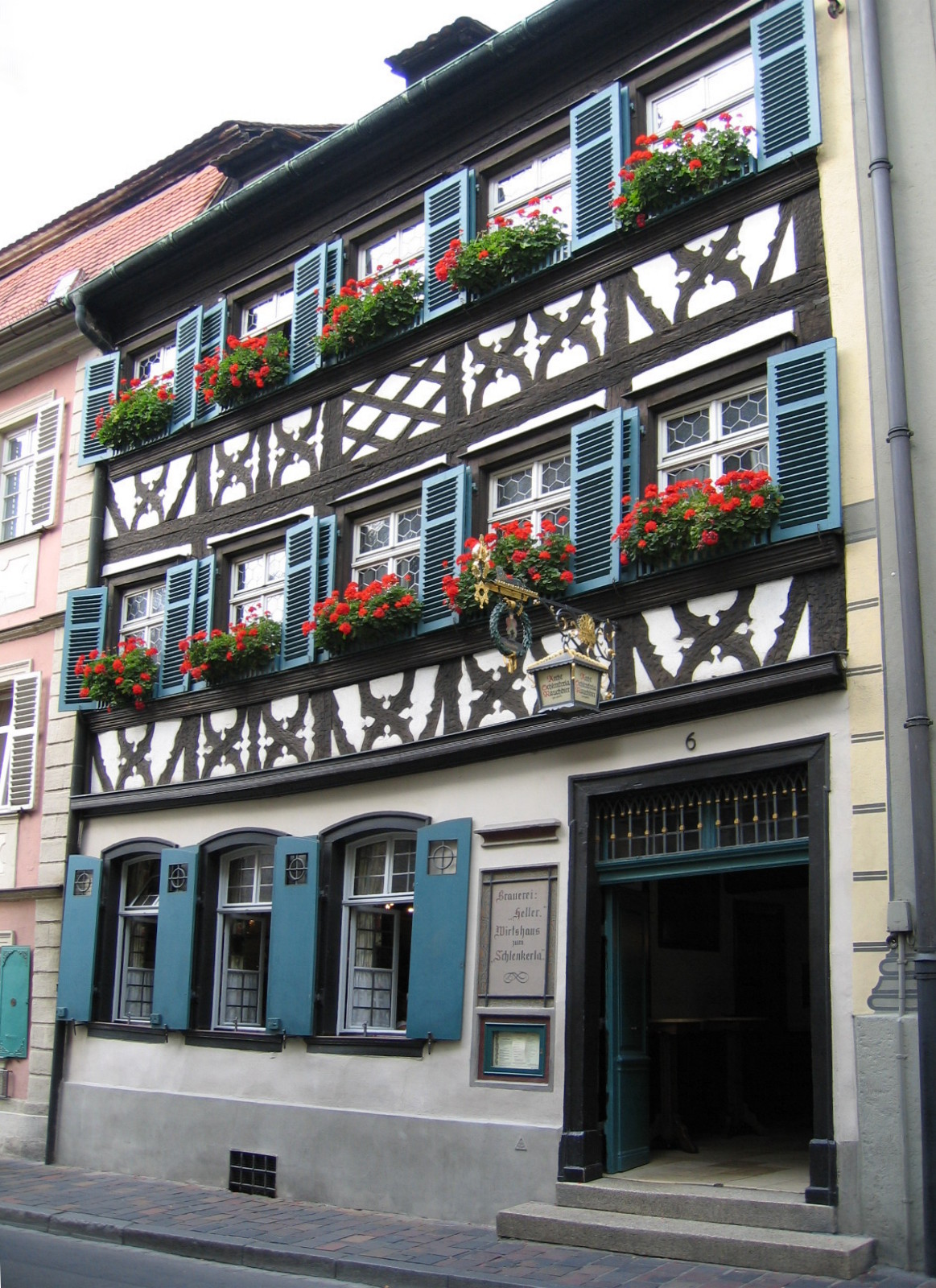
Braugaststätte „Zum Schlenkerla“

Die Stadt ist Teil der Region Franken an der Grenze zwischen Wein- und Bierfranken. Besondere Spezialität ist das Rauchbier. Von ehemals 68 historischen Braustätten gibt es noch acht Brauereien mit alter Tradition in Bamberg: Brauerei Mahr, Brauerei Fässla, Brauerei Schlenkerla, Brauerei Spezial, Klosterbräu Bamberg, Brauerei Greifenklau, Brauerei Keesmann und die Brauerei Kaiserdom im ehemals selbständigen Stadtteil Gaustadt. Eine Gasthaus-Brauerei, das Ambräusianum, die Röstmalzbierbrauerei und die Versuchsbrauerei der Mälzerei Weyermann eröffneten 2004. Bis 2008 existierte noch die Maisel-Bräu. Seit 2016 besteht mit dem „Kronprinz“ in Gaustadt eine weitere Gasthausbrauerei. 2019 startete die Gaststätte „Zum Sternla“ ebenfalls einen eigenen Braubetrieb. Im gleichen Jahr wurde auch die „Landwinkl Bräu“ gegründet. Der „Hopfengarten Bamberg“ ist aus der Gärtnerei Emmerling hervorgegangen. Und seit 2021 gibt es mit dem „Ahörnla“ eine weitere Braustätte in Bamberg. Daneben gibt es noch die kleine zollrechtlich zugelassene Brauerei „Robesbierre“, die aber kein Bier verkauft.

## Infrastruktur

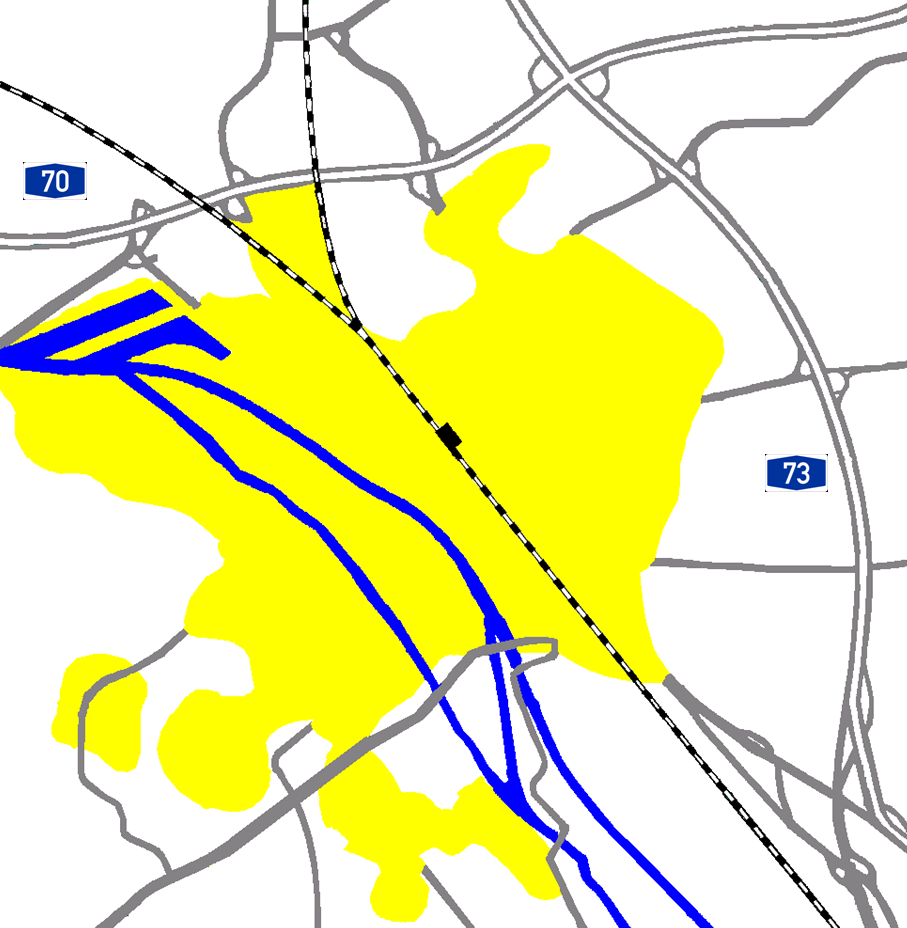
Wasserwege, Autobahnen und Eisenbahngleise in Bamberg

Bamberg ist mit einem Binnenhafen am Main-Donau-Kanal (Regnitz), zwei Autobahnen (A 70/E 48 und A 73) und einem Bahnhof ins Verkehrsnetz eingebunden. Außerdem verfügt die Stadt über einen Sonderlandeplatz für Flugzeuge (ICAO-Code: EDQA). Zum 1. Januar 2010 trat die Stadt dem Verkehrsverbund Großraum Nürnberg bei.

### Busverkehr
28 Stadtbuslinien und 4 im Nachtverkehr decken nahezu das ganze Stadtgebiet ab und bedienen den Nahverkehr in die angrenzenden Kommunen Bischberg, Gundelsheim, Hallstadt, Memmelsdorf, Pettstadt, Stegaurach und in den Ortsteil Schammelsdorf der Gemeinde Litzendorf. Außerdem verkehren in Bamberg einige Regionalbuslinien des Omnibusverkehrs Franken GmbH und weiterer privater Omnibusunternehmen. Am Zentralen Omnibusbahnhof (ZOB) sind auch Haltestellen für Regionalbusse eingerichtet, um ein leichteres Umsteigen zu ermöglichen. Der ZOB ist der Mittelpunkt des Stadtnetzes.
Insgesamt befinden sich derzeit 60 Stadtbusse im Fuhrpark des Verkehrsbetriebes der Stadtwerke Bamberg, sie transportieren im Jahr ca. 8 Millionen Fahrgäste. Seit dem Wintersemester 2004/2005 erhalten alle Studenten der Universität Bamberg ein Semesterticket. Es gilt in allen Bussen und den Nahverkehrszügen der DB Regio und der Agilis in der Stadt und im Landkreis Bamberg.
Zwölf stark frequentierte Bushaltestellen wurden mit den sogenannten dynamischen Fahrgastinformationseinrichtungen versehen. Zum Fahrplanwechsel 2015 zeigen sie auch die wirkliche Ankunft der Busse in Echtzeit an.
Seit dem 23. März 2011 werden die Haltestellen von Kinderstimmen angesagt.
Von 1897 bis 1922 führte die Elektrische Straßenbahn Bamberg AG den Stadtverkehr durch.
In der Nähe des Bahnhofs halten mehrere Fernbuslinien. Betreiber sind Flixbus und Sindbad.

### Schienenverkehr

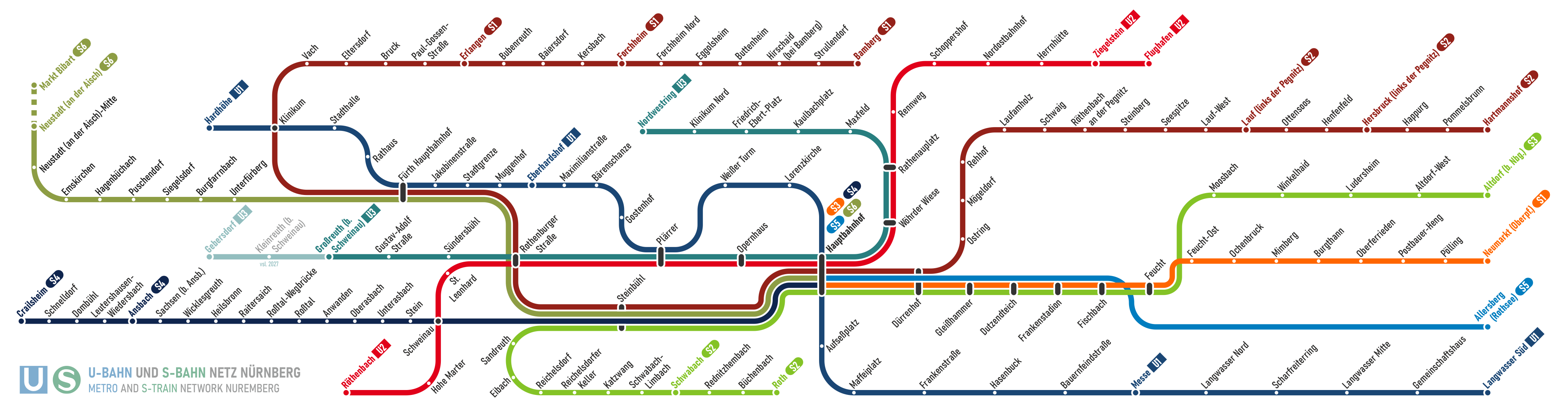
Bamberg, nördlicher Endbahnhof der S-Bahn-Linie S1 des Verkehrsverbunds Großraum Nürnberg (VGN)

Der Bahnhof Bamberg ist nördlicher Endpunkt der S-Bahn-Linie S1 des Verkehrsverbunds Großraum Nürnberg (VGN). Damit ist Bamberg im Nahverkehr direkt mit Erlangen, Fürth und Nürnberg verbunden. Die Züge fahren im Stundentakt bis ins ca. 100 km südöstlich gelegene Neumarkt in der Oberpfalz. Zusammen mit dem halbstündlich fahrenden Regionalexpress fahren tagsüber jeweils drei Züge pro Stunde von Bamberg nach Nürnberg und zurück.
Im Fernverkehr liegt Bamberg an der Schnellfahrstrecke Nürnberg–Erfurt und wird grundsätzlich stündlich von ICE-Zügen der Verbindung (Hamburg –) Berlin – München angefahren. Vor der Eröffnung der Schnellfahrstrecke 2017 fuhren ICE-Züge zwischen Leipzig und Nürnberg über Saalfeld und Jena, seitdem wird die Verbindung über Erfurt geführt. Bamberg ist Endpunkt der Bahnstrecke Nürnberg–Bamberg, des Weiteren beginnen in Bamberg die Bahnstrecke Bamberg–Hof sowie die Bahnstrecke Bamberg–Rottendorf.

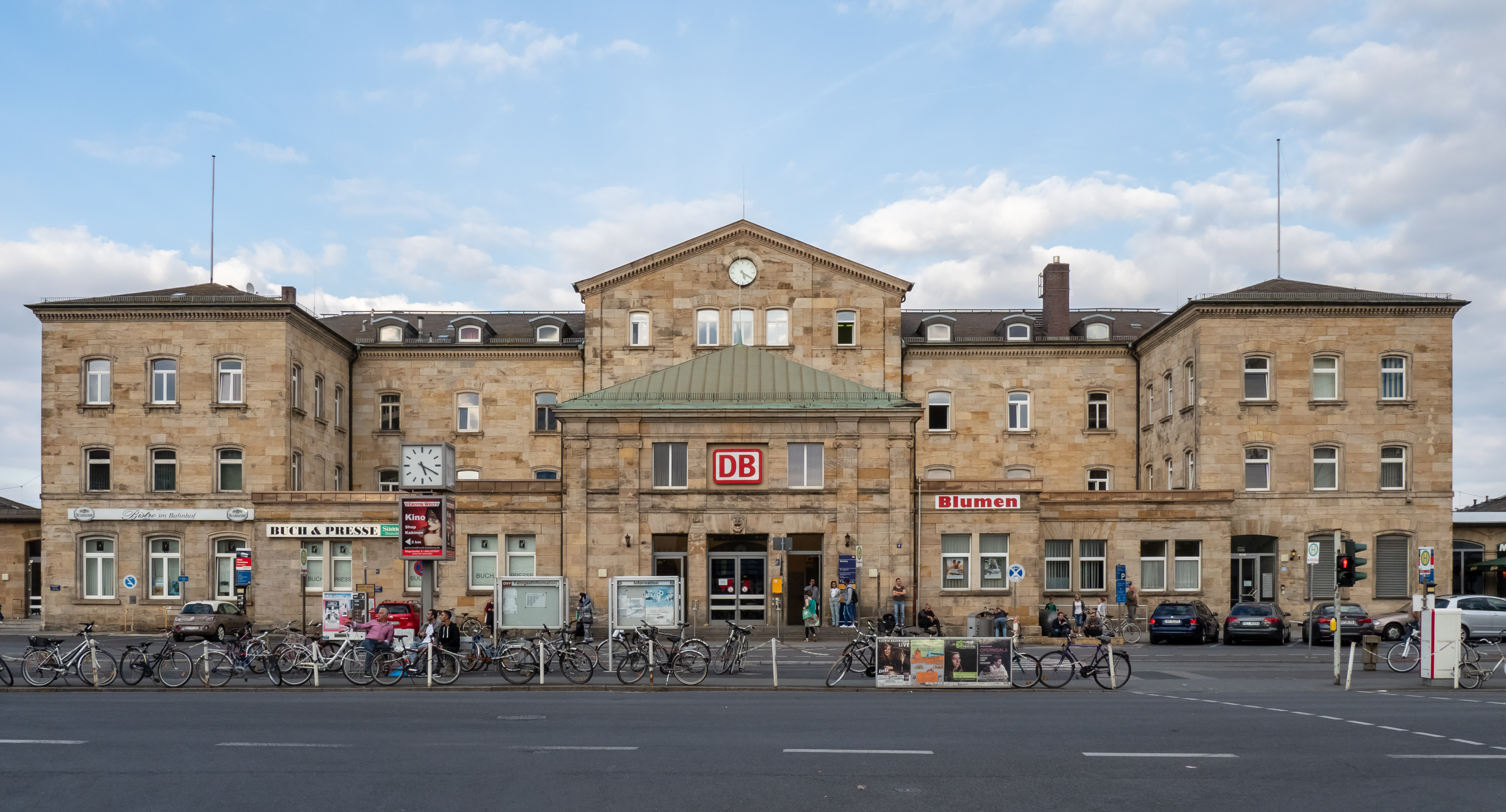
Empfangsgebäude des Bamberger Bahnhofs

Der Bahnhof Bamberg ist der Ausgangspunkt von Regionalexpress- und Regionalbahnlinien nach:
- Erlangen – Nürnberg
- Lichtenfels – Hof/Bayreuth – Nürnberg
- Lichtenfels – Coburg – Sonneberg
- Lichtenfels – Kronach – Saalfeld (Saale)
- Coburg – Erfurt
- Schweinfurt – Würzburg – Frankfurt am Main
- Breitengüßbach – Ebern
Diese Strecke wird bis Breitengüßbach von DB Regio und von Agilis befahren. Von Breitengüßbach bis Ebern bedient sie ausschließlich Agilis im Stundentakt.
- Die Bahnlinie nach Scheßlitz wurde 1988 stillgelegt, nachdem bereits 1985 der Personenverkehr eingestellt worden war.

Seit 2021 erweitert die Deutsche Bahn das Streckennetz zwischen Nürnberg und Bamberg, um fehlende Abschnitte der Schnelltrasse zwischen Berlin und München zu ergänzen. Für den viergleisigen Ausbau, dessen Fertigstellung Mitte der 20er Jahre erfolgen soll, werden über 1,3 Milliarden Euro Gesamtinvestitionen getätigt. Im Zuge des Ausbaus sollen auch nahezu alle Bahnbrücken im Stadtgebiet erneuert werden. Darüber hinaus soll im Süden der Stadt nahe der Brose Arena der neue Haltepunkt Bamberg Süd entstehen.

### Straßenverkehr
Staatsstraßen ins Bamberg:
| St 2190 | in Hallstadt – Bamberg – Scheßlitz – Kasendorf – in Kulmbach                                                                               |
| St 2244 | St 2252 in Markt Erlbach – Emskirchen – Herzogenaurach – Erlangen – Forchheim – Hirschaid – Bamberg – – /                                  |
| St 2276 | St 2275 – Knetzgau – Trossenfurt – Stegaurach – Bamberg – St 2210 in Geisfeld                                                              |
| St 2281 | St 2282 – Stadtlauringen – Hofheim in Unterfranken – Königsberg in Bayern – Lauter – Stettfeld – Hallstadt – Bamberg – St 2189 in Hollfeld |

Die vierspurige Hauptverkehrsstraße Berliner Ring (St 2244), die im Osten durch die Stadt verläuft, ist die Verlängerung zur B 22. Bamberg ist an folgende Bundesstraßen angeschlossen:
|  | Würzburg–Bamberg–Bayreuth–Cham |
|  | Riedstadt – Bamberg            |
|  | Bamberg-Süd – Höchstadt        |

Die Stadt liegt an folgenden Bundesautobahnen:
| Autobahnkreuz Schweinfurt/Werneck ()–Bamberg–Autobahndreieck Bayreuth/Kulmbach () |
| Autobahndreieck Suhl– ()–Autobahnkreuz Bamberg–Autobahndreieck Nürnberg/Feucht    |

### Fahrradverkehr
In der Bamberger Innenstadt wird aufgrund der relativ flachen Topographie zwischen Main-Donau-Kanal und Regnitz traditionell viel Fahrrad gefahren. Die relativ kompakte Innenstadtfläche, kurze Distanzen zwischen den Universitätsstandorten, Einbahnstraßen, Parkplatzknappheit und die schnellere Erreichbarkeit des Naherholungsgebietes im Hain begünstigen die Nutzung des Fahrrades als alltägliches Transportmittel.
Durch die unmittelbare Lage am Main-Radweg, Aischtalradweg und Regnitzradweg ist Bamberg auch Ziel vieler touristischer Radreiserouten. Die Stadt hat sich zum Ziel gesetzt, eine Veränderung des Modal Splits zugunsten des Radverkehrs zu erreichen.
Das überörtlich ausgeschilderte Radwegenetz weist besonders im Altstadtbereich erhebliche Lücken auf. Der ADFC Bamberg sieht Nachbesserungsbedarf in der städtischen Verkehrspolitik.
Auf dem Weg zu größerer urbaner Fahrradfreundlichkeit erhielt die Stadt im Jahr 2009 den Zuschlag beim Bundesmodellversuch Zero-Emission-Mobility des Bundesverkehrsministeriums. Im Sommer 2009 erfolgte dessen multimediale Umsetzung mit der Werbekampagne Kopf an: Motor aus. Für Null CO2 auf Kurzstrecken. Im Januar 2018 übernahm der Stadtrat die Forderungen des Bürgerbehrens "Initiative Radentscheid Bamberg" zum Ausbau der Radinfrastruktur in den kommenden Jahren.
Seit 2019 sind in der Stadt zudem Elektro-Roller vertreten. Man kann diese an verschiedenen Stellen in der ganzen Stadt mieten. Die Fahrradmitnahme in den DB-Regiozügen und den Bussen des VGN ist kostenpflichtig.

### Luftverkehr
Der Flugplatz Bamberg-Breitenau ist einer der ältesten noch in Betrieb befindlichen Landeplätze Deutschlands. Bereits 1912 landete dort das erste Motorflugzeug. Das Jahr 1909 wird als tatsächlicher Beginn der Luftfahrt in Bamberg angesehen. Zu diesem Zeitpunkt begann Willy Messerschmitt zusammen mit dem Stadtbaumeister Friedrich Harth mit der Entwicklung von Fluggeräten. Von 1945 bis 2012 diente der Flugplatz als amerikanischer Militärflugplatz mit ziviler Mitbenutzung. 2013 wurde er nach umfangreichen Umbaumaßnahmen als deutscher Sonderlandeplatz wiedereröffnet. Er wird von den Stadtwerken Bamberg in Zusammenarbeit mit dem Aero-Club Bamberg e. V. betrieben.

### Wanderwege
Durch Bamberg verläuft der Fränkische Marienweg. In der Stadtmitte treffen sich die westliche Magnifikat-Route und die östliche Ave-Maria-Route des Rundweges, die jeweils in Bamberg beginnen und enden.

### Schiffsverkehr
In der Nähe von Bamberg beginnt die Bundeswasserstraße (Rhein-)Main-Donau-Kanal, auch RMD- oder Europakanal genannt, der historisch als Nachfolger des Ludwig-Donau-Main-Kanals zu betrachten ist. Der Kanal verläuft innerhalb des Stadtgebiets teilweise entlang des rechten Arms der Regnitz. Am Zusammenfluss der beiden Flussarme befindet sich gegenüber des Stadtteils Gaustadt der Hafen Bamberg.
Die Personenschiffahrt Kropf verkehrt im Sommerhalbjahr mit Linien- und Sonderfahrten sowie als Charter hauptsächlich auf dem für größere Schiffe nicht befahrbaren linken Arm der Regnitz, aber auch auf dem Kanal und dem Main.

### Wasserversorgung
Die Wasserversorgung der Stadt war früher durch Brunnen gesichert.
Es handelte sich hierbei überwiegend um Brunnen auf Privatgrund, von denen es ca. 300 gab. Des Weiteren versorgten öffentliche Brunnen, gebaut und unterhalten durch die öffentliche Hand, die Stadt mit Wasser. Daneben gab es bereits eine Art Fernwasserversorgung mit Leitungen aus Brunnen in der Umgebung, die vor allem von kirchlichen und klösterlichen Einrichtungen genutzt wurde.
Der Ausbau eines städtischen Rohrnetzes begann im letzten Viertel des 19. Jahrhunderts. Seit den 1970er Jahren ist Bamberg – neben seinen eigenen Wasserbrunnen – an die Fernwasserversorgung Oberfranken (FWO) angeschlossen. Diese speist seit Frühjahr 1975 Wasser aus der Ködeltalsperre in das städtische Wasserversorgungsnetz ein.
Seit dem Jahr 2003 findet die Fernwasserversorgung ausschließlich über den Zweckverband Wasserversorgung Fränkischer Wirtschaftsraum (WFW) statt. Das Wasser wird ab dem Übergabe-Behälter in Hüttendorf (Stadt Erlangen) an das Stadtnetz der Stadt Bamberg geliefert.

## Bamberg in Film und Fernsehen
Bamberg ist Drehort bekannter Kinofilm- und Fernsehproduktionen wie z. B.:
- die Kinder- und Jugendserie Endlich Samstag!
- die Kinderfilme Das Sams, Sams in Gefahr, Sams im Glück mit Ulrich Noethen und Armin Rohde
- Lola Montez von 1955 mit Peter Ustinov und Will Quadflieg
- Heldinnen von 1960 mit Marianne Koch und Paul Hubschmid
- Stadt ohne Mitleid von 1961 mit Christine Kaufmann und Kirk Douglas
- Das fliegende Klassenzimmer (1973) mit Joachim Fuchsberger
- die Kriminalserie Der König mit Günter Strack
- die Folgen Ein Zeichen Gottes, Das Erbe von Junkersdorf und Braun unter Verdacht der Kriminalreihe Pfarrer Braun mit Ottfried Fischer
- das Märchen Der Zwerg Nase mit Mechthild Großmann
- der Kurzfilm die Unbedingten über August von Kotzebue
- das Drama In der Welt habt ihr Angst von Hans W. Geißendörfer mit Anna Maria Mühe und Max von Thun
- die Komödie Resturlaub von Tommy Jaud mit Maximilian Brückner und Mira Bartuschek
- die Neuverfilmung des „Mantel- und Degenklassikers“ Die drei Musketiere mit Logan Lerman, Orlando Bloom, Milla Jovovich und Christoph Waltz
- der vom Bayerischen Rundfunk produzierte Heimatkrimi Bamberger Reiter
- einige Folgen von Kunst und Krempel, einer Sendung des Bayerischen Rundfunks zur Antiquitätenberatung
- der BR-Kinoproduktion Charleen macht Schluss (About a Girl) mit Heike Makatsch
- der ZDF-Verfilmung über die Hexenverfolgung Die Seelen im Feuer mit Axel Milberg
- der ARD-Krimireihe Tatort (Folge: Am Ende geht man nackt)[185] mit Dagmar Manzel und Fabian Hinrichs
- der ARD-Krimireihe Tatort (Folge: Wo ist Mike?)[186] mit Dagmar Manzel und Fabian Hinrichs
- der Kinofilm Die Schule der magischen Tiere 2[187]
- die RTL-Serie Behringer und die Toten – Feuerteufel[188] mit Antoine Monot jr.
- der Kinofilm Die Schule der magischen Tiere 3[189] mit Emilia Maier und Loris Sichrovsky
- die Netflix-Serie "Die Kaiserin" (Originaltitel: The Empress), in der das Leben von Kaiserin Elisabeth (Sisi) dargestellt wird.

Der Film Engelchen oder Die Jungfrau von Bamberg thematisiert die in den späten 1960er Jahren empfundenen Gegensätze zwischen der fränkischen „Provinz“ und dem „freizügigen“ Schwabing.
Seit August 2008 gibt es ein eigenständiges Fernsehen für Bamberger Schulen.
Im ZDF-Spielfilm Die Seelen im Feuer nach dem gleichnamigen Roman von Sabine Weigand wird die Zeit der Hexenverfolgungen in Bamberg aufgegriffen.

## Persönlichkeiten

### Ehrenbürger
Die Stadt Bamberg verlieh bisher an 35 Personen die Ehrenbürgerschaft. In der Liste sind auch Personen aufgeführt, die von einer der ehemaligen Gemeinden, die heute Stadtteile von Bamberg sind, zu Ehrenbürger ernannt wurden.
Die erste Ehrenbürgerschaft wurde Franz Ludwig von Hornthal 1819 verliehen, er war von 1818 bis 1821 erster Bürgermeister von Bambergs Theodor Mathieu war von 1958 bis 1982 Oberbürgermeister. Der Bayerischer Ministerpräsident Hans Ehard wurde 1952 zum Ehrenbürger ernannt. Neben den Oberbürgermeistern gibt es auch einige Erzbischöfe denen die Ehrenbürgerschaft zuerkannt wurden.

### Literaten

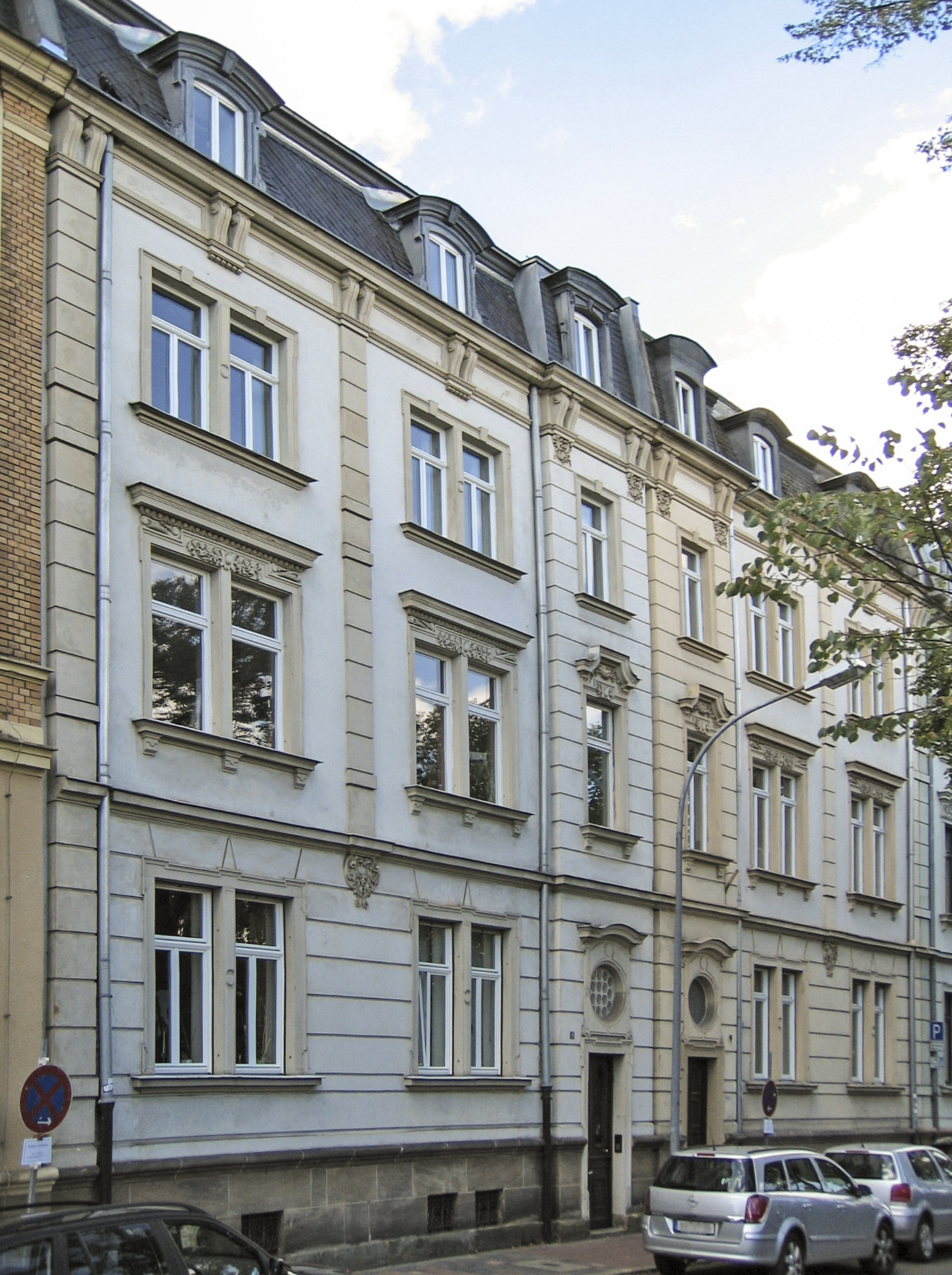
Heinrichsdamm 10, das Haus in dem Hans Wollschläger seinen Herzgewächse-Protagonisten ansiedelt

- Ezzo (Dichter) († wohl am 15. November um 1100) war in der zweiten Hälfte des 11. Jahrhunderts Kanoniker und Lehrer in der Domschule in Bamberg. Dichter des frühmittelhochdeutschen Ezzolieds, er schrieb einen Hymnus über die christliche Heilsgeschichte.
- Ab 1260 wirkte Hugo von Trimberg (1230–1313) an der Lateinschule im damaligen Bamberger Vorort Theuerstadt. Von ihm stammt das moralische Lehrgedicht Der Renner, das 24.000 Verse gegen die sieben Todsünden umfasst.
- Der Frühhumanist Albrecht von Eyb (1420–1475) lebte in der Bamberger Curia Sancti Sebastiani. Von ihm stammt das Loblied über die Anmut des Mägdeleins Barbara.
- Einige Zeit später spielte Bamberg eine wichtige Rolle in der Entwicklung der deutschen Romantik. Wilhelm Heinrich Wackenroder (1773–1798) gilt als einer der frühesten Autoren dieser Kunstauffassung und entwickelte diese unter Mitarbeit von Ludwig Tieck (1773–1853) in den Herzensergießungen eines kunstliebenden Klosterbruders unter anderem angeregt durch seine Aufenthalte in Bamberg.
- Georg Wilhelm Friedrich Hegel (1770–1831) fand in Bamberg 1807 einen Verleger für sein Werk Phänomenologie des Geistes. Er wurde Chefredakteur der Bamberger Zeitung, geriet dort jedoch bald in Konflikt mit dem bayerischen Pressegesetz. Schließlich verließ Hegel 1808 ernüchtert die Stadt in Richtung Nürnberg. Sein journalistisches Engagement sollte eine Episode in seiner Biographie bleiben. 1810 übernahm Karl Friedrich Gottlob Wetzel (1779–1819) die Rolle des Chefredakteurs der in Fränkischer Merkur umbenannten Zeitung. Im Laufe seiner Tätigkeit in Bamberg entstanden zahlreiche Dramen, Gedichtbände und andere Werke.
- Einer der berühmtesten Literaten der Stadt war E. T. A. Hoffmann (1776–1822), der 1808 eine Tätigkeit als Musikdirektor in Bamberg aufnahm. Wenig später musste er diesen Posten quittieren, arbeitete jedoch als Theaterkomponist weiter. 1809 verfasste er sein erstes literarisches Werk, den Ritter Gluck. Zudem begann er, Regie bei Theaterstücken zu führen und die Bühnenkulissen mitzugestalten. Prägend für sein literarisches Schaffen wurde seine Liebe zu seiner erst 15-jährigen Gesangsschülerin Julia Marc, auf die später zahlreiche Frauenfiguren in seinen Werken zurückzuführen sind. Doch insgesamt blieb sein Auskommen in Bamberg bescheiden, Hoffmann wurde wiederholt von finanzieller Not geplagt und verließ die Stadt schließlich 1813. Sein zweites Wohnhaus wird heute von der E.T.A.-Hoffmann-Gesellschaft betreut und steht als Museum offen.
- Karl Friedrich Gottlob Wetzel (1779–1819), ab 1810 Chefredakteur des Fränkischen Merkur. Wurde als möglicher (Mit-)Verfasser der Nachtwachen des Bonaventura diskutiert.
- Friedrich Deml (1901–1994), Angehöriger des Bamberger Dichterkreises
- Hans Wollschläger (1935–2007) übersetzte in Bamberg den Roman Ulysses des irischen Dichters James Joyce ins Deutsche und machte die Stadt zum Schauplatz seines Avantgarde-Romans Herzgewächse oder Der Fall Adams.
- Wulf Segebrecht (* 1935), Literaturwissenschaftler, Autor, Herausgeber, Verleger
- Peter Schanz (* 1957), Autor, Dramaturg und Regisseur
- Rolf-Bernhard Essig (* 1963), Autor, Journalist u. a. Sachbücher, Rundfunkbeiträge
- Nora-Eugenie Gomringer (* 1980), Lyrikerin und Performancekünstlerin

### Weitere Ehrungen
Neben der Ehrenbürgerschaft vergibt die Stadt Bamberg noch weitere Ehrungen an verdiente Bürger, die „allgemeines Ansehen genießen“ und sich „besondere Verdienste erworben haben“:
- Stadtmedaille Bamberg (seit 1989) – „besondere Leistungen um das allgemeine Wohl der Stadt und ihrer Bürger“[191]
- Bürgermedaille (seit 1962) – „hervorragende Leistungen um das allgemeine Wohl der Stadt Bamberg und ihrer Bürger“[192]
- Ehrenring (seit 1973) – „hervorragende Leistungen um das Ansehen und das allgemeine Wohl der Stadt Bamberg und ihrer Bürger“, etwa durch „außerordentliche Leistungen auf den Gebieten der Kunst, der Wissenschaft, der Wirtschaft, des Sozialwesens, des öffentlichen Lebens oder der Völkerverständigung“[193]
- Verdienstmedaille (seit 1980) – eine stadtratsinterne Auszeichnung

## Plaketten und Medaillen

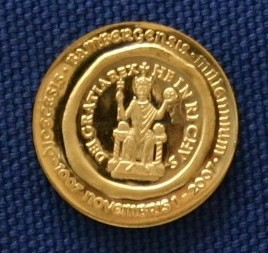
Goldmedaille 2007 des Erzbistums Bamberg anlässlich des tausendjährigen Bistumsjubiläums – Sie zeigt Heinrich II.

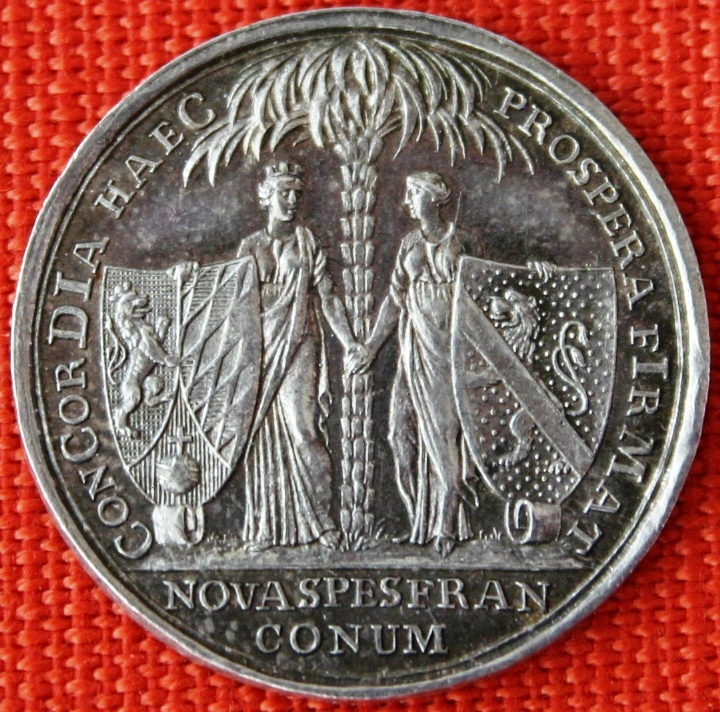
1802 Vereinigung Hochstift Bamberg mit Bayern

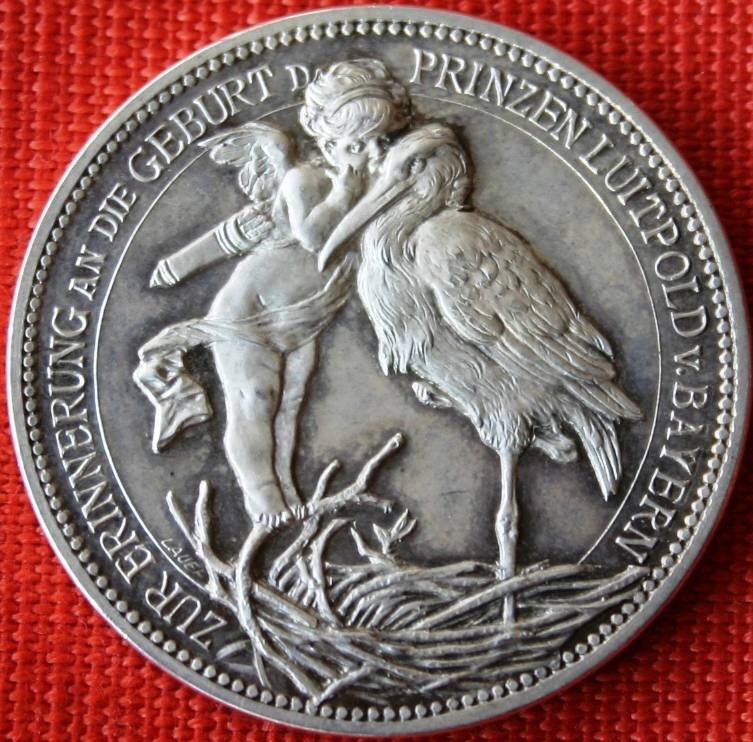
Medaille zur Geburt des Prinzen Luitpold von Bayern, Vorderseite

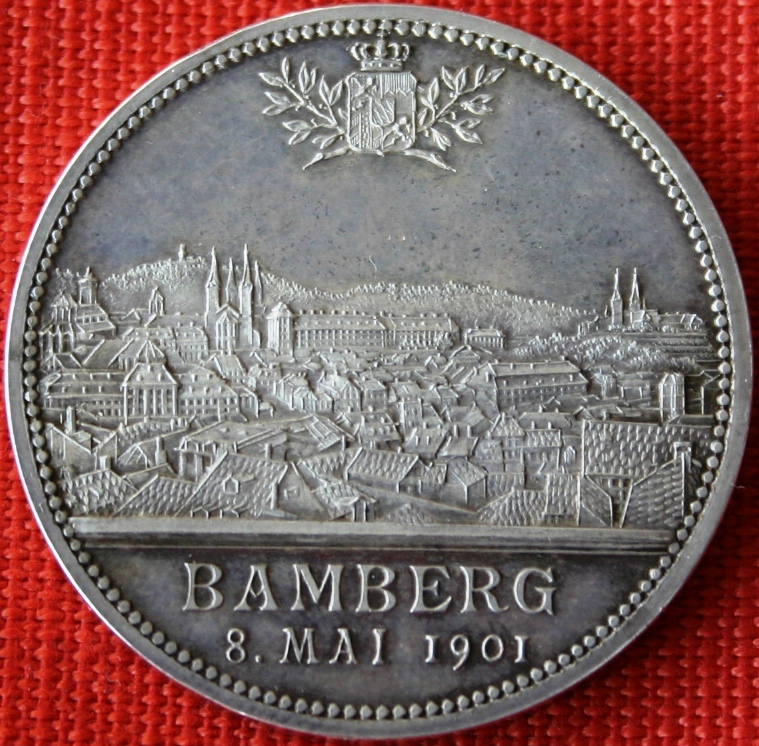
Rückseite

Hier sind die Plaketten und Medaillen in Bezug auf Bamberger Persönlichkeiten und Ereignisse aufgeführt.
- Neustetter Taler von ca. 1629 (Neuprägung 1979)
- Eröffnung der Ottoianischen Academie (1648)
- Militär-Verdienstmedaille (1797), Konventionstaler (auch Neuprägung 1977)
- Silber- und Goldmedaille der Vereinigung des Bistums Bamberg mit Bayern (1802)
- 950. Todestag Papst Clemens II. (1997)
- Michael von Deinlein (1875)
- Geburt des Prinzen Luitpold von Bayern (1901)
- Jacobus von Hauck (1915)
- Bischof Otto I. der Heilige (1924)
- 850 Jahre Pommernmission, Bischof Otto I. der Heilige (1974)
- Lothar Franz von Schönborn (1988)
- 800 Jahre Heiligsprechung Bischof Ottos I. (1989)
- 950. Todestag Kaiser Heinrichs II. (1974)
- 200. Geburtstag von E. T. A. Hoffmann (1976)
- Adrian Ludwig Richter (1984)
- Balthasar Neumann (1987)
- 325. Geburtstag von Johann Dientzenhofer (1988)
- 850 Jahre Heiligsprechung Kaiser Heinrich II. (1996)
- Buchdruckerjubiläum (1840)
- Eröffnung der Bahnstrecke Bamberg–Nuernberg (1844)
- Eröffnung des Ludwig-Kanals (1845)
- Fränkisches Bundes-Sängerfest (1863)
- Bamberger Dom (ca. 1861)
- Eröffnung der Zentralsäle (1890)
- Seminarjubiläum und Mitschülerfest (1891)
- Einweihung des Schützenhauses (1893)
- 3. Oberfränkisches Zimmerstutzen-Bundesschießen (1898)
- Geburt des Prinzen Luitpold von Bayern (1901)
- 900 Jahre Bistum Bamberg (1907)
- 900-Jahr-Feier der Stadt Bamberg (1924)
- Eröffnung der Radrennbahn (1928)
- Heinrichsfest (1935)
- Reit- und Springturnier (1938)
- Stadt Bamberg (1967)
- 100 Jahre Schachclub Bamberg (1968)
- 1000 Jahre Stadt Bamberg (1973)
- 1. Altenburgertaler (1978)
- 175 Jahre Bürgerspital Bamberg (1979)
- Einweihung des Gärtner- und Häckermuseums (1979)
- Wiedererrichtung der Universität Bamberg (1979)
- 675 Jahre Bamberger Stadtrecht (1981)
- Geschichtstaler der Stadt Bamberg (1981)
- Erster Sebastiani-Taler (1982)
- Fränkisches Brauereimuseum (1982)
- Weihnachtstaler (1982)
- Zweiter Sebastianitaler (1984)
- 125 Jahre Freiwillige Feuerwehr Bamberg (1985)
- St. Gangolf (Bamberg) (1986)
- 400 Jahre Kaiser-Heinrich-Gymnasium (1986)
- Renovierungstaler St. Stephan (1986)
- 750 Jahre Bamberger Dom (1987)
- 600 Jahre Obere Pfarre (1987)
- Krippentaler (1987, alljährlich bis 1998)
- Denkmalstadt Bamberg (1990)
- 100 Jahre Franz-Ludwig-Gymnasium (1990)
- Investitur-Feier von Neu-Familiaren des Deutschen Ordens (1991)
- 300 Jahre St. Martin (1993)
- 2. Altenburger–Taler (1993)
- Pegnitz-Regnitz-Taler (1993)
- Weihnachtstaler (1993)
- 150 Jahre Eisenbahnlinie Bamberg-Nürnberg (1994)
- 975 Jahre Einweihung der St. Michaelskirche (1995)
- 150 Jahre Fertigstellung des Ludwig-Donau-Main-Kanals (1996)
- Aufnahme in die Liste des Weltkulturerbes der UNESCO (1996)
- 350 Jahre Hochschule Bamberg (1997)
- Serie Sehenswürdigkeiten in Bamberg. geprägt auf Silberbarren (1998 ff.)

## Bamberg als Namensgeber
Ein Marskrater mit einem Durchmesser von 58,3 km sowie der Asteroid (324) Bamberga, der 1892 von Johann Palisa an der Universitätssternwarte Wien entdeckt wurde, sind nach Bamberg benannt.
Den Namen „Stadt Bamberg“ erhielten mehrere Schiffe, darunter die Stadt Bamberg aus dem Jahr 1927 und deren 1987 gebaute Nachfolgerin Stadt Bamberg.